# Умершие в октябре 2017 года
Это список известных людей, соответствующих установленным критериям значимости (см. Википедия:Критерии значимости персоналий), умерших в октябре 2017 года.
Причина смерти указывается лишь в исключительных случаях (убийство, самоубийство, гибель в результате военных действий, смертная казнь, ДТП или несчастные случаи). В остальных случаях — не указывается.

## 31 октября

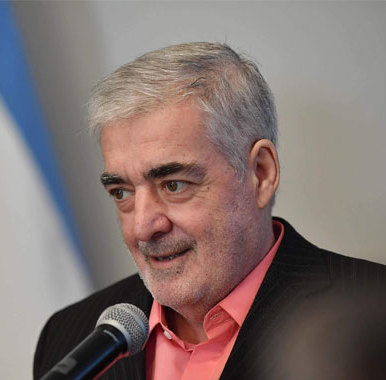
Марио Дас Невес

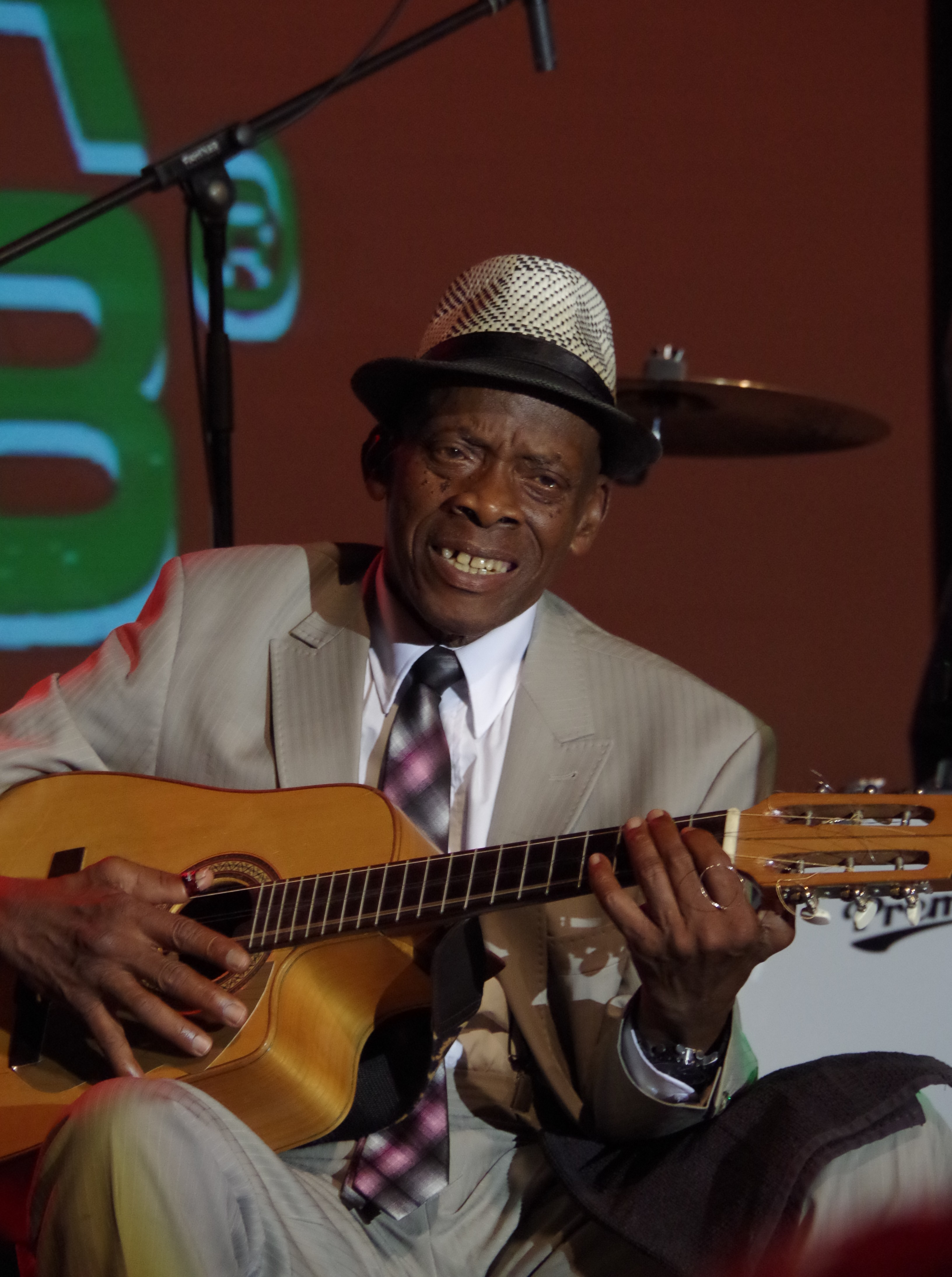
Хильберто Овьедо

- Бердюгин, Олег Валерьевич (53) — российский режиссёр и продюсер, пасынок Эльдара Рязанова, сын от первого брака Эммы Абайдуллиной с художником-конструктором Валерием Бердюгиным[1].
- Григорян, Александр Самсонович (81) — армянский театральный режиссёр, художественный руководитель Ереванского русского драматического театра имени К. Станиславского, народный артист Армянской ССР (1978), заслуженный деятель искусств Российской Федерации (1999)[2].
- Дрэган, Мирча (85) — румынский кинорежиссёр[3].
- Карзов, Георгий Павлович (78) — советский и российский физик, доктор технических наук, профессор, лауреат Государственных премий СССР и России; автокатастрофа[4].
- Дас Невес, Марио (66) — аргентинский государственный деятель, губернатор провинции Чубут (2003—2011, с 2015)[5].
- Овьедо, Хильберто (Папи Овьедо) (79) — кубинский рок-гитарист[6].
- Райчевски, Георгий (78) — болгарский писатель и журналист[7].
- Сальватори, Стефано (49) — итальянский футболист («Парма», «Фиорентина», «Милан», СПАЛ, «Аталанта», «Харт оф Мидлотиан») и тренер[8].
- Самохвалов, Алексей Николаевич (95) — советский и российский театральный актёр, артист Алтайского краевого театра драмы имени В. М. Шукшина, участник Великой Отечественной войны, заслуженный артист РСФСР (1979)[9].
- Старостенко, Владимир Иванович (69) — российский государственный деятель, министр путей сообщения России (1999), начальник Западно-Сибирской (1997—1999, 1999—2002) и Московской (2002—2009) железных дорог[10].
- Хеллер, Фаня (93) — американская писательница и филантроп украинского происхождения, выжившая в Холокосте[11].
- Якубу, Абубакари (35) — ганский футболист, выступавший в составе амстердамского «Аякса» (1999—2004)[12] Архивная копия от 31 марта 2020 на Wayback Machine.

## 30 октября

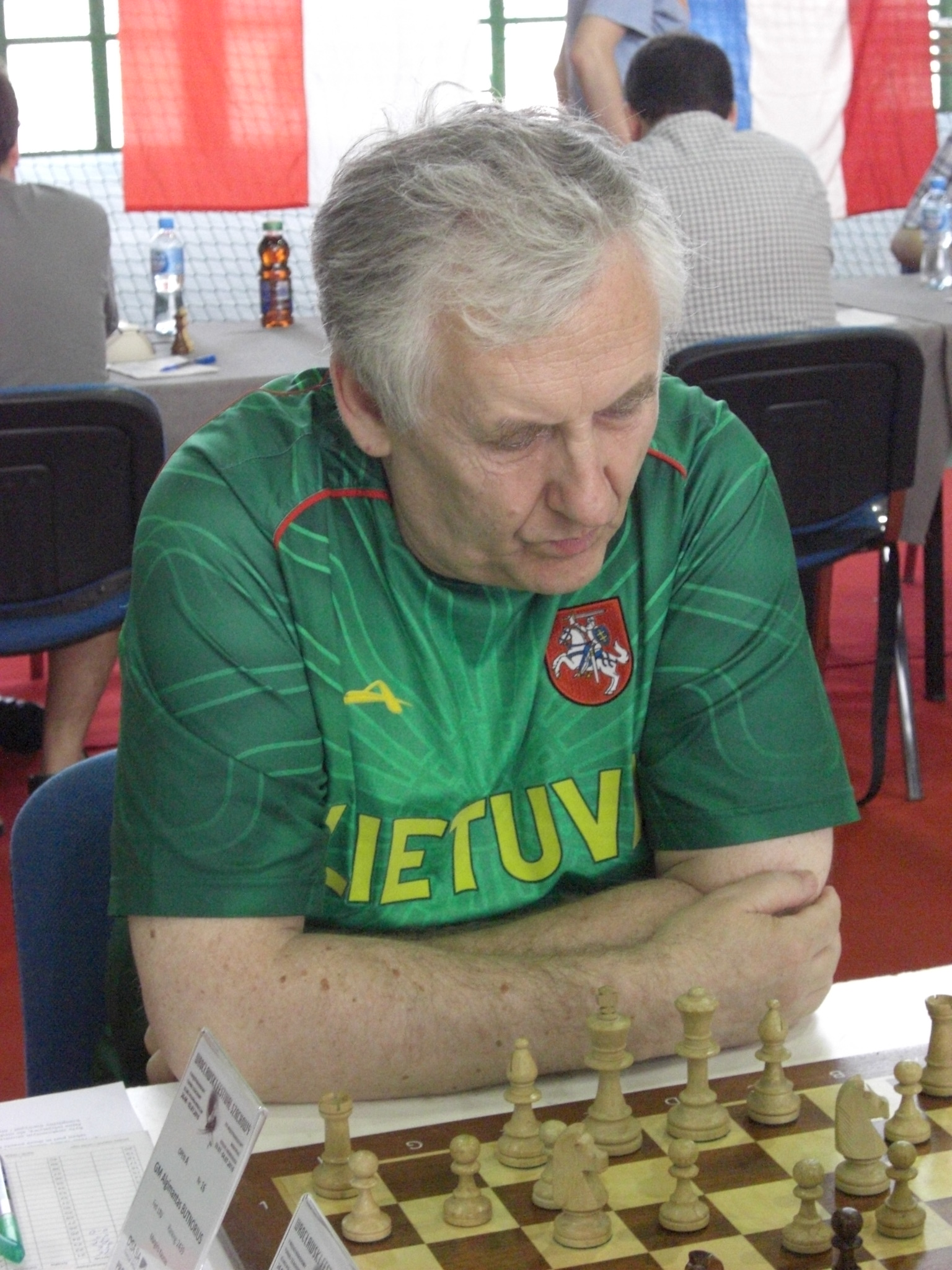
Альгимантас Бутнорюс

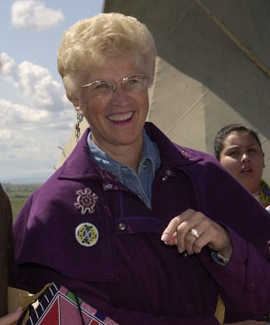
Джуди Мартц

- Бекки, Фред (94) — американский альпинист, первовосходитель на Девилс-Тамб (1946) и Хантер (1954)[13].
- Бутнорюс, Альгимантас Ионович (70) — советский, литовский и монакский шахматист, гроссмейстер (2007)[14].
- Вильетти, Даниэль (78) — уругвайский певец, композитор и гитарист[15].
- Занди, Аббас (87) — иранский борец вольного стиля, победитель чемпионата мира в Токио (1954)[16].
- Ким Чжу Хёк (46) — южнокорейский киноактёр, сын киноактёра Ким Му Сена; погиб[17].
- Мартц, Джуди (74) — американский государственный деятель, губернатор штата Монтана (2001—2005)[18].
- Минухин, Сальвадор (96) — американский психотерапевт российского происхождения, основатель структурного подхода в семейной психотерапии[19].
- Окуева, Амина Викторовна (34) — украинский врач, активист Евромайдана и военнослужащая; убийство[20].
- Парлье, Эжен (88) — швейцарский футболист, участник чемпионата мира (1954)[21].
- Салмасов, Павел Петрович (87) — советский и российский художник, народный художник БАССР (1990), заслуженный художник РФ (2006)[22].

## 29 октября

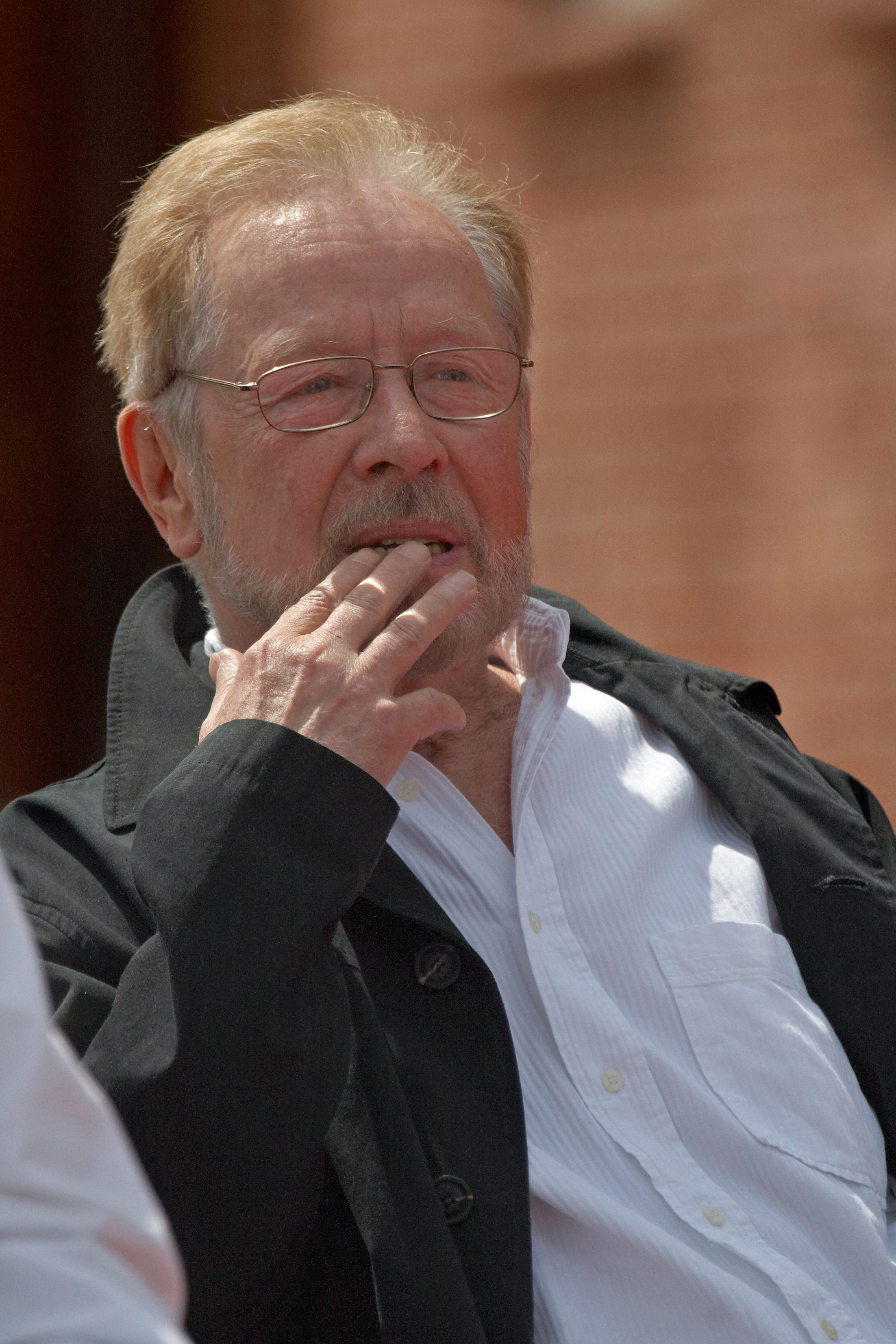
Владислав Ковальский

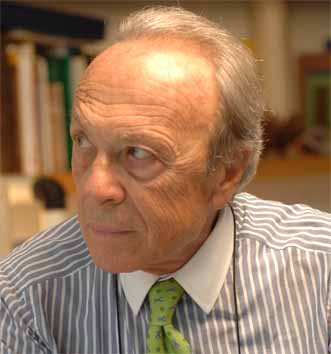
Манфреди Николетти

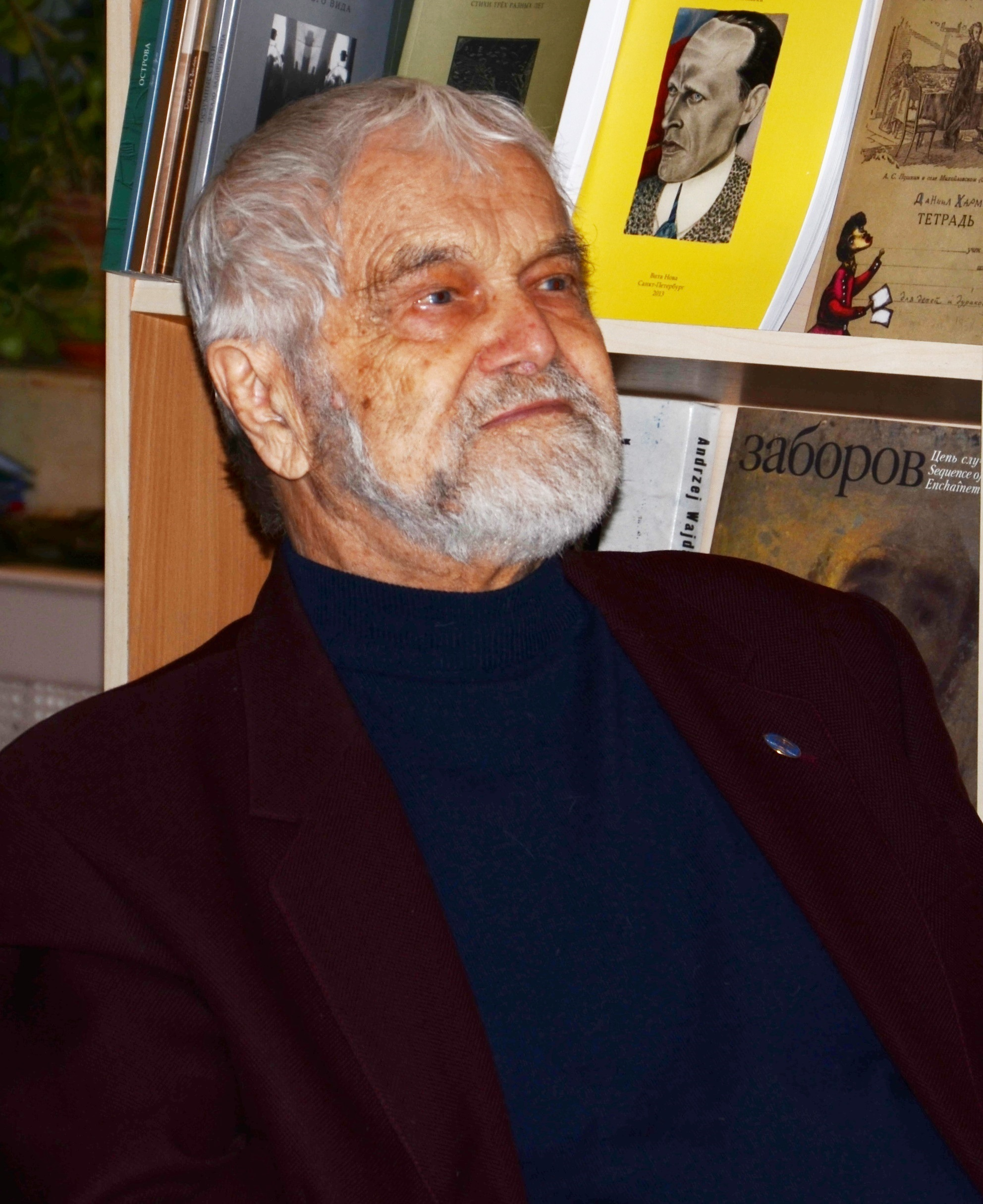
Георгий Поплавский

- Абрамс, Мухал Ричард (87) — американский композитор и пианист[23].
- Баранов, Николай Сергеевич (70) — советский и российский джазовый музыкант, пианист, композитор, руководитель джаз-оркестра Уральского государственного театра эстрады, заслуженный артист Российской Федерации[24].
- Ковальский, Владислав (81) — польский актёр театра, кино и телевидения, педагог[25].
- Мочан, Дидье[фр.] (86) — французский политический деятель, депутат Европейского парламента (1979—1989)[26].
- Мэдиган, Энтони (87) — австралийский боксёр полутяжёлой весовой категории, бронзовый призёр летних Олимпийских игр в Риме (1960)[27].
- Николетти, Манфреди (87) — итальянский архитектор[28].
- Нохлин, Линда (86) — американский историк искусств, профессор и писательница[29].
- Поплавский, Георгий Георгиевич (86) — советский и белорусский художник, народный художник Республики Беларусь (1997), лауреат Государственной премии Республики Беларусь, академик Национальной академии наук Республики Беларусь, иностранный член Российской академии художеств[30].
- Равицкий, Игорь Николаевич (70) — советский и украинский театральный режиссёр, художественный руководитель Одесского Украинского театра драмы имени В. Василька, народный артист Украины[31].
- Стивен, Ниниан (94) — австралийский государственный и политический деятель, генерал-губернатор Австралии (1982—1989), участник Второй мировой войны[32].
- Холдер, Франк (92) — гайанский певец[33].
- Шутц, Питер (87) — немецкий и американский бизнесмен, президент и генеральный директор Porsche (1981—1987)[34].
- Щенсны, Пётр (53 или 54) — польский химик, активист; умер спустя десять дней после попытки самосожжения[35].
- Эрсен-Раш, Маргарет Ингеборг (75) — немецкий тюрколог, башкировед[36].
- Юкскюла, Аарне-Мати (80) — советский и эстонский актёр театра и кино, педагог[37].
- Якунин, Геннадий Васильевич (82) — советский военачальник, начальник Харьковского высшего военного авиационного инженерного краснознамённого училища (1981—1991), генерал-майор [?].

## 28 октября

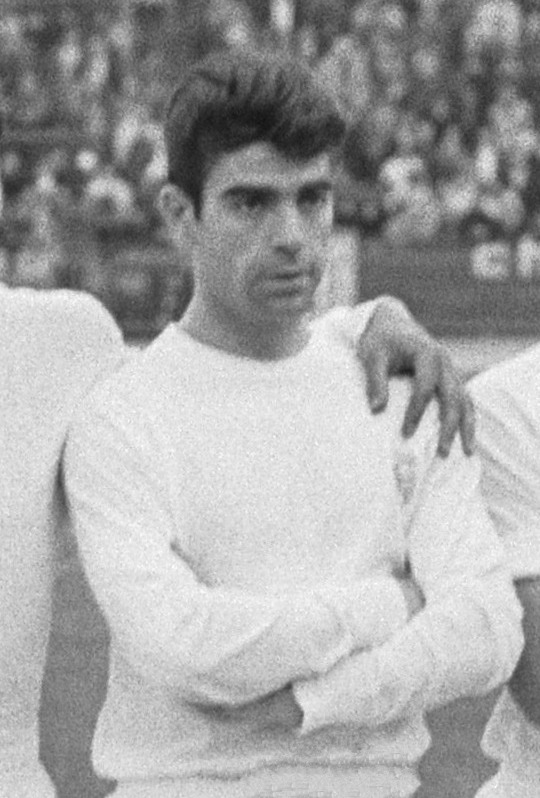
Мануэль Санчис Мартинес

- Ардианшах, Хасан (65) — индонезийский шахматист, гроссмейстер[38].
- Владимирская, Жанна Аркадьевна (78) — советская и американская актриса театра и кино, исполнительница романсов, журналистка[39].
- Карачун, Виктор Николаевич (58) — советский и российский футболист («Кайрат», «Заря» Луганск, «Кристалл» Смоленск) и тренер[40].
- Майлз, Билли (88) — американский гитарист[41].
- Наумова, Екатерина Григорьевна (79) — советский и российский передовик производства, наладчица Ульяновского моторного завода, Герой Социалистического Труда (1974)[42].
- Рой, Бернард (83) — французский математик[43].
- Санчис Мартинес, Мануэль (79) — испанский футболист, чемпион Испании (1964/65, 1966/67, 1967/68, 1968/69) в составе клуба «Реал Мадрид»[44].
- Тиммерман, Герт (82) — нидерландский эстрадный певец[45].

## 27 октября

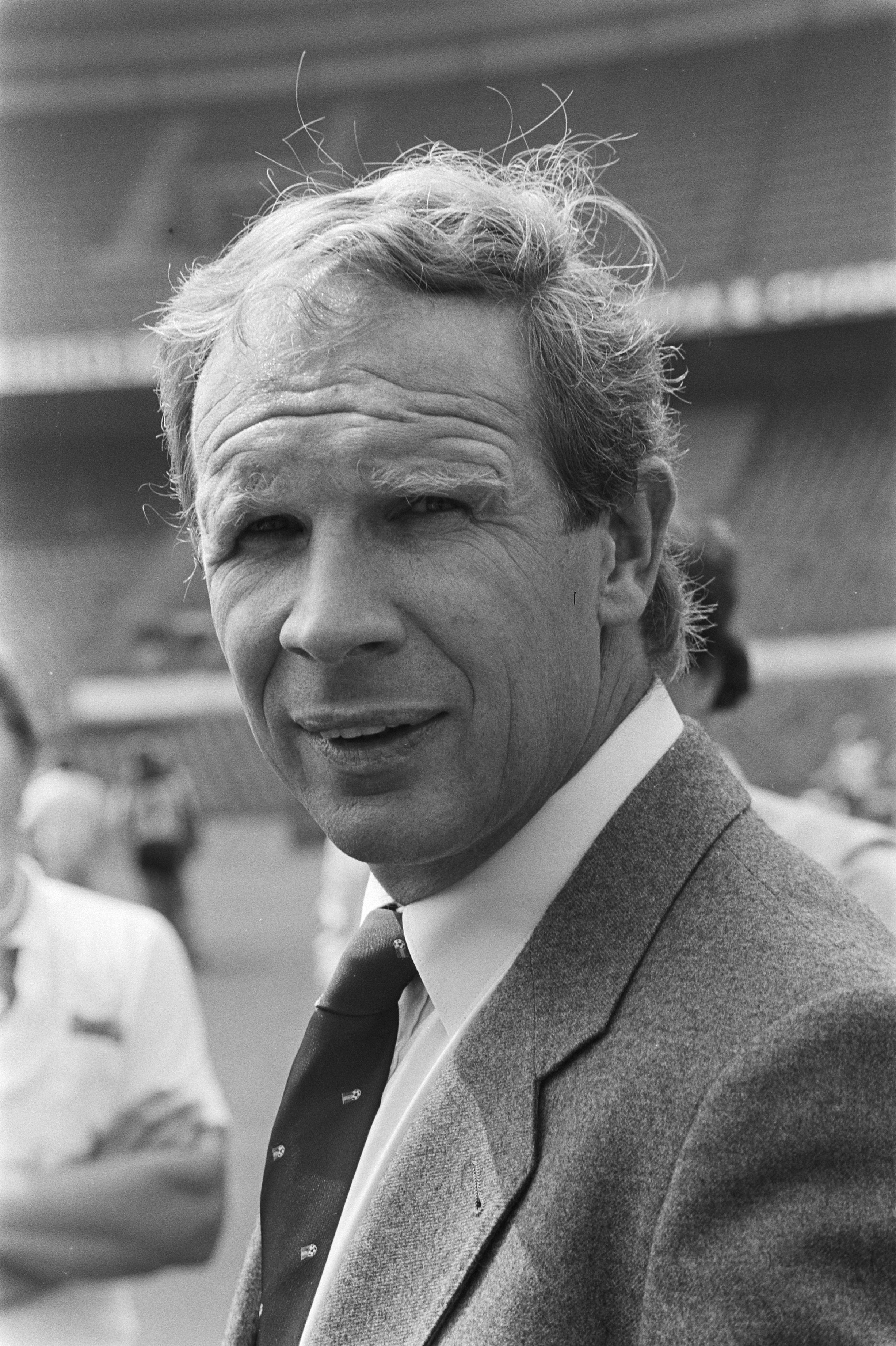
Ханс Край

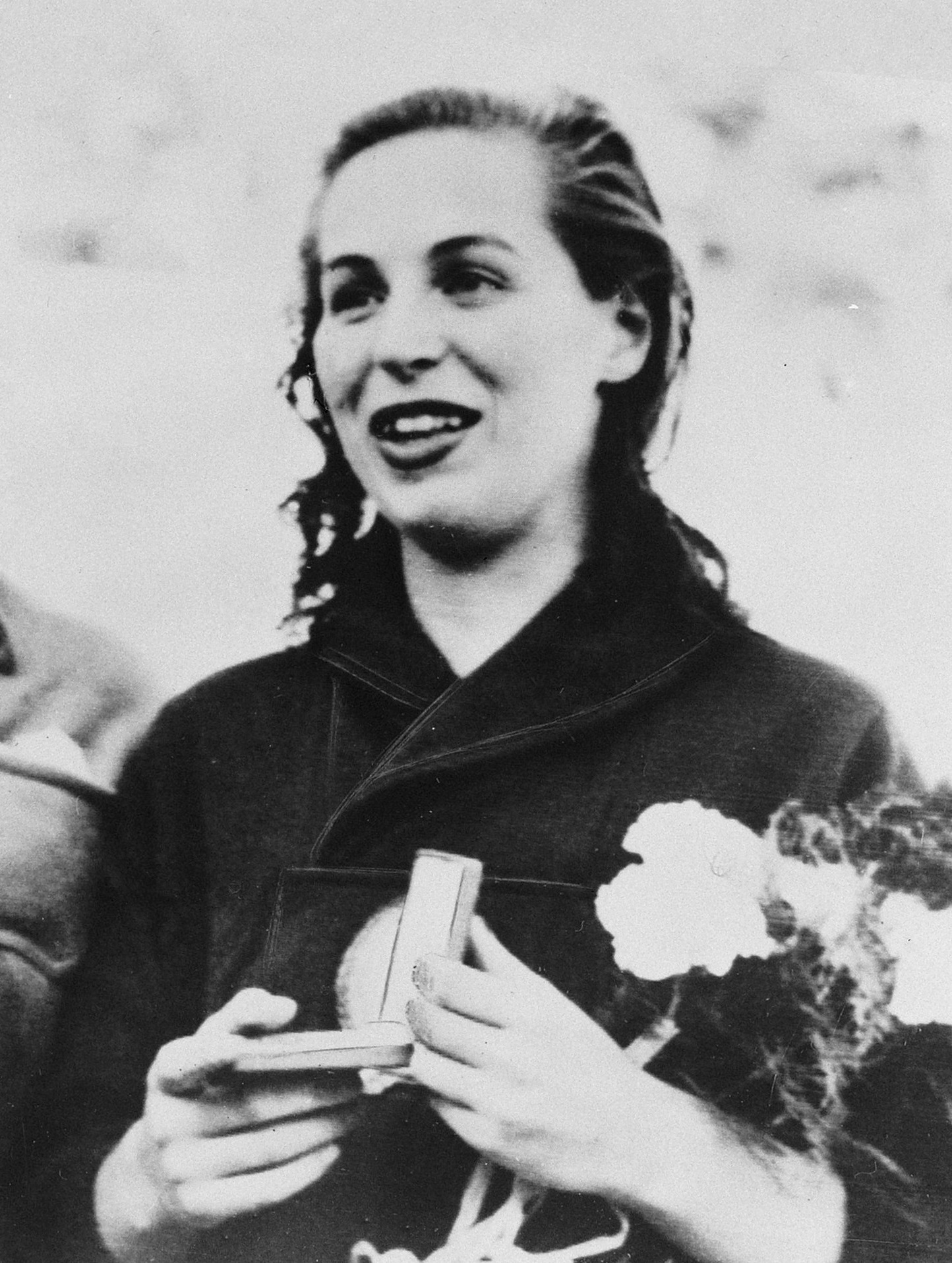
Каталин Сёке

- Ересько, Георгий Алексеевич (81) — украинский технолог молочной промышленности, иностранный член РАСХН (1995—2014), иностранный член РАН (2014)[46].
- Край, Ханс (81) — нидерландский тренер и футболист[47].
- Кубик, Ладислав (71) — чехословацкий и американский композитор[48].
- Куррат, Дитер (75) — немецкий футболист, защитник клуба «Боруссия» Дортмунд[49].
- Лозицкий, Валентин Юрьевич (73) — советский и российский театральный деятель, директор Пензенского драматического театра (1991—2008), заслуженный работник культуры Российской Федерации (1993), сын Людмилы Лозицкой[50].
- Лоуренсон, Питер (84) — британский инженер «отец» вентильного реактивного электродвигателя[51].
- Ноэль, Дик (90) — американский певец[52].
- Сёке, Каталин (82) — венгерская пловчиха, чемпионка нескольких чемпионатов Венгрии, чемпионата Европы в Турине (1954) и Летних Олимпийских игр в Хельсинки (1952)[53].
- Сулама, Абдулай (37) — буркинийский футболист, вратарь ганского клуба «Хартс оф Оук»[54].
- Сунтеле, Инкулулеко (23) — лесотский боксёр; убийство[55].
- Циков, Валентин Сергеевич (94) — советский и украинский учёный в области растениеводства, академик Национальной академии аграрных наук Украины (1991), иностранный член РАСХН (1991—2014), иностранный член РАН (2014)[56].

## 26 октября

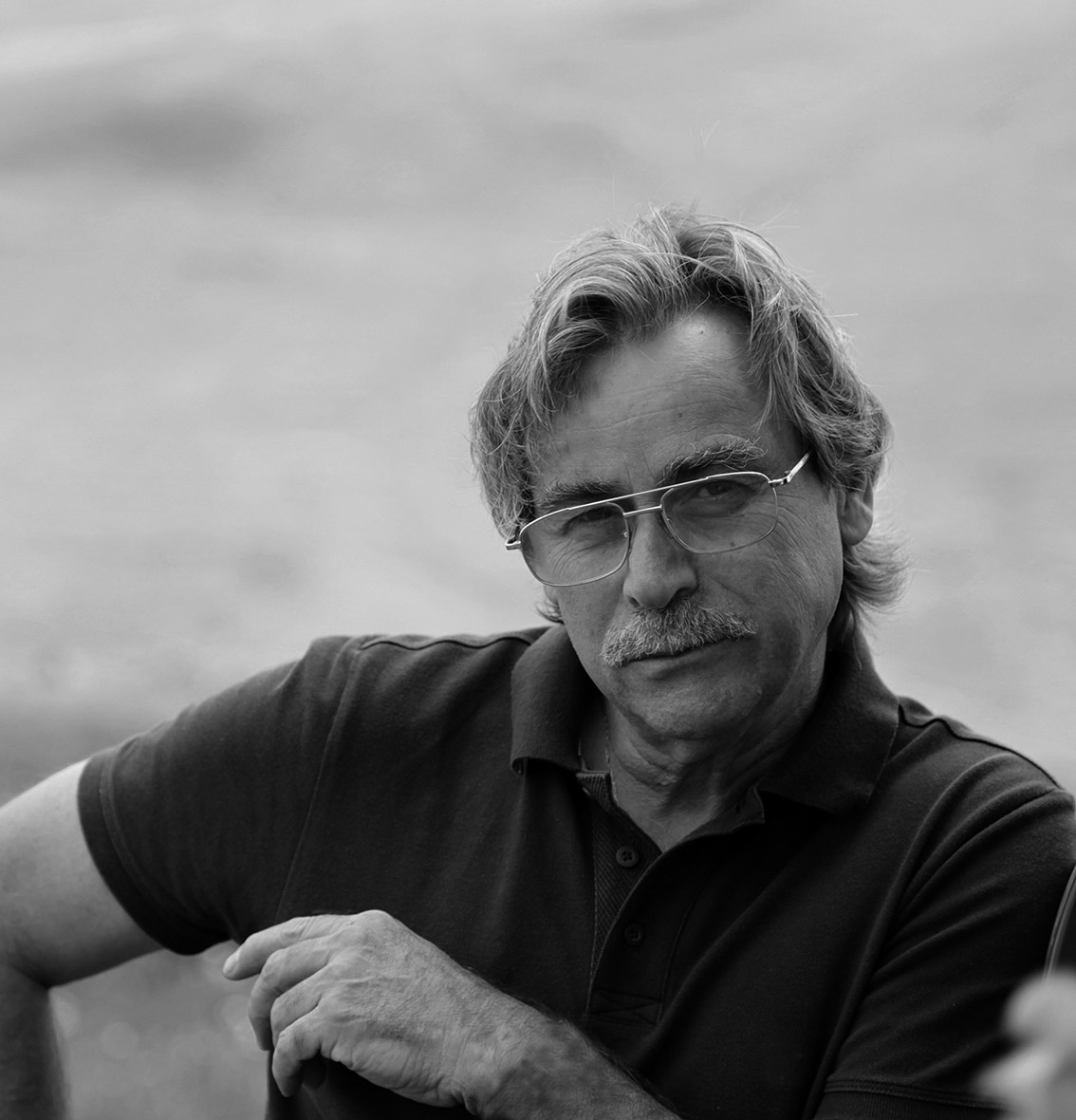
Саро Галенц

- Бергес, Вернер (75) — современный немецкий художник и график, представитель искусства поп-арт[57].
- Галенц, Саро Арутюнович (71) — советский и армянский художник, сын художников Арутюна и Арминэ Галенцей[58].
- Григонис, Эугениус Пранович (56) — советский и российский правовед, доктор юридических наук, профессор, полковник милиции в отставке[59].
- Гусейнов, Рафиг (70) — азербайджанский диктор, народный артист Республики Азербайджан[60].
- Дарвишиан, Али Ашраф (76) — иранский писатель и активист демократического движения[61].
- Дэнчану, Ливиу (63) — румынский композитор, дирижёр и публицист, муж пианистки Родики Дэнчану ro:Liviu Dănceanu.
- Загорулько, Владимир Владимирович (55) — советский футболист («Искра», Смоленск)[62].
- Маклауд, Иан (63) — южноафриканский футбольный арбитр[63].
- Норман, Ши (45) — американский музыкант[64].
- Олен, Нелли (76) — французский государственный деятель, министр экологии и устойчивого развития Франции (2005—2007)[65].
- Сацкий, Виталий Антонович (87) — советский и украинский передовик производства, генеральный директор «Запорожстали» (1986—2012), Герой Украины (1999)[66].
- Стрекозов, Владимир Георгиевич (77) — советский и российский юрист, профессор, доктор юридических наук, генерал-майор юстиции, заместитель председателя Конституционного суда Российской Федерации (2002—2010), заслуженный юрист Российской Федерации[67].

## 25 октября

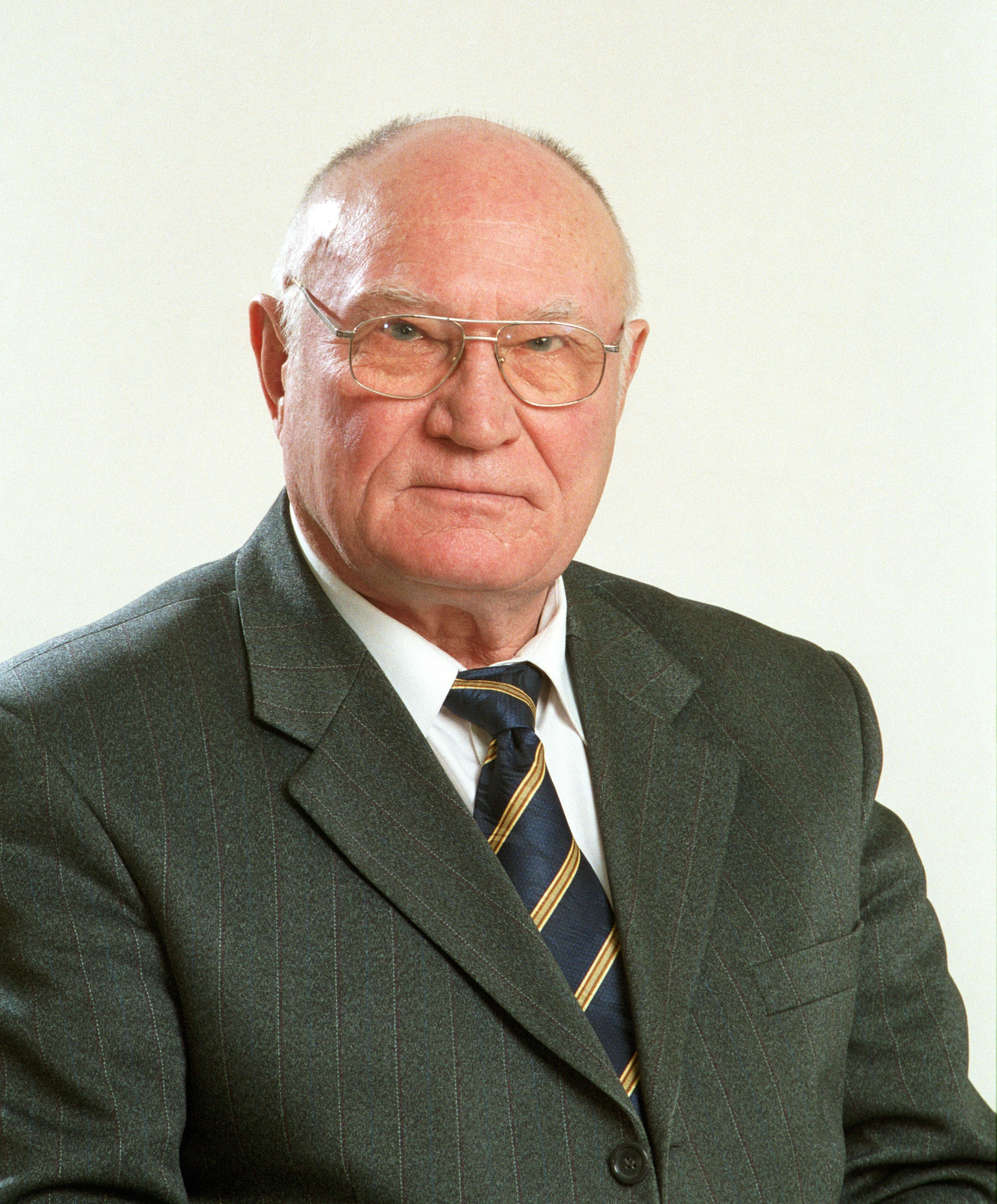
Вилнис Эдвин Бресис

- Бресис, Вилнис Эдвин (79) — советский и латвийский государственный деятель, председатель Совета Министров Латвийской ССР (1988—1990)[68].
- Бреслоу, Рональд (86) — американский химик, лауреат Национальной научной медали США (1991)[69].
- Бруно, Виктор (84) — аргентинский актёр и режиссёр[70].
- Бэннон, Джек (77) — американский актёр[71].
- Гдалин, Александр Давидович (84) — советский и российский литератор, горный инженер, исследователь различных аспектов пушкинистики[72].
- Гендельштейн, Борис Наумович (97) — советский и российский учёный, специалист в области истории западноевропейского искусства и культуры XIX века. Доктор искусствоведения. Лауреат Государственной премии СССР [?].
- Гонсалес, Феликс (87) — мексиканский актёр[73].
- Дабич, Радован (54) — сербский волейболист («Воеводина») и тренер[74].
- Дурнталер, Райнхольд (74) — австрийский бобслеист, двукратный серебряный призёр Олимпийских игр: в Инсбруке (1964) и Гренобле (1968), чемпион мира и Европы[75].
- Жумабеков, Камза Бижанович (89) — советский партийный и государственный деятель, председатель Джезказганского облисполкома (1973—1988)[76].
- Кузнецов, Виктор Николаевич (58) — российский тренер по следж-хоккею, заслуженный тренер России, мастер спорта международного класса[77].
- Либер, Альберт Николаевич (82) — советский футболист[78].
- Линдер, Мод (93) — французская журналистка и кинорежиссёр документальных фильмов, дочь Макса Линдера[79].
- Макгрегор-Скотт, Питер (69) — британский продюсер[80].
- Молло, Джон (86) — британский художник по костюмам, дважды лауреат премии «Оскар» за лучший дизайн костюмов, сын художника и военного историка Евгения Молло, брат дизайнера и военного историка Эндрю Молло[81].
- Семёнов, Вячеслав Михайлович (94) — советский дипломат, Чрезвычайный и Полномочный Посол СССР в Гвинее-Бисау и в Республике Острова Зелёного мыса (по совместительству) (1975—1980) и в Республике Гана (1984—1989)[82].
- Шуян, Отто (87) — словацкий сценограф[83].

## 24 октября

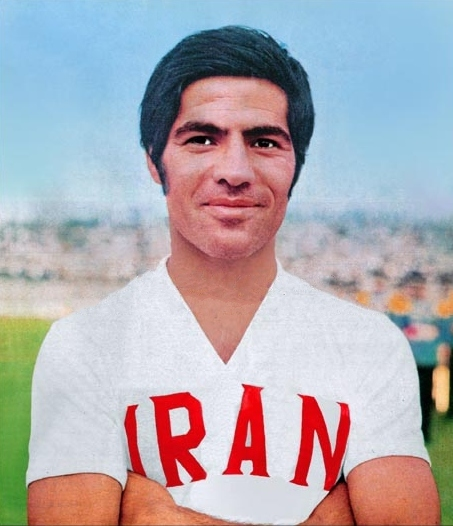
Эбрахим Аштиани

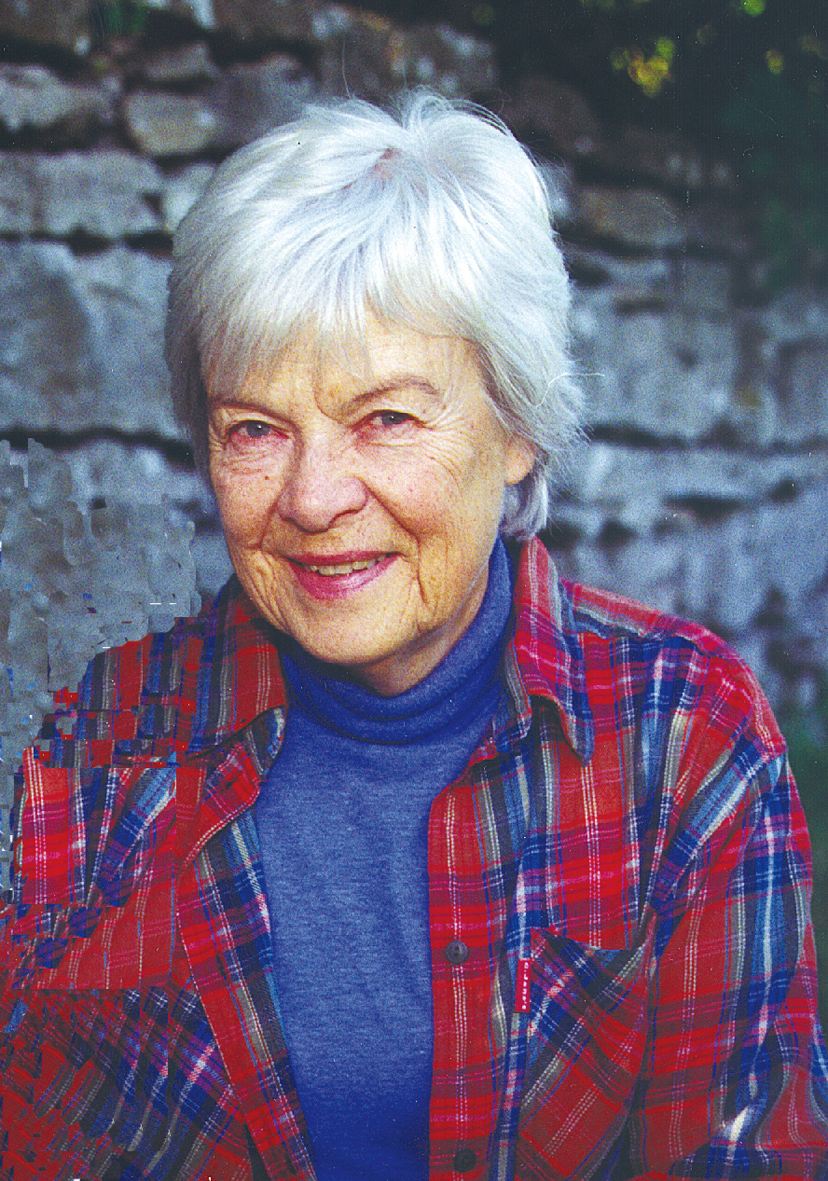
Инга Борг

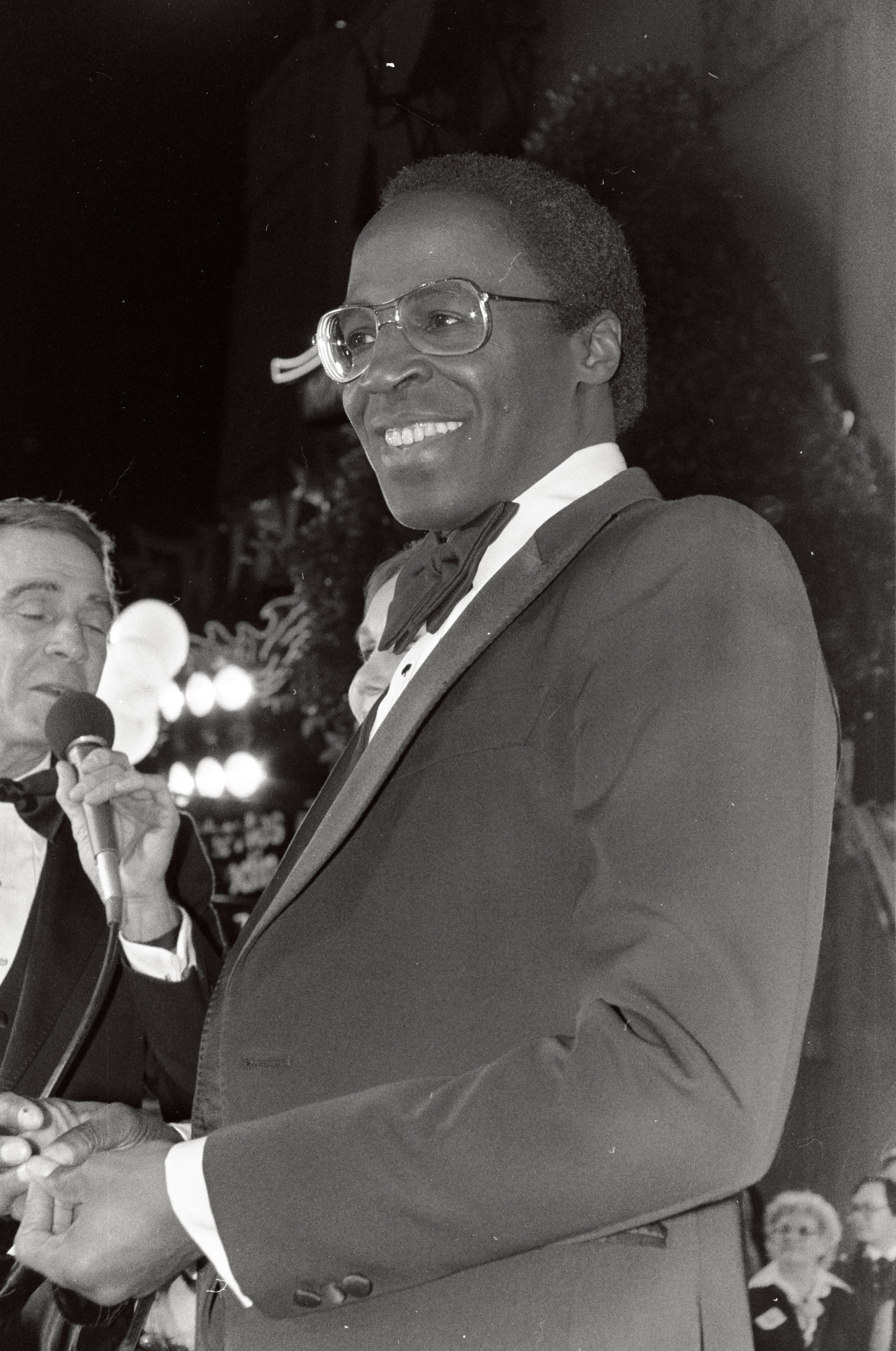
Роберт Гийом

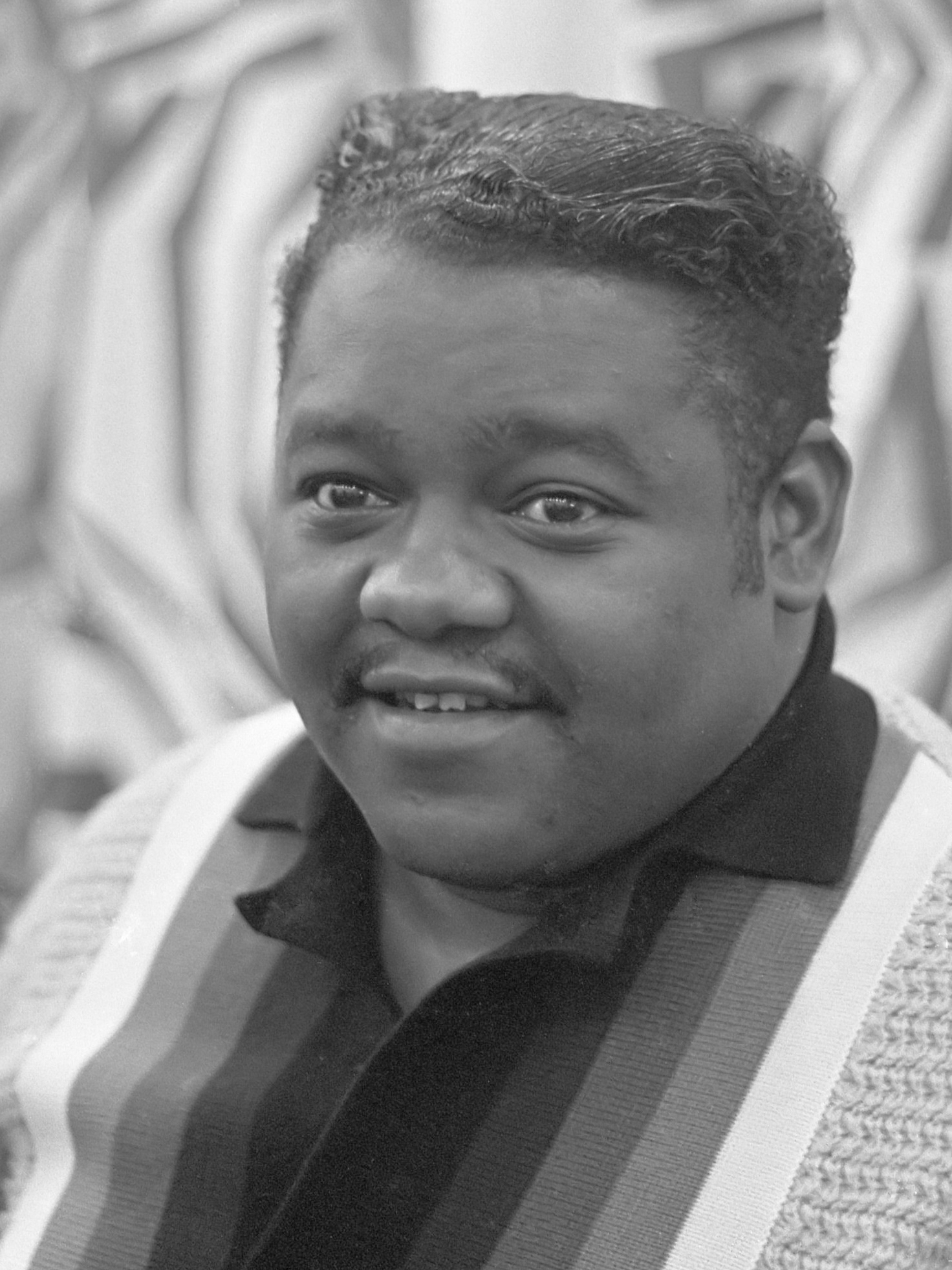
Фэтс Домино

- Анвар М. К. (84) — бангладешский государственный деятель, министр сельского хозяйства (2001—2006)[84].
- Аштиани, Эбрахим (70) — иранский футболист, игрок национальной сборной Ирана[85].
- Байсеркенов, Маман (80) — советский и казахстанский театральный режиссёр, народный артист Казахстана (1998), лауреат премии Ленинского комсомола Казахстана[86].
- Борг, Инга (92) — норвежская художница и детская писательница[87].
- Гийом, Роберт (89) — американский актёр[88].
- Готфрид, Ежи (94) — польский архитектор[89].
- Дальберг, Ингрид (90) — немецкий учёный в области информатики и философ[90].
- Джаска, Джейн (84) — американская писательница[91].
- Домино, Фэтс (89) — американский джазовый певец и пианист[92].
- Деви, Гириджа (88) — индийская певица[93].
- Ефимов, Александр Андреевич (65) — украинский тренер и арбитр по баскетболу, комиссар Федерации баскетбола Украины[94].
- Жуков, Валерий Николаевич (69) — советский украинский театральный актёр, артист Одесского русского драматического театра[95].
- Кантанилья, Исабель (79) — испанская художница[96].
- И. В. Саси (69) — индийский режиссёр[97].
- Соханевич, Олег Викторович (82) — советский и американский художник и диссидент[98].
- Табаров, Хабибулло Табарович (79) — советский и таджикский государственный деятель, депутат Верховного Совета Таджикистана, министр сельского хозяйства Таджикистана[99].
- Телегина, Валентина Фёдоровна (72) — советская и российская поэтесса[100].
- Толкач, Михаил Яковлевич (99) — советский и российский писатель, заслуженный работник культуры РСФСР, участник Великой Отечественной и Советско-японской войн[101].
- Чан, Уилли (76) — гонконгский продюсер[102][103].
- Шейфер, Семён Абрамович (92) — советский и российский правовед, доктор юридических наук, профессор, заслуженный юрист РСФСР (1991)[104].

## 23 октября

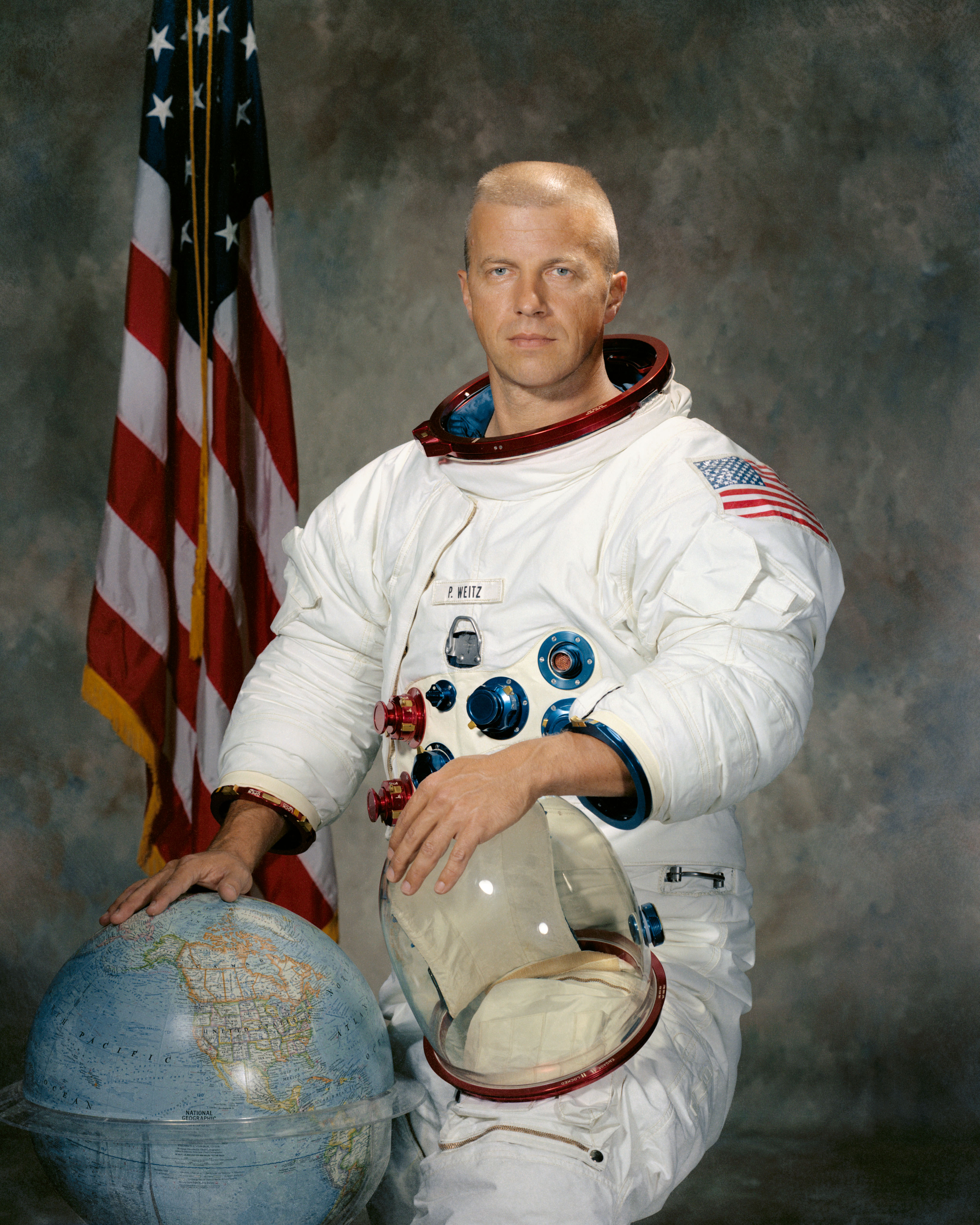
Пол Вейтц

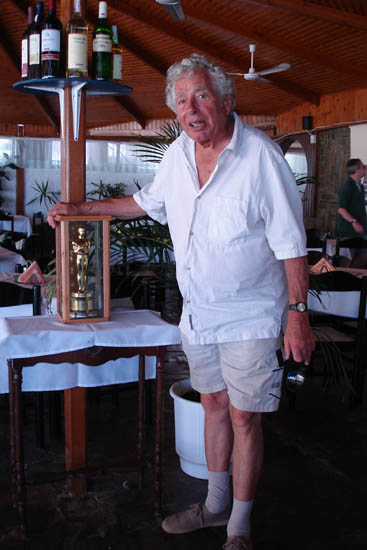
Уолтер Лассали

- Акинина, Людмила Алексеевна (73) — советская и российская актриса, артистка Владимирского областного академического театра драмы (с 1971), заслуженная артистка РСФСР (1980)[105].
- Бём, Коррадо (94) — итальянский компьютерный учёный, соавтор теоремы Бёма — Якопини[106].
- Вейтц, Пол Джозеф (85) — американский астронавт НАСА[107].
- Гореликов, Пётр Васильевич (85) — советский яхтсмен, чемпион СССР, участник летних Олимпийских игр в Хельсинки (1952)[108].
- Запольских, Александр Иванович (56) — российский инженер-механик команды «КАМАЗ-мастерс», участник ралли Дакар[109].
- Калояннис, Фанасис (52) — греческий легкоатлет (бег с препятствиями), чемпион Греции, участник Летних Олимпийских игр в Лос-Анджелесе (1984)[110].
- Лассали, Уолтер (90) — британский кинооператор, выходец из Германии, лауреат премии «Оскар» за лучшую операторскую работу (1964)[111].
- Лосский, Николай Владимирович (87) — священнослужитель Русской православной церкви, протоиерей, богослов и филолог-англист, заслуженный профессор университета Париж X — Нантер (Франция), профессор Свято-Сергиевского богословского института в Париже, сын Владимира Николаевича Лосского[112].
- Никласс, Александр (46) — латвийский журналист и специалист в сфере общественных отношений[113].
- Олчонов, Николай Езенович (67) — российский художник, график и живописец, член Союза художников России[114].
- Паршенцева, Галина Васильевна (66) — российский государственный деятель, депутат Государственной Думы Федерального Собрания РФ первого созыва (1993—1995), член фракции «Женщины России»[115].
- Рекуть, Ядвига Ивановна (81) — советская свинарка, Герой Социалистического Труда (1966)[116].
- Родимцева, Ирина Александровна (83) — советский и российский искусствовед и музейный деятель, директор Государственного музея-заповедника «Московский Кремль» (1987—2001), член-корреспондент РАХ (1997), заслуженный деятель искусств РСФСР (1989), дочь Александра Родимцева[117].
- Халанд, Гордон (77) — американский учёный и деятель образования, президент Университета Нью-Гэмпшира (1984—1990)[118].
- Халлам, Энтони (83) — британский геолог, лауреат Медали Лайеля (1990)[119].
- Шиянов, Александр Акимович (76) — советский и российский государственный деятель, председатель Ставропольской краевой думы (1997—2001), член Совета Федерации (1999—2001), заслуженный работник сельского хозяйства Российской Федерации[120].
- Янг, Джордж (70) — шотландский и австралийский рок-музыкант и продюсер звукозаписи.

## 22 октября

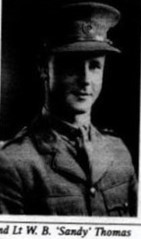
Вальтер Томас

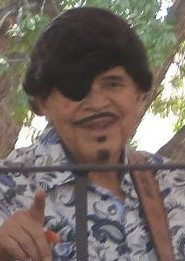
Аль Харрикейн

- Вьянне, Луи (84) — французский профсоюзный деятель, генеральный секретарь Генеральной конфедерации труда (1992—1999)[121].
- Жирардо, Эльза (44) — французская фехтовальщица[122].
- Ллевелин, Патриция (55) — британский телевизионный продюсер, лауреат премии BAFTA (2001, 2005, 2008) и «Эмми» (2006)[123].
- Лыткин, Евгений Дмитриевич (71) — советский и российский дирижёр, художественный руководитель Смоленского оркестра русских народных инструментов имени В. П. Дубровского, заслуженный работник культуры Российской Федерации[124].
- Марро, Бальдо (69) — филиппинский актёр и режиссёр[125].
- Платиканов, Димо (80) — болгарский учёный-химик, профессор, президент Международного фонда Кирилла и Мефодия[126].
- Путески, Скотт (Дейзи Берковиц) (49) — американский гитарист, один из основателей и бывший участник группы Marilyn Manson[127].
- Томас, Вальтер Бабингтон (98) — новозеландский участник Второй мировой войны, генерал-майор британской армии и писатель[128].
- Аль Харрикейн (81) — американский автор-исполнитель[129].
- Ширинкин, Алексей Иванович (92) — советский военачальник, член военного совета войск Южного направления (1983—1987), генерал-полковник в отставке[130].
- Янг, Джордж (70) — шотландский и австралийский рок-музыкант (AC/DC) и продюсер звукозаписи[131].

## 21 октября

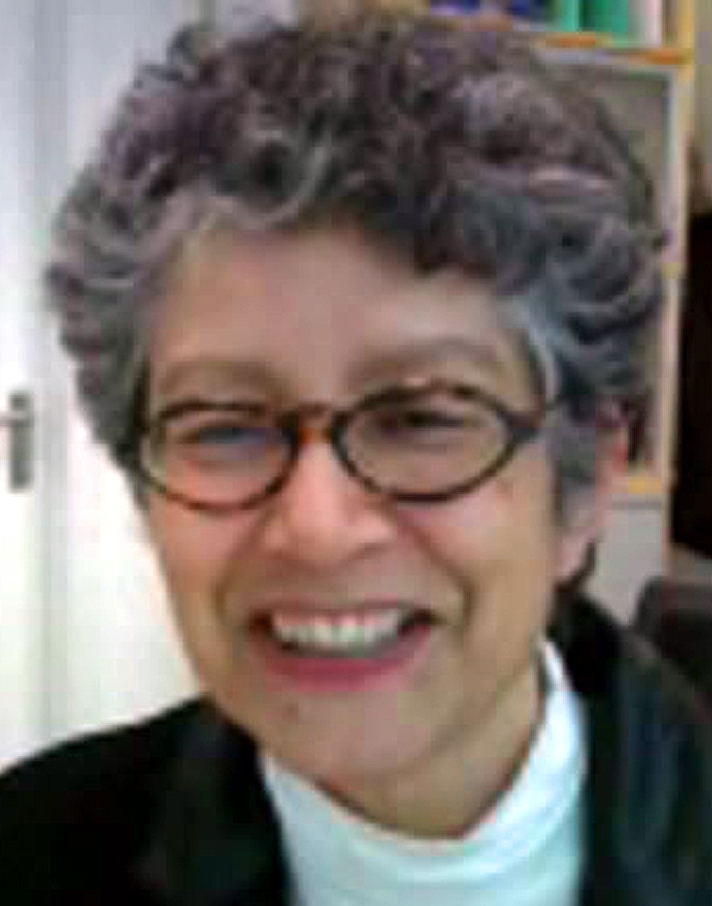
Дениз Барлоу

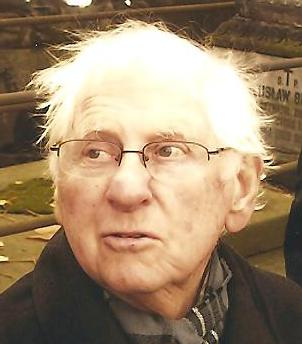
Лех Ордон

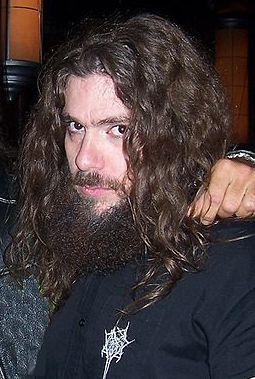
Эрик Мартин Эйн

- Айн, Мартин Эрик (50) — швейцарский гитарист (Hellhammer, Celtic Frost)[132].
- Ардин, Владимир Иванович (89) — советский шахтёр, Герой Социалистического Труда (1966)[133].
- Бараона, Росаура (75) — мексиканская писательница и журналистка, феминистка[134].
- Барлоу, Дениз (67) — британский генетик[135].
- Брызгалова, Валентина Евгеньевна (63) — советский и российский композитор и педагог, заслуженный работник культуры Российской Федерации[136].
- Бэйн, Дональд (82) — американский писатель[137].
- Гаона, Луиса Фернанда (73) — испанская актриса-комик[138].
- Жилкин, Артур Павлович (79) — советский и российский оперный певец (тенор), солист Екатеринбургского академического театра оперы и балета (1971—1996), народный артист РСФСР (1987), лауреат Государственной премии СССР[139].
- Кошечкин, Борис Кузьмич (95) — советский танкист, Герой Советского Союза (1944)[140].
- Лич, Розмари (81) — английская актриса[141].
- Макгрэт, Джудит (70) — австралийская актриса[142].
- Несторович, Драги (60) — сербский государственный деятель, мэр города Крушеваца[143].
- Ордон, Лех (88) — польский актёр[144].
- Сторк, Гилберт (95) — американский химик, лауреат Премии имени Артура Коупа (1980), Премии Уилларда Гиббса (1982), Национальной научной медали США (1982), Премии Вольфа (1995)[145].
- Харченко, Юрий Никитич (87) — советский и российский летчик-испытатель, Герой Советского Союза (1971)[146].
- Ходаковский, Казимеж (88) — польский хоккеист, защитник, участник Зимних Олимпийских игр в Осло (1952) и Кортина д’Ампеццо (1956)[147].
- Штрабель, Херберт (90) — немецкий художник-постановщик, лауреат Премии «Оскар» за лучшую работу художника-постановщика (1973)[148].

## 20 октября

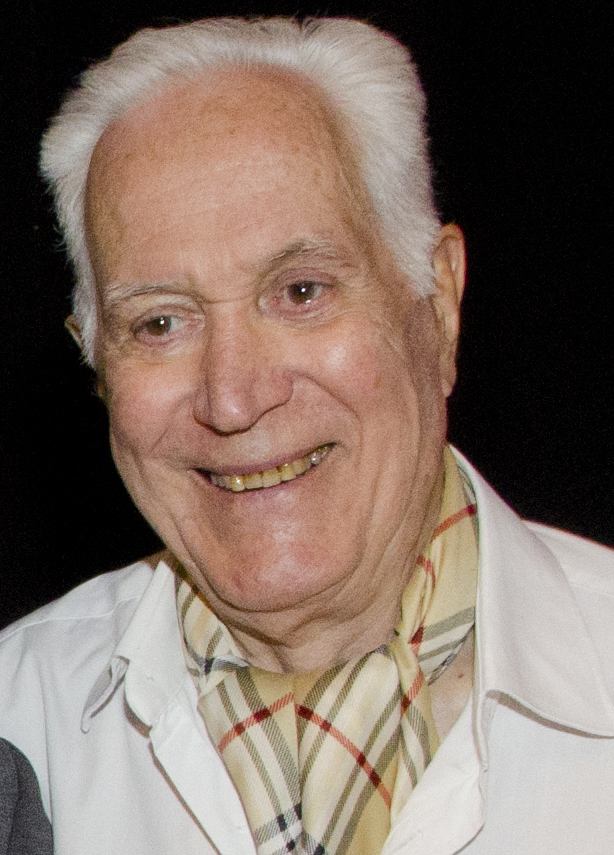
Федерико Луппи

- Желев, Евгений (60) — болгарский общественный и политический деятель, мэр города Стара-Загора (1999—2007), министр здравоохранения Республики Болгарии (2008—2009)[149].
- Леонов, Юрий Петрович (80) — советский и российский художник, заслуженный художник Российской Федерации (1995)[150].
- Луппи, Федерико (81) — аргентинский и испанский актёр[151].
- Рид, Джастин (35) — американский баскетболист («Бостон Селтикс», «Миннесота Тимбервулвз»)[152].
- Собичевский, Адам (86) — польский физик[153].
- Степанова, Альбина Николаевна (88) — советский и белорусский лингвист[154].
- Тлили, Мустафа (80) — тунисский писатель[155].
- Убавкич, Любомир (86) — югославский и сербский актёр[156].
- Фангареджи, Уго (79) — итальянский актёр[157].
- Штерев-Чечо, Стефан (44) — болгарский актёр[158].
- Шубин, Юрий Константинович (90) — советский спортсмен, тренер по гребле на байдарках и каноэ, заслуженный работник физической культуры РСФСР (1991)[159].

## 19 октября

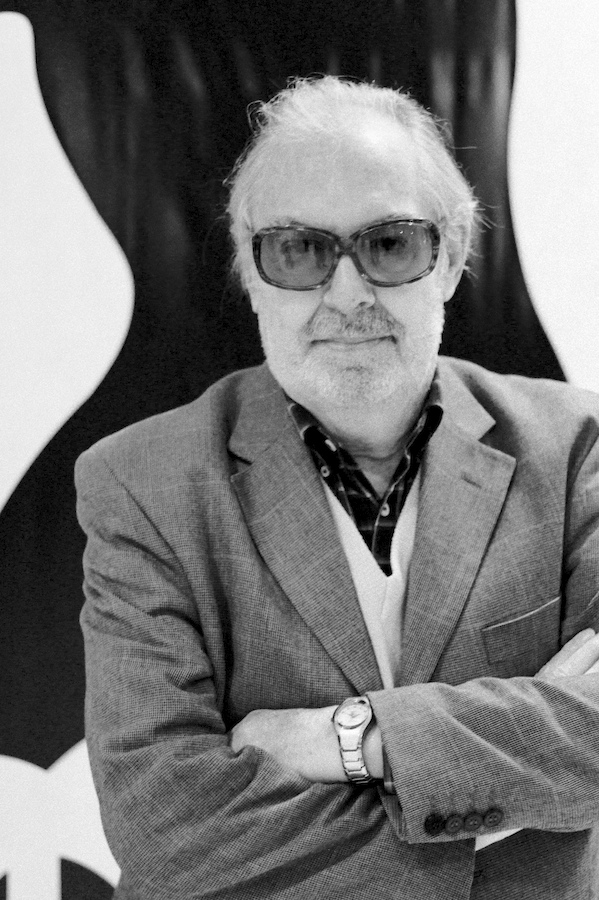
Умберто Ленци

- Брусс, Жанна (96) — участница французского Движения Сопротивления, Праведник народов мира[160].
- Бурутин, Герман Александрович (89) — советский военачальник, первый заместитель начальника Главного оперативного управления Генерального штаба Вооружённых Сил СССР (?—1992), генерал-полковник в отставке, отец Александра Бурутина[161].
- Ландсберг, Бруно (97) — израильский бизнесмен, основатель концерна «Сано»[162].
- Ленци, Умберто (86) — итальянский кинорежиссёр и сценарист[163].
- Лоайса, Мигель (77) — перуанский футболист, чемпион Испании (1960), чемпион Аргентины (1960), чемпион Колумбии (1969,1970)[164].
- Ронделло, Онорин (114) — французская долгожительница, старейший житель Франции[165].
- Тёльке, Вернер (87) — немецкий актёр, сценарист, писатель[166].
- Тышкевич, Анджей (68) — польский военный и дипломат[167].

## 18 октября

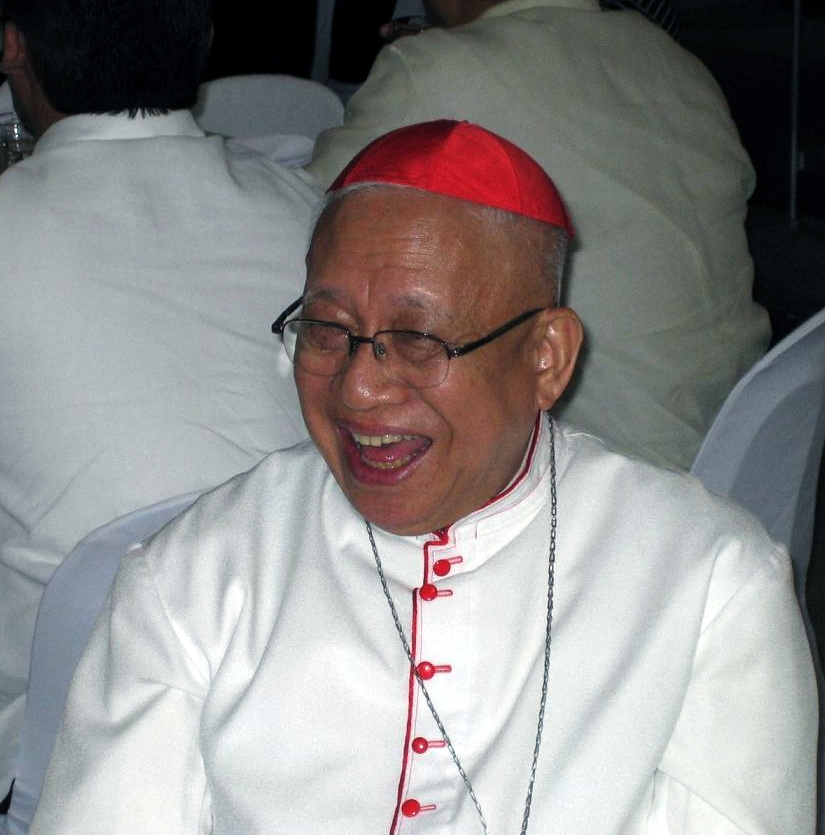
Рикардо Видаль

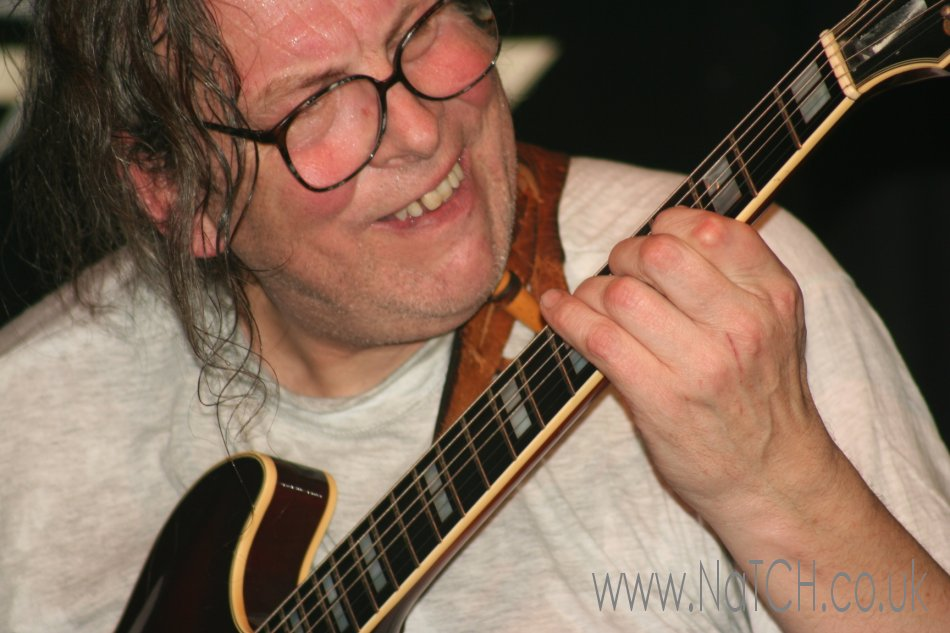
Фил Миллер

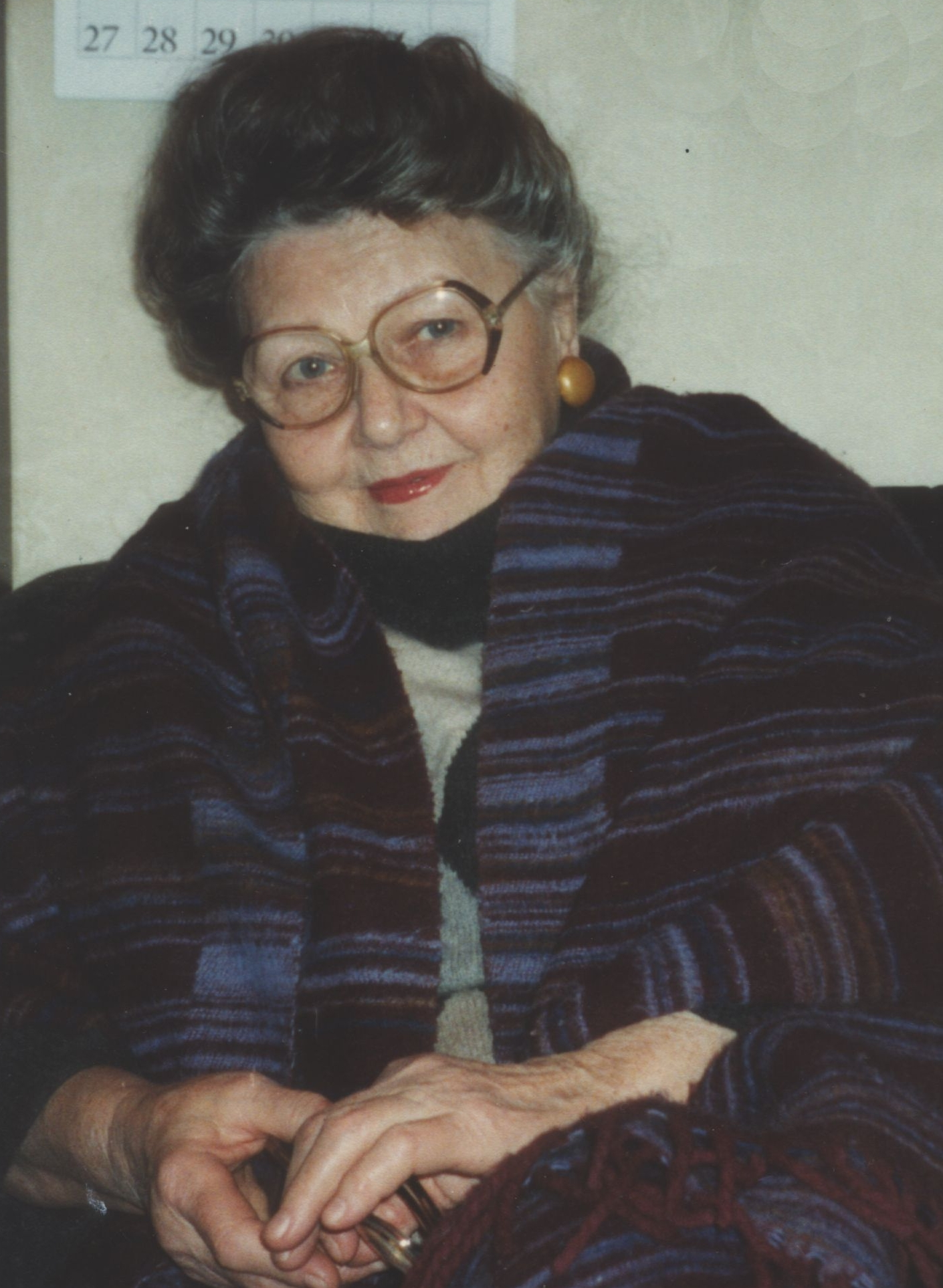
Тамара Петкевич

- Айрапетян, Левон Гургенович (67) — армянский меценат и предприниматель[168].
- Бриско, Брент (56) — американский актёр и сценарист[169].
- Видаль, Рикардо Хамин (86) — филиппинский кардинал, архиепископ Себу (1982—2010), кардинал-священник с титулом церкви Ss. Pietro e Paolo a Via Ostiense (1985)[170].
- Жилик, Марьян (69) — словацкий художник, скульптор и фотохудожник[171].
- Зинкова, Виола (92) — чешская актриса[172].
- Ильясов, Риф Вазетдинович (75) — советский и российский татарский композитор, заслуженный работник культуры Республики Татарстан[173].
- Иссам Захреддин (58) — сирийский военачальник, генерал-майор Республиканской гвардии Сирии, один из главных защитников Дер-эз-Зора от боевиков ИГ; погиб[174].
- Кемпбелл, Эмон (70) — ирландский музыкант (The Dubliners)[175].
- Миллер, Фил (68) — британский гитарист в стиле джаз и прогрессивный рок, игравший важную роль в группах Кентерберийской сцены[176].
- Миськов, Виктор Михайлович (88) — советский и российский общественный деятель, начальник Дальневосточного морского пароходства[177].
- Нисимуро, Тайдзо (81) — японский бизнесмен, бывший президент и генеральный директор Japan Post Holdings[178].
- Очиаури, Гоги (90) — советский и грузинский скульптор и художник-постановщик кино, депутат парламента Грузии восьмого созыва[179].
- Перани, Марино (77) — итальянский футболист, игрок «Болоньи» и национальной сборной, чемпион Италии, участник чемпионата мира по футболу (1966)[180].
- Петкевич, Тамара Владиславовна (97) — российская актриса и театровед, писатель-мемуарист[181].
- Сурикова, Вера Спиридоновна (70) — советская и российская оперная певица (меццо-сопрано), солистка Нижегородского театра оперы и балета имени А. С. Пушкина, заслуженная артистка Российской Федерации (1995)[182].

## 17 октября

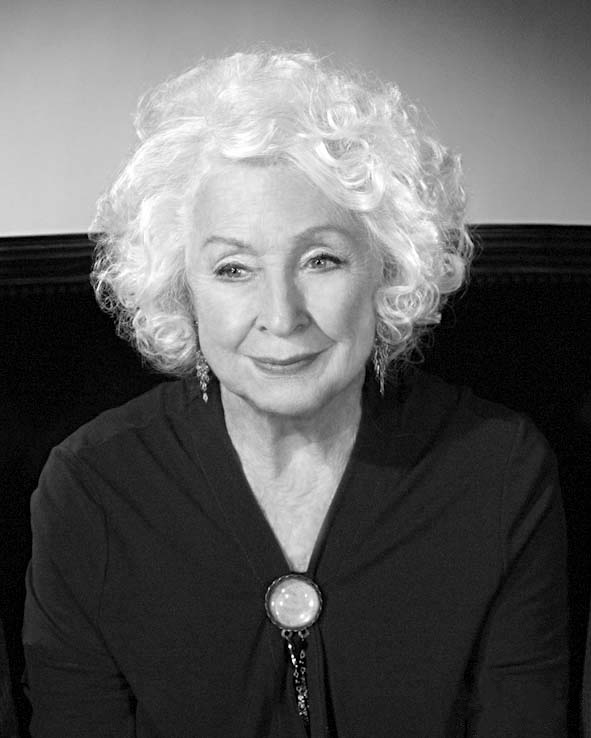
Даниэль Дарьё

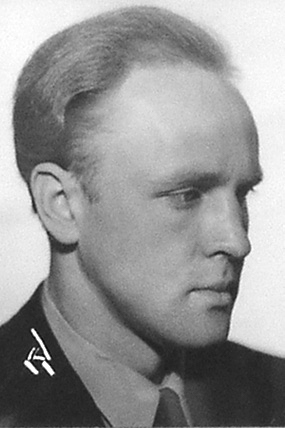
Ингвар Лидхольм

- Аленичева, Александра Фёдоровна (101) — участница Великой Отечественной войны, последний боец Ижорского батальона[183].
- Атабаев, Магомед Султанмурадович (79) — советский и российский дагестанский писатель, поэт-песенник и литературный переводчик[184][185].
- Батков, Александр Михайлович (86) — советский и российский учёный, один из организаторов советской авиационной промышленности, доктор технических наук, профессор, лауреатЛенинской премии и Государственной премии СССР [?].
- Бергер, Борис Иосифович (52) — украинский, российский и немецкий художник, поэт, публицист, директор издательства Emergency Exit[186].
- Дауни, Горд (53) — канадский рок-музыкант (The Tragically Hip)[187].
- Дарьё, Даниэль (100) — французская киноактриса и певица[188].
- Дудаков, Савелий Юрьевич (78) — израильский филолог и историк[189].
- Ковальчик, Рышард (80) — польский учёный и диссидент[190].
- Лидхольм, Ингвар (96) — шведский композитор[191].
- Масса, Джузеппе (69) — итальянский футболист, обладатель Кубка Италии по футболу (1976) в составе «Наполи»[192].
- Морли, Дик (84) — американский инженер-электрик, один из изобретателей Программируемого логического контролёра[193].
- Мей, Джулиан (86) — американская писательница[194].
- Попова-Рони, Андрония (44) — болгарская эстрадная певица[195].
- Стрэдлинг, Гарри (младший) (92) — американский кинооператор, сын Гарри Стрэдлинга-старшего[196].
- Тудораке, Ольга (88) — румынская актриса театра и кино[197].
- Цареградская, Марьяна Николаевна (45) — российская киноактриса[198].

## 16 октября

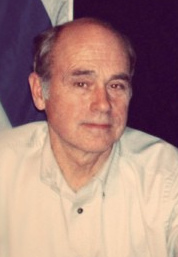
Джон Дансуорт

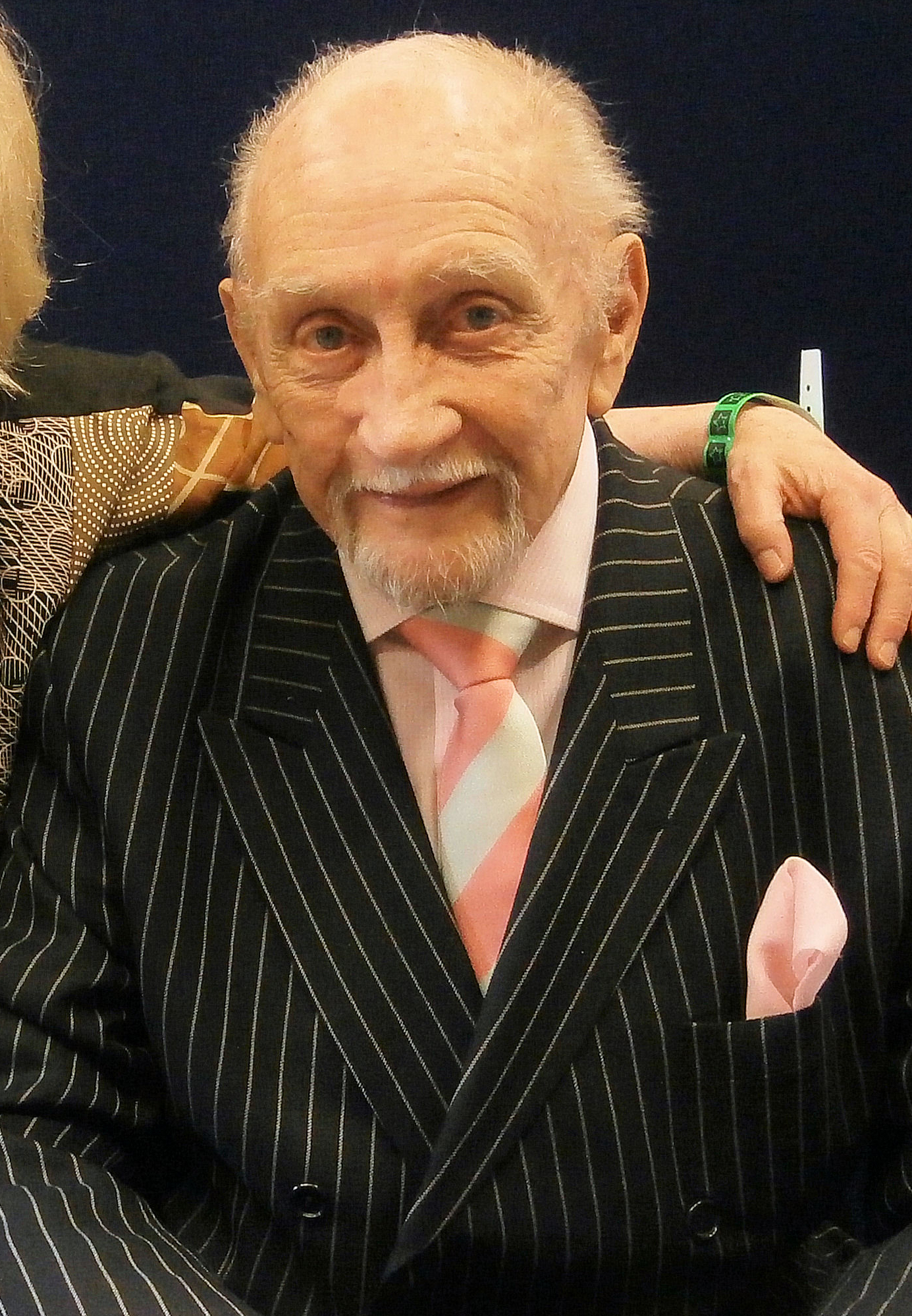
Рой Дотрис

- Алонсо, Чингой (67) — филиппинский актёр[199].
- Дансуорт, Джон (71) — канадский актёр[200].
- Дотрис, Рой (94) — британский актёр, участник Второй мировой войны[201].
- Иванов, Михаил Фёдорович (72) — советский и российский физик, специалист в области физики высокотемпературных процессов[202].
- Инша, Руми (42) — пакистанский кинорежиссёр[203].
- Кадл, Кевин (62) — британский баскетбольный тренер и спортивный комментатор[204].
- Каруана Галиция, Дафна (53) — мальтийская журналистка; убита[205].
- Матцнер, Антонин (73) — чешский музыковед, музыкальный драматург и музыкальный продюсер[206].
- Маут, Омар — филиппинский террорист, один из основателей исламского государства на Филиппинах; убит[207].
- Охотников, Николай Петрович (80) — советский и российский оперный певец (бас), педагог, народный артист СССР (1983)[208].
- Родригес, Марвин (82) — коста-риканский футболист и тренер, тренер сборной Коста-Рики по футболу[209].
- Слейд-Липкин, Хизер (70) — британская пианистка и педагог[210].
- У Минь (91) — китайский онколог, член Китайской академии наук (1980)[211].
- Хапилон, Иснилон (51) — филиппинский террорист, глава Абу Сайяф и глава Исламского государства в Юго-Восточной Азии; убит[207].
- Янь Шунькай (80) — китайский актёр-комик и режиссёр[212].

## 15 октября

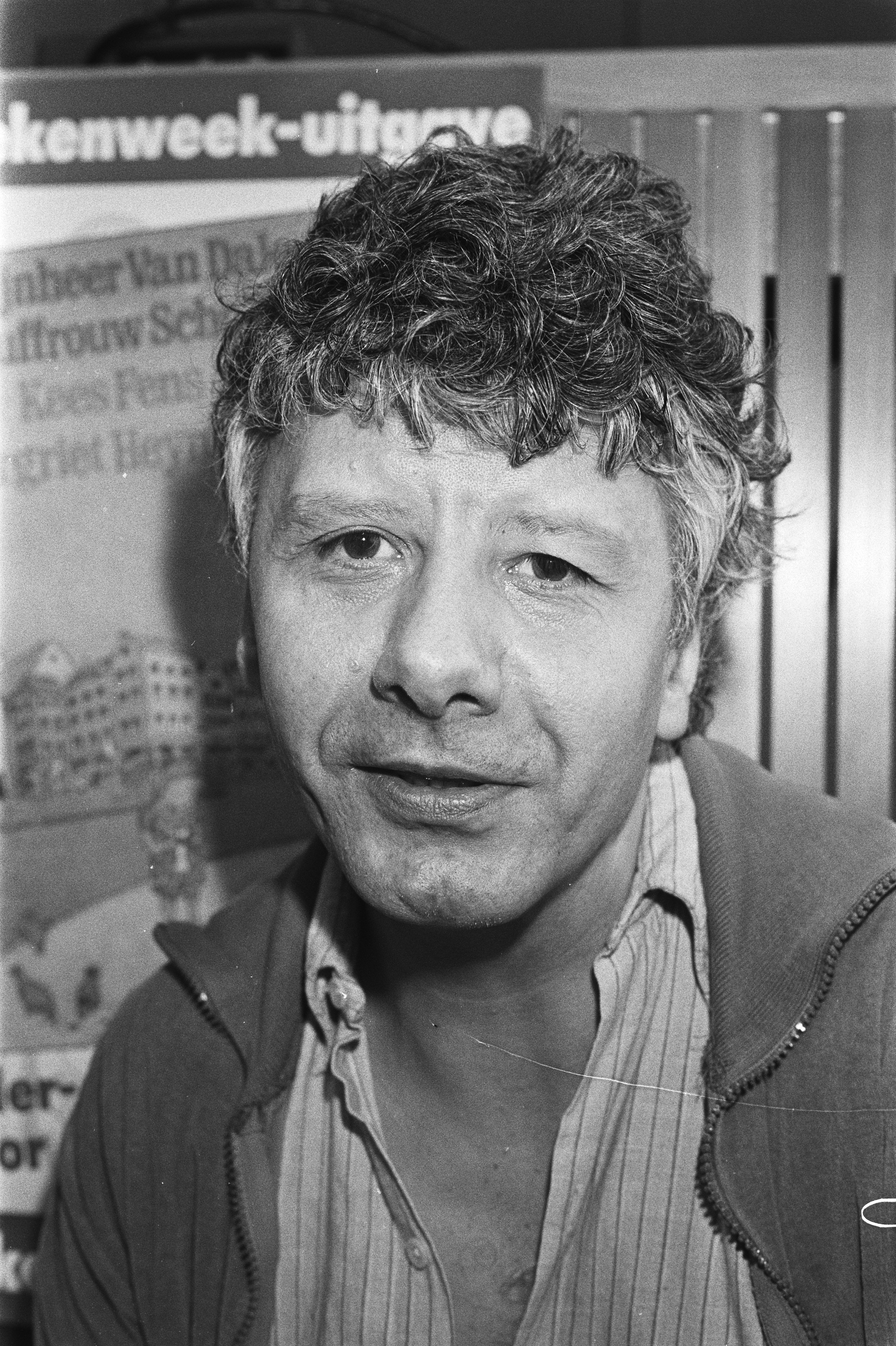
Антон Квинтана

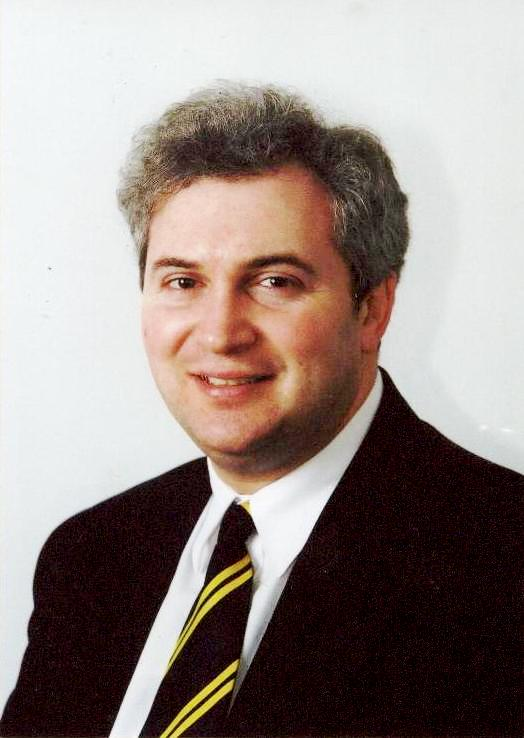
Аркадий Монастырский

- Егорчев, Иван Николаевич (66) — советский и российский писатель и журналист, исследователь творчества Владимира Арсеньева[213].
- Квинтана, Антон (80) — нидерландский писатель, лауреат премии Золотая Сова (1998)[214].
- Мартинес Корбала, Гонсало (89) — мексиканский политик и дипломат, спикер Палаты депутатов Конгресса Мексики (1990), губернатор Сан-Луис-Потоси (1991—1992), посол в Чили (1972—1974) и в Китае (1980—1982)[215].
- Марьянов, Дмитрий Юрьевич (47) — советский и российский актёр театра и кино, телеведущий[216].
- Монастырский, Аркадий Ильич (56) — украинский общественный деятель, председатель правления Еврейского фонда Украины[217].
- Скобелев, Эдуард Мартинович (81) — белорусский писатель[218][219]..
- Тандон, Лекх (88) — индийский режиссёр, сценарист и актёр[220].
- Тион, Серж (75) — французский социолог[221].
- Худа, Чойрул (38) — индонезийский футбольный вратарь; травмы, полученные в игре[222].
- Хьюз, Шон (51) — ирландский актёр[223].
- Чешуев, Виссарион (68) — молдавский экономист и политик, глава Департамента приватизации Молдовы, публицист[224].

## 14 октября

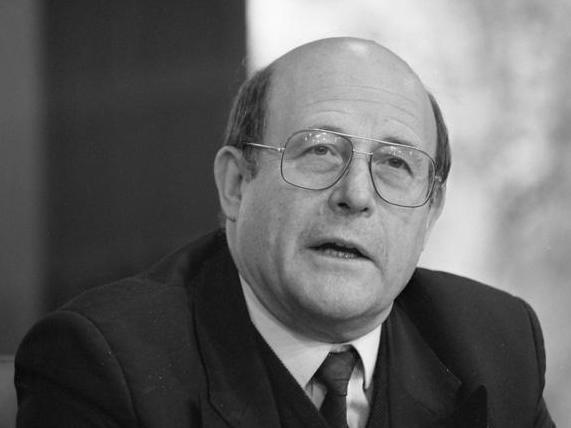
Вольфганг Бётч

- Ара, Нусрат (65) — пакистанская актриса[225].
- Бёч, Вольфганг (79) — немецкий политический и государственный деятель, министр почты и телекоммуникаций ФРГ (1993—1997)[226].
- Бууни, Лазхар (69) — тунисский дипломат и государственный деятель, министр высшего образования и научных исследований (2004—2010), министр юстиции и прав человека (2010—2011)[227].
- Глущенко, Фёдор Иванович (73) — российский и украинский дирижёр, народный артист УССР (1982)[228].
- Краковский, Владимир Лазаревич (87) — советский и российский писатель, журналист, председатель правления Владимирского отделения Союза российских писателей (1993—2002)[229].
- Уилбер, Ричард (96) — американский поэт и переводчик, дважды лауреат Пулитцеровской премии (1957 и 1989)[230].
- Уологем, Ямбо (77) — малийский писатель, лауреат премии Ренодо (1968)[231].
- Шлезингер, Мариан (105) — американская писательница и художница, дочь Уолтера Кеннона, жена Артура Шлезингера[232].
- Чепа, Василий Иванович (94) — советский военный деятель, полковник, ветеран Государственного центрального полигона.

## 13 октября

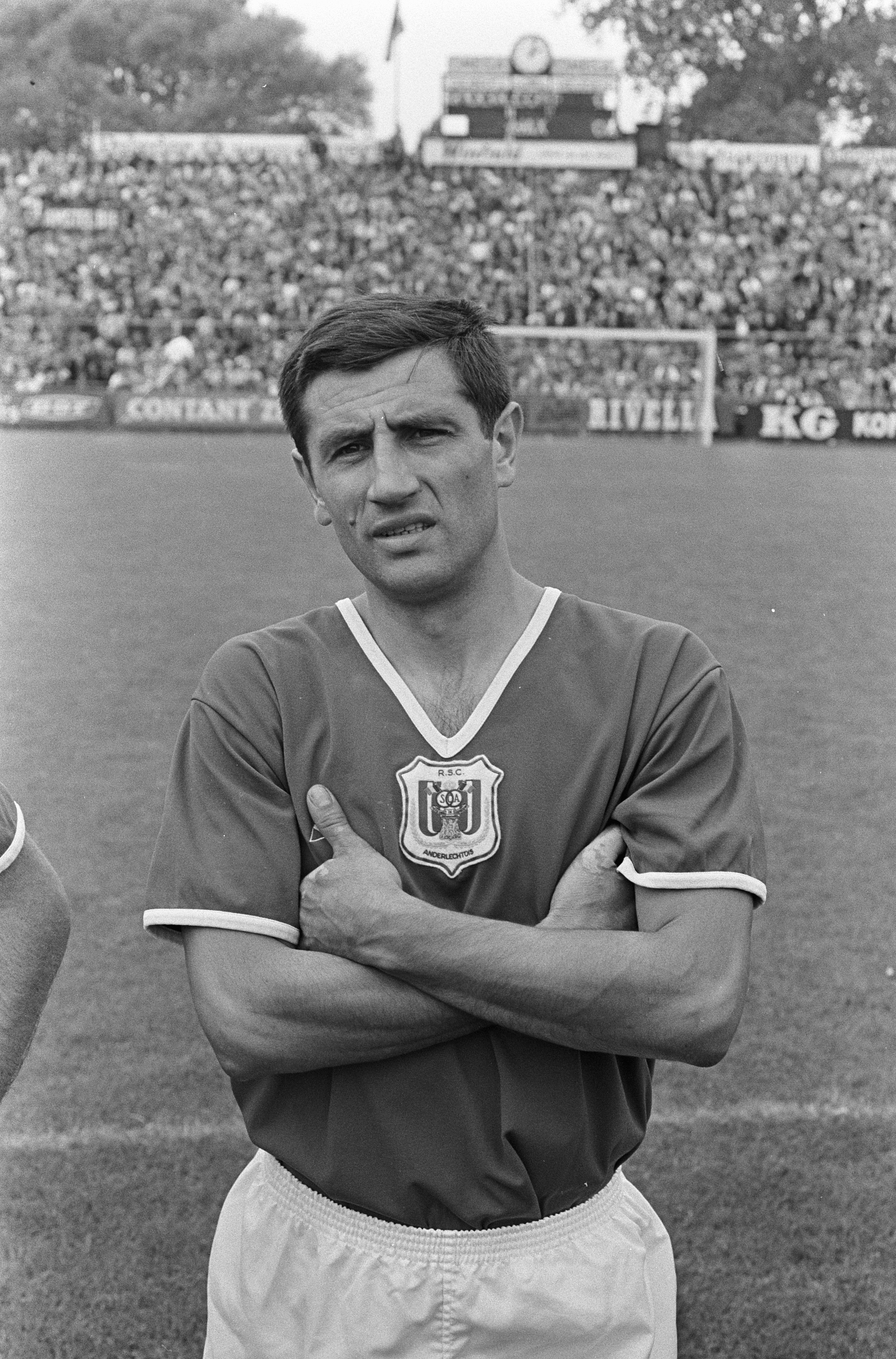
Пьер Анон

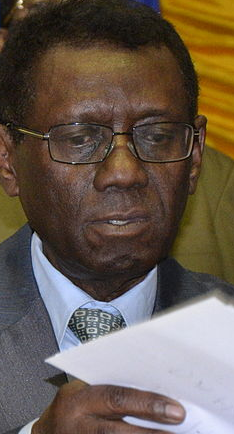
Альберт Зафи

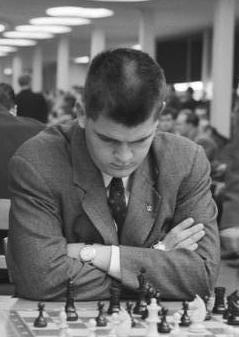
Уильям Ломбарди

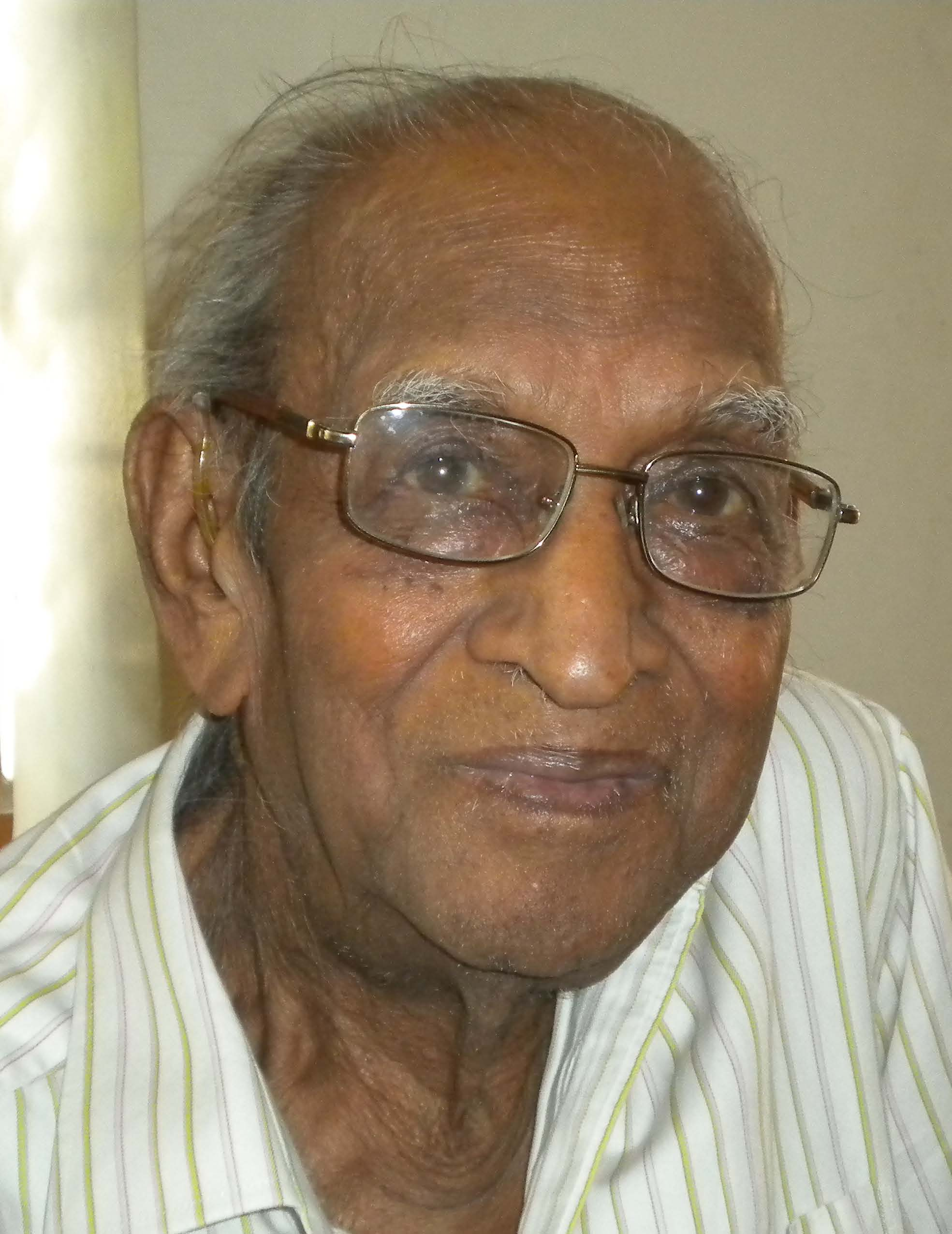
Сатиш Чандра

- Анон, Пьер (80) — бельгийский футболист[233].
- Болли, Маргарита (97) — советская разведчица[234].
- Бонвеч, Бернд (76) — немецкий историк, основатель (2003) и первый директор Немецкого исторического института в Москве[235].
- Вилькко, Луари (92) — финский пятиборец, бронзовый призёр летних Олимпийских игр в Хельсинки (1952)[236].
- Евтич, Десимир (78) — югославский государственный деятель, председатель Исполнительного вече Социалистической Республики Сербии (1986—1989)[237].
- Закис, Андрейс (61) — советский и латвийский хоккеист, судья и тренер[238].
- Зафи, Альберт (90) — мадагаскарский политический и государственный деятель, президент Мадагаскара (1993—1996)[239].
- Искендеров, Ахмед Ахмедович (89) — советский и российский историк, востоковед-японист, член-корреспондент РАН (1991; член-корреспондент АН СССР с 1979), главный редактор журнала «Вопросы истории» (с 1988 года)[240].
- Ломбарди, Уильям (79) — американский шахматист, международный гроссмейстер (1960)[241].
- Макаров, Виталий Викторович (77) — советский и российский дипломат, Чрезвычайный и Полномочный Посол Российской Федерации в Колумбии (1999—2003)[242].
- Наум (Байбородин) (89) — священнослужитель Русской православной церкви, архимандрит, духовник Троице-Сергиевой лавры, участник Великой Отечественной войны[243].
- Попович, Далибор (37) — сербский рок-певец, гитарист, саксофонист, поэт-песенник, основатель группы «Тату»[244].
- Роджерсон, Иэйн (57) — британский актёр[245][246].
- Чандра, Сатиш (94) — индийский историк[247].

## 12 октября

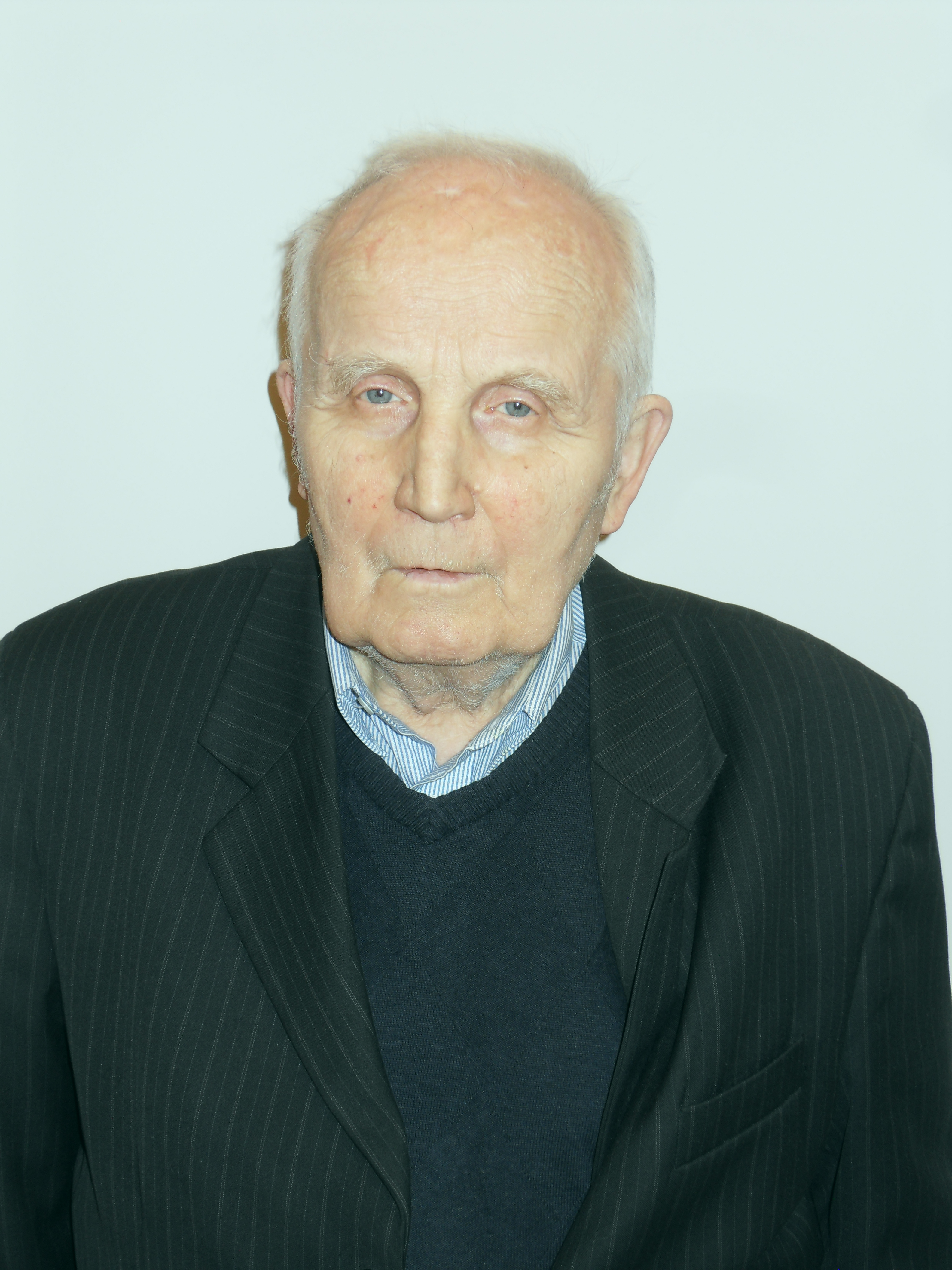
Эдвард Бреза

- Блос, Джоан (89) — американская детская писательница, лауреат медали Джона Ньюбери (1980)[248].
- Бреза, Эдвард (85) — польский филолог и лингвист, исследователь кашубского языка[249].
- Домрачев, Георгий Алексеевич (81) — советский и российский химик, член-корреспондент РАН (1991)[250].
- Дычев, Сергей Георгиевич (67) — российский журналист, руководитель индийского представительства МИА «Россия сегодня» (с 2007 года)[251].
- Кларк, Саймон (79) — английский регбист и крикетист[252].
- Котловцев, Николай Никифорович (91) — советский военачальник, начальник Военной академии имени Ф. Э. Дзержинского, последний председатель ЦК ДОСААФ СССР (1988—1992), генерал-полковник (1982)[253].
- Кузнецов, Станислав Александрович (62) — советский и российский поэт[254].
- Мадаминов, Ворис Самиевич (62) — таджикский организатор образования и государственный деятель, доктор сельскохозяйственных наук, профессор, министр сельского хозяйства республики Таджикистан (2004—2006)[255].
- Макги, Энди (89) — американский саксофонист[256].
- Мозер, Эрвин (63) — австрийский детский писатель и художник[257].
- Папп, Александр (62) — словацкий журналист, главный редактор Телеграфного агентства Словацкой Республики[258].
- Посдорф, Хорст (69) — немецкий политический деятель, депутат Европейского парламента (2005—2009)[259].
- Ху Бо (29) — китайский писатель, сценарист и кинорежиссёр; самоубийство[260].

## 11 октября

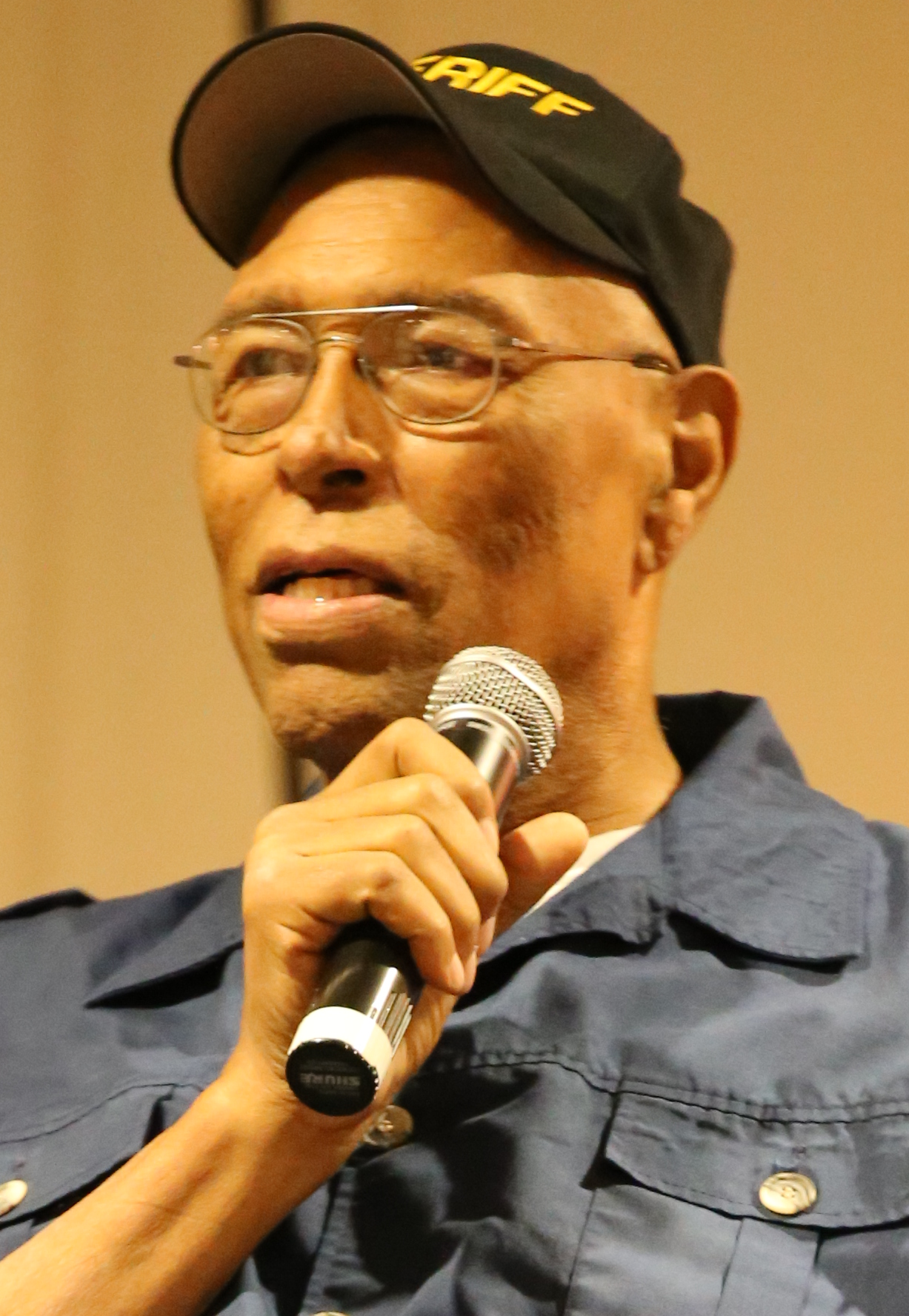
Дон Педро Колли

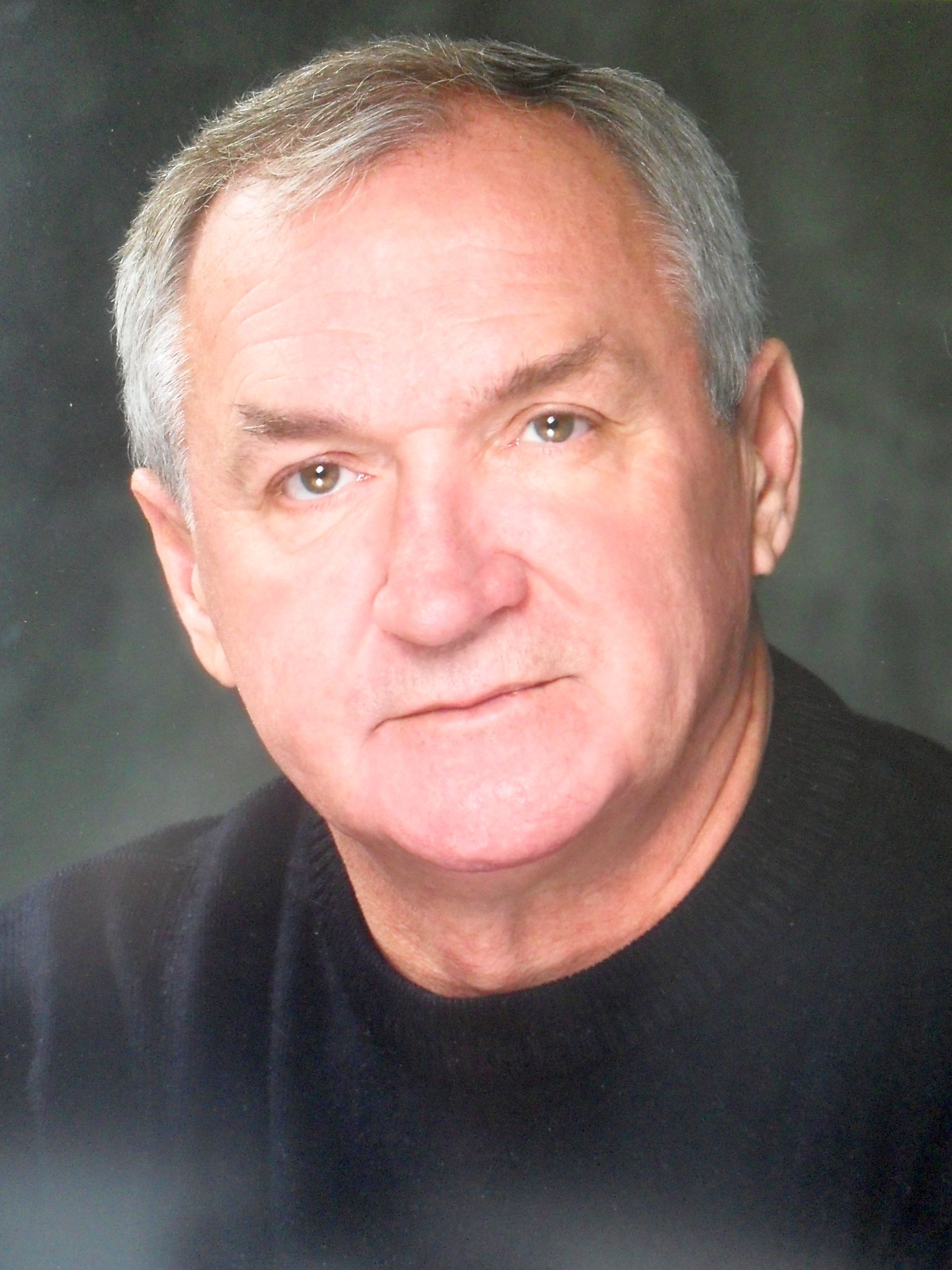
Александр Теняков

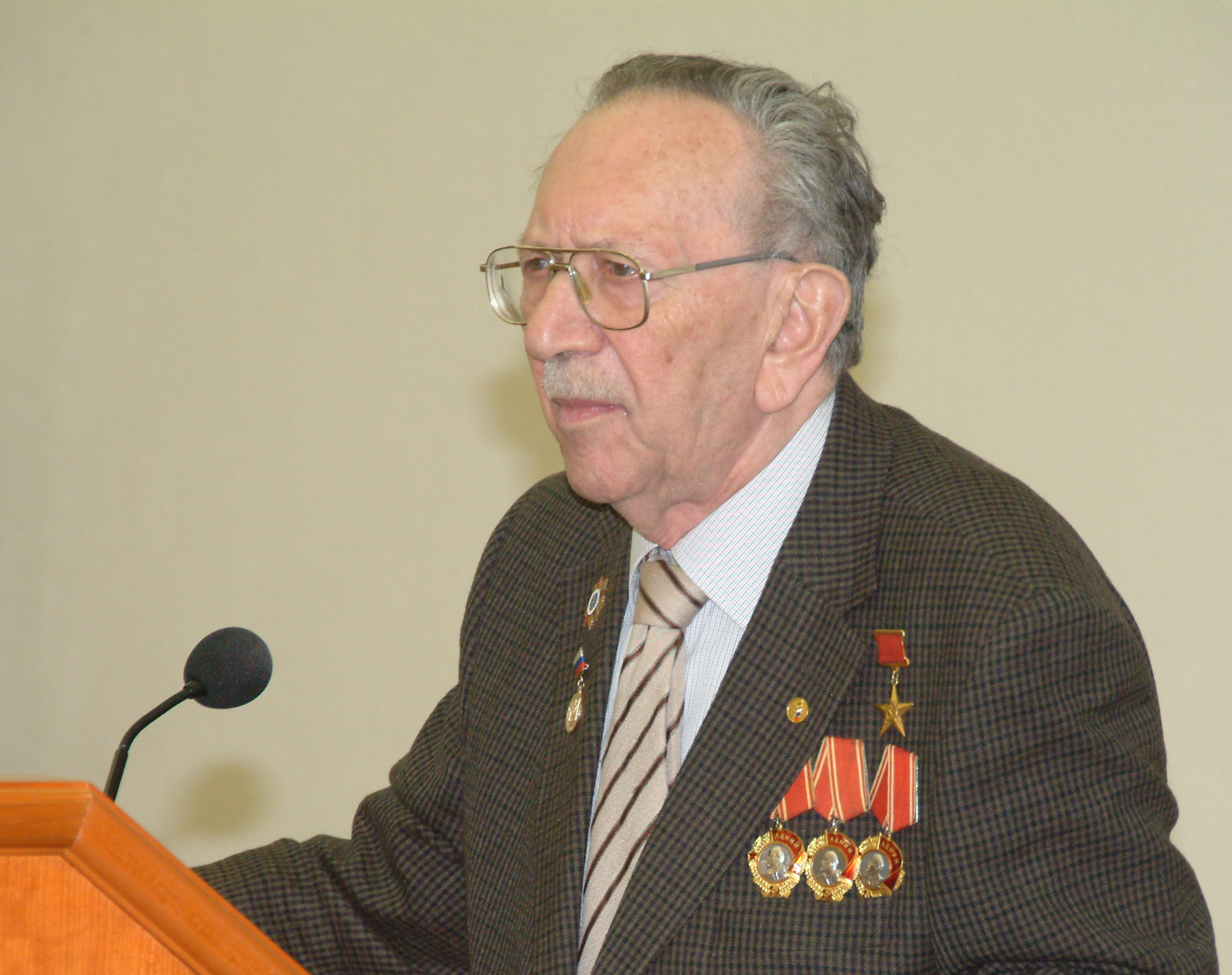
Устим Штейман

- Байфилд, Тревор (73) — британский актёр[261][262].
- Богданов, Сергей Сергеевич (80) — российский спортивный менеджер, президент футбольного клуба «Сокол» (Саратов) (1991—1994) и вице-президент хоккейного клуба «Кристалл» (Саратов) (1996—2003)[263].
- Борласа, Эммануэль (81) — филиппинский режиссёр и сценарист[264][265].
- Дарбишев, Мухаммад-хаджи (81) — российский религиозный деятель, верховный муфтий Дагестана (1993—1994)[266].
- Кавжарадзе, Лика Виссарионовна (57) — советская и грузинская актриса[267].
- Колли, Дон Педро (79) — американский актёр[268].
- Куровицкий, Ян (74) — польский философ, писатель, литературный критик и публицист[269].
- Ломов, Юрий Сергеевич (80) — советский учёный-конструктор, лауреат Государственной премии СССР (?)[270].
- Медведев, Михаил Анатольевич (73) — советский и российский фотограф и путешественник[271].
- Мельников, Александр Андреевич (77) — советский и российский музыкант, профессор Московской консерватории имени П. И. Чайковского, заслуженный артист РСФСР (1988)[272].
- Никитин, Александр Александрович (78) — советский и российский хирург, заслуженный врач Российской Федерации (2003)[273].
- Отагал, Милан (89) — чешский историк и диссидент[274].
- Погосян, Григорий Ардашевич (82) — советский и абхазский футбольный арбитр[275].
- Теняков, Александр Павлович (66) — советский хоккеист с мячом, чемпион мира (1973), заслуженный мастер спорта СССР, заслуженный тренер России[276].
- Туни, Мозес Исаакович (98) — советский военный видео- и фоторазведчик, участник Великой Отечественной войны[277].
- Хасбендс, Клиффорд (91) — государственный деятель Барбадоса, генерал-губернатор Барбадоса (1996—2011)[278].
- Хашимото, Рики (83) — японский бейсболист и актёр[279].
- Шашков, Василий Корнеевич (89) — советский борец греко-римского стиля, участник Великой Отечественной войны, мастер спорта СССР[280].
- Штейман, Устим Генрихович (97) — советский и российский организатор производства, директор объединения «Краснодарский чай» (1972—1983) и совхоза «Дагомысский», заслуженный агроном РСФСР (1965), Герой Социалистического Труда (1973), почётный гражданин города Сочи, участник Великой Отечественной войны[281].

## 10 октября

Кассим Ахмад

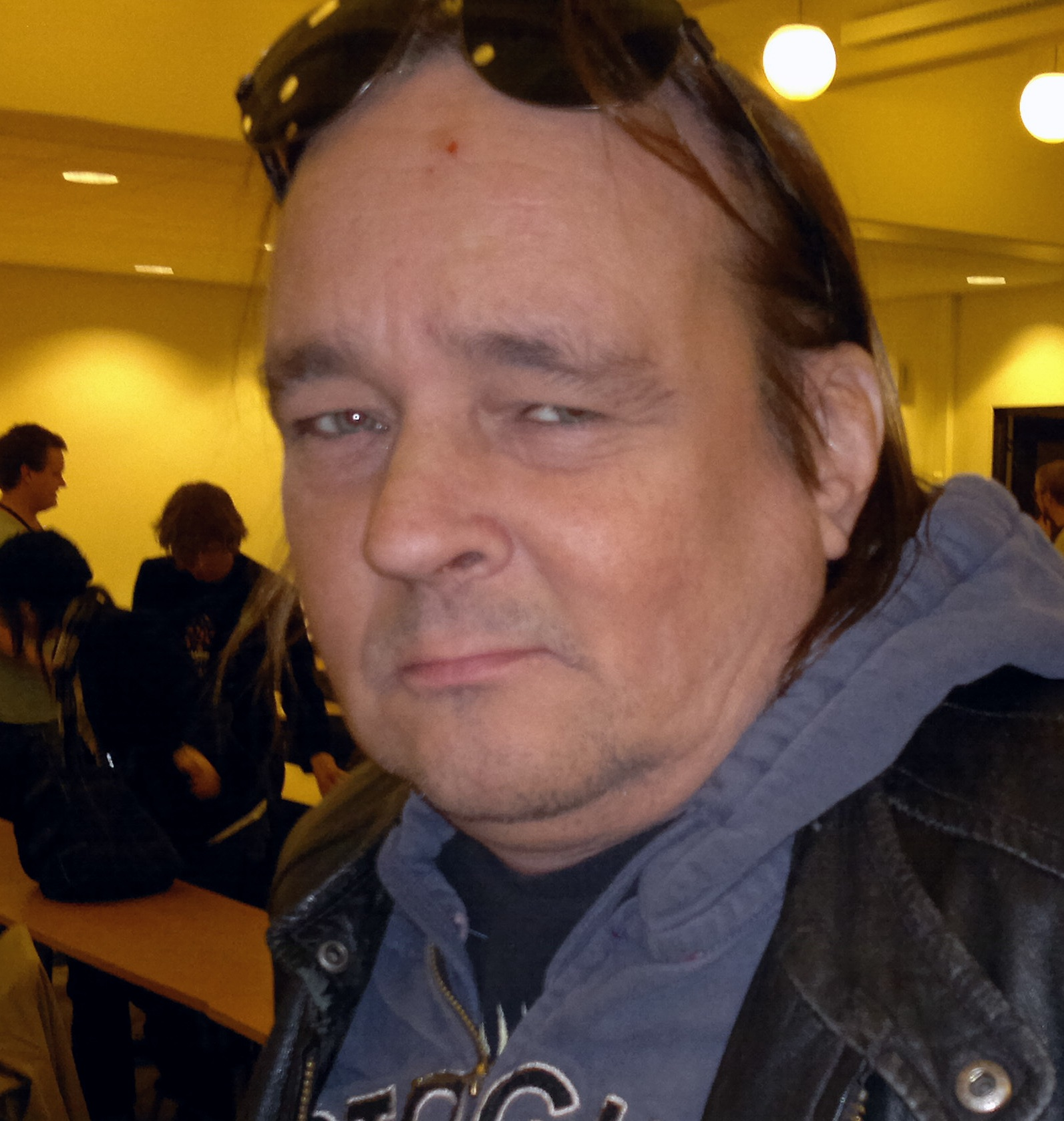
Никлас Херлин

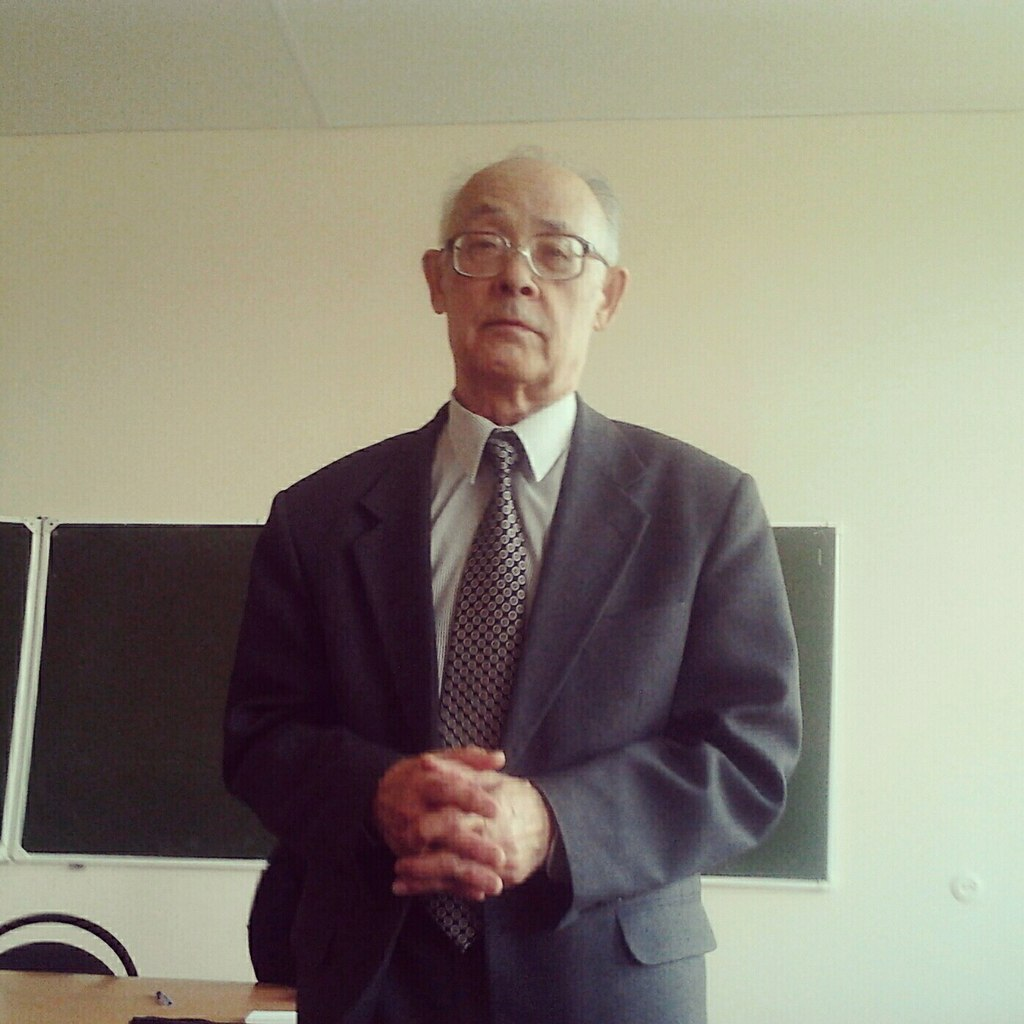
Фёдор Цанн-кай-си

- Кассим Ахмад (84) — малайзийский политический деятель, поэт, переводчик[282].
- Бонд, Тера (39) — венгерская актриса[283].
- Вентуорт, Джин (89) — американская пианистка[284].
- Херлин, Никлас (53) — финский журналист, книгоиздатель, писатель и предприниматель; основатель и председатель правления издательства Teos и издатель сетевой газеты Uusi Suomi[285].
- Холаппа, Пентти (90) — финский поэт и писатель, лауреат национальной премии[286].
- Цанн-кай-си, Фёдор Васильевич (87) — советский и российский философ, профессор, народный депутат России (1990—1993)[287].
- Чо Джин Хо (44) — южнокорейский футболист[288].
- Шиллер, Боб (98) — американский киносценарист[289].

## 9 октября

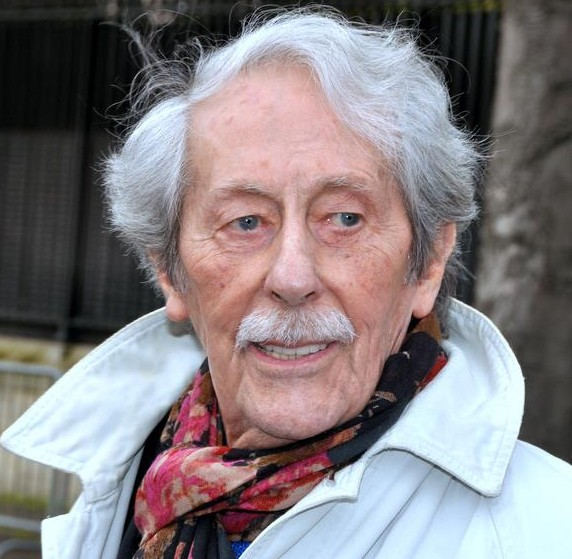
Жан Рошфор

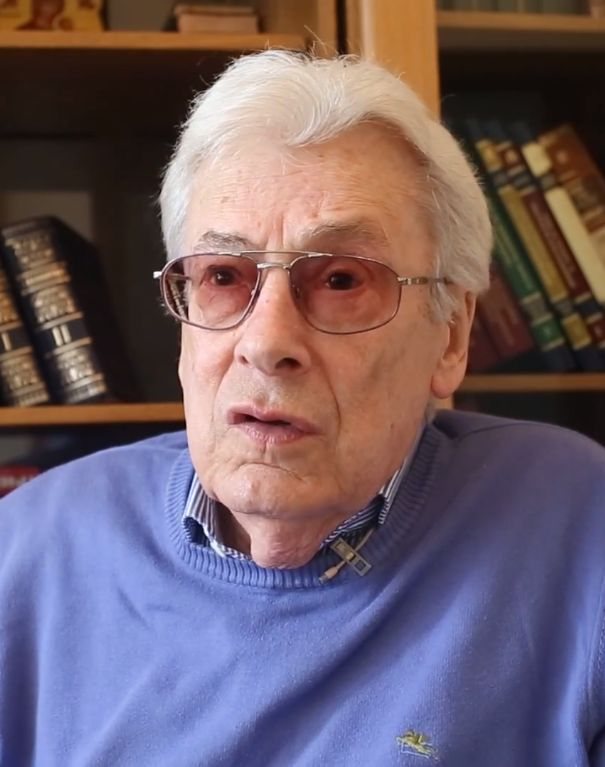
Аллан Чумак

- Байбородов, Юрий Иванович (85) — советский и российский инженер-конструктор, профессор, заслуженный энергетик Российской Федерации (1998), лауреат Государственной премии СССР (1985)[290].
- Богданов, Борис Александрович (50) — российский спортивный функционер, начальник хоккейной команды «Сибирь»[291].
- Бусто, Эммануэль (85) — французский велогонщик, неоднократный призёр международных велогонок[292].
- Галимжанова, Ляйля Галиевна (92) — советская и казахстанская актриса и сценарист, министр культуры Казахской ССР (1961—1967), заслуженный работник культуры Республики Казахстан[293].
- Гиллиган, Элизабет (55) — американская писательница-фантаст[294].
- Гордиенко, Родион Александрович (82) — советский и латвийский актёр, заслуженный артист Латвийской ССР[295].
- Кальдерон Соль, Армандо (69) — сальвадорский государственный деятель, президент Сальвадора (1994—1999)[296].
- Кондо, Ёдзи (84) — японский астрофизик и писатель[297].
- Луценко, Михаил Тимофеевич (87) — советский и российский учёный, специалист в области гистологии, академик РАН (2013; академик АМН СССР с 1986)[298].
- М. В. С. Харанатха Рао (69) — индийский драматург, сценарист и актёр, пятикратный лауреат премии Nandi Awards[299].
- Малу, Виктор (70) — нигерийский военный деятель, начальник штаба армии (1999—2001)[300].
- Машкевич, Тадеуш (87) — польский архитектор[301].
- Пригода, Сергей Григорьевич (59) — советский футболист, чемпион СССР (осень 1976) в составе клуба Торпедо (Москва)[302].
- Рошфор, Жан (87) — французский актёр[303].
- Ла Сельва, Винсент (88) — американский дирижёр, крупнейший дирижёр произведений Джузеппе Верди[304].
- Семёнов, Вячеслав Константинович (69) — советский и российский гитарист, композитор, музыкальный педагог[305].
- Сисло, Фернандо де[англ.] (92) — перуанский художник и скульптор[306].
- Смирнов, Николай Иванович (80) — советский и российский лётчик-испытатель, заслуженный летчик-испытатель СССР[307].
- Суворкова, Зоя Петровна (80) — советская и российская художница, заслуженный художник РСФСР (1989)[308].
- Сычеников, Орест Александрович (95) — советский партийный и общественный деятель, первый секретарь Новороссийского горкома КПСС (1963—1964), начальник Новороссийского морского пароходства (1967—1977), председатель президиума ЦК профсоюза работников морского и речного транспорта (1977—1986), участник Великой Отечественной войны[309].
- Тот, Йожеф (88) — венгерский футболист, форвард сборной Венгрии, серебряный призёр чемпионата мира в Швейцарии (1954)[310].
- Чумак, Аллан Владимирович (82) — советский и российский журналист и телеведущий, экстрасенс, целитель[311].
- Шульгина, Нина Михайловна (92) — советская и российская переводчица, филолог-богемист и критик, мать Лидии Шульгиной[312].

## 8 октября

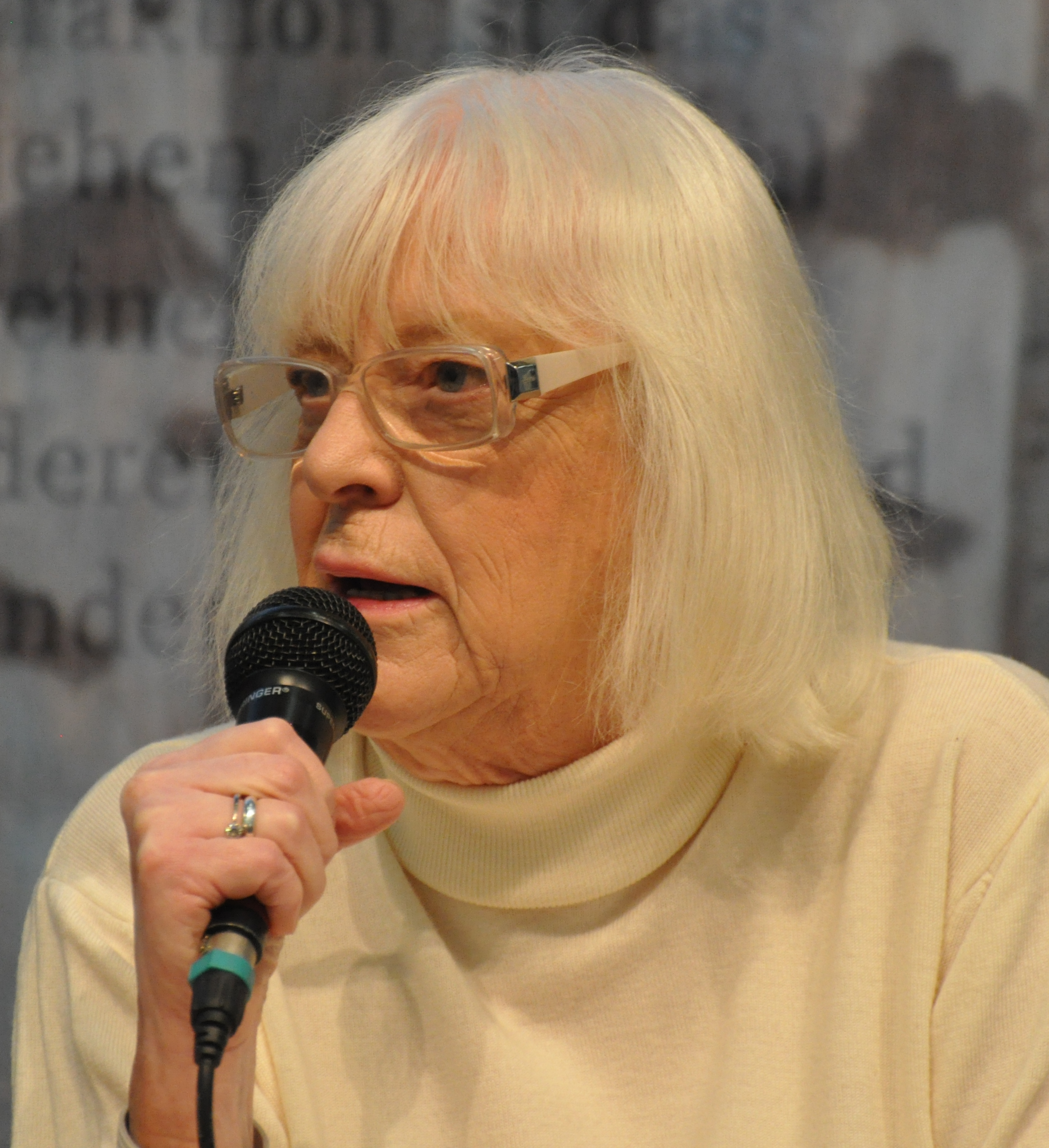
Биргитта Ульфссон

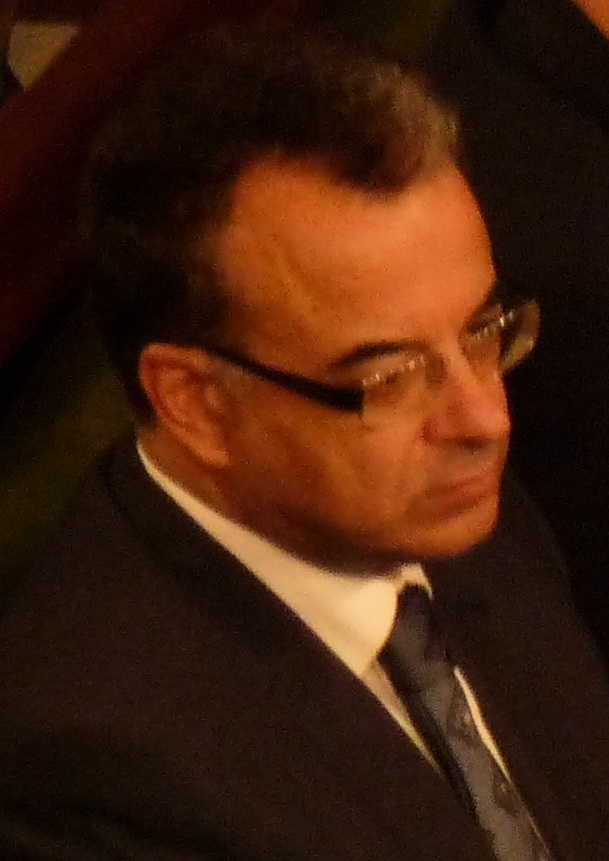
Слим Шакер

- Анагностаки, Лула (88) — греческая писательница-драматург[313].
- Арадски, Ласло (82) — венгерский эстрадный певец[314].
- Ахарониан, Корин (77) — уругвайский композитор[315].
- Бонагура, Джанни (91) — итальянский актёр[316].
- Воротников, Сергей Илларионович (87) — советский передовик производства, бригадир комплексной бригады шахты имени С. В. Косиора треста «Коммунарскуголь» комбината «Луганскуголь» (п. Чернухино Луганская область, Украина). Герой Социалистического Труда (1966)[317].
- Гуськов, Игорь Геннадьевич (49 или 50) — российский кинокритик, киновед и публицист, программный директор Международного фестиваля молодого европейского кино VOICES в Вологде (2010—2013)[318].
- Кофман, Лев Борисович (80) — советский и российский спортивный функционер, председатель Федерации фристайла России (1994—2016), кавалер Серебряного Олимпийского ордена (1999)[319].
- Регак, Штефан (85) — чехословацкий и словацкий государственный деятель, председатель городского собрания (1977—1990) и мэр (1990—1994) города Тренчина (Словакия)[320].
- Тейт, Грейди (85) — американский певец и музыкант[321].
- Тодуа, Фридон Ипполитович (73) — советский и грузинский учёный в области медицины, грузинский государственный деятель, руководитель первого в СССР отделения компьютерной томографии, академик Национальной академии наук Грузии, вице-спикер парламента Грузии (2008—2012)[322].
- Ульфссон, Биргитта (89) — финская и шведская театральная актриса[323].
- Шакер, Слим (56) — тунисский государственный деятель, министр финансов (2015—2016), министр здравоохранения Туниса (с 2017 года)[324].
- Шаров, Константин Константинович (63) — советский и белорусский органист и клавесинист[325].

## 7 октября

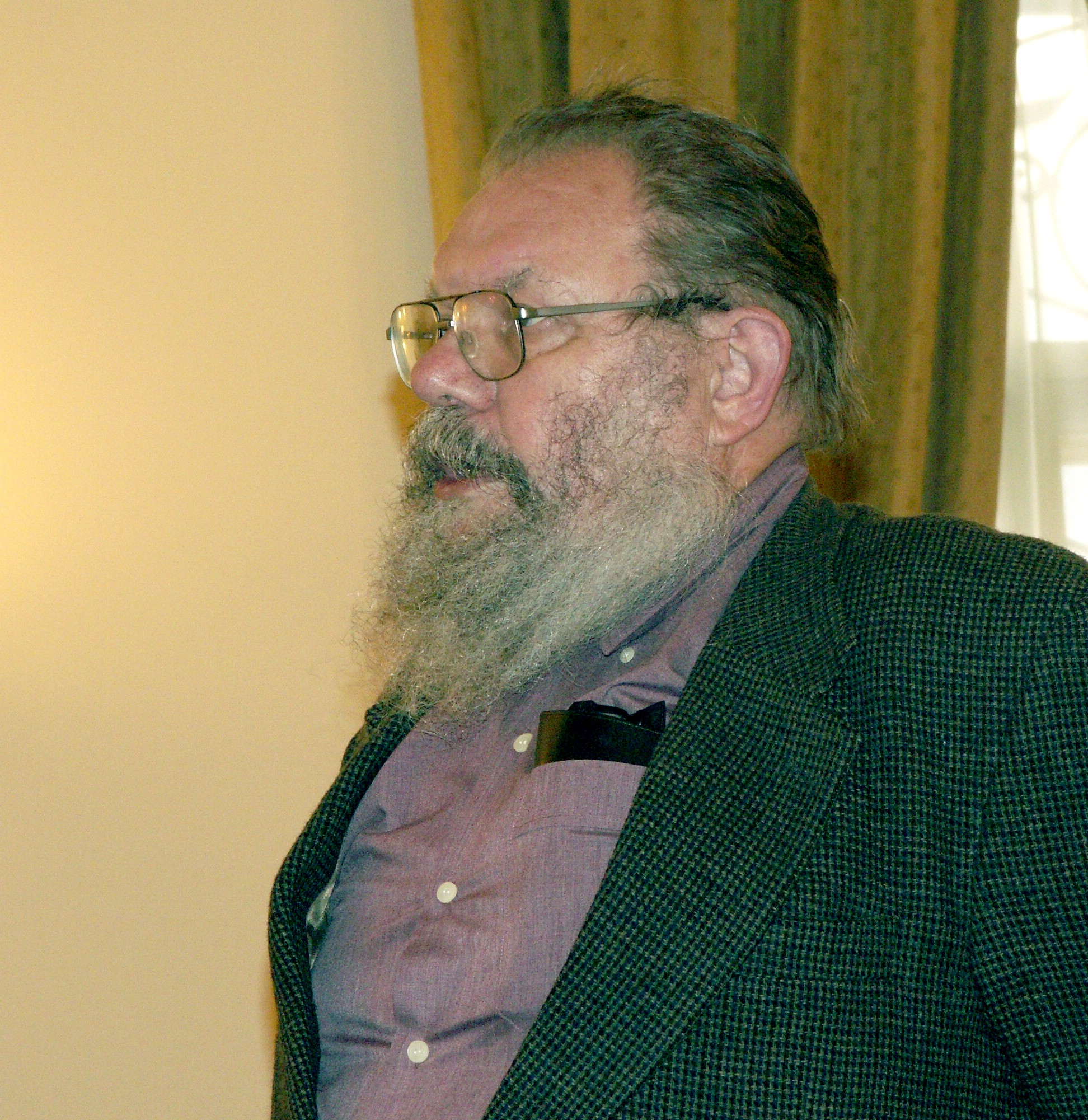
Казис Альменас

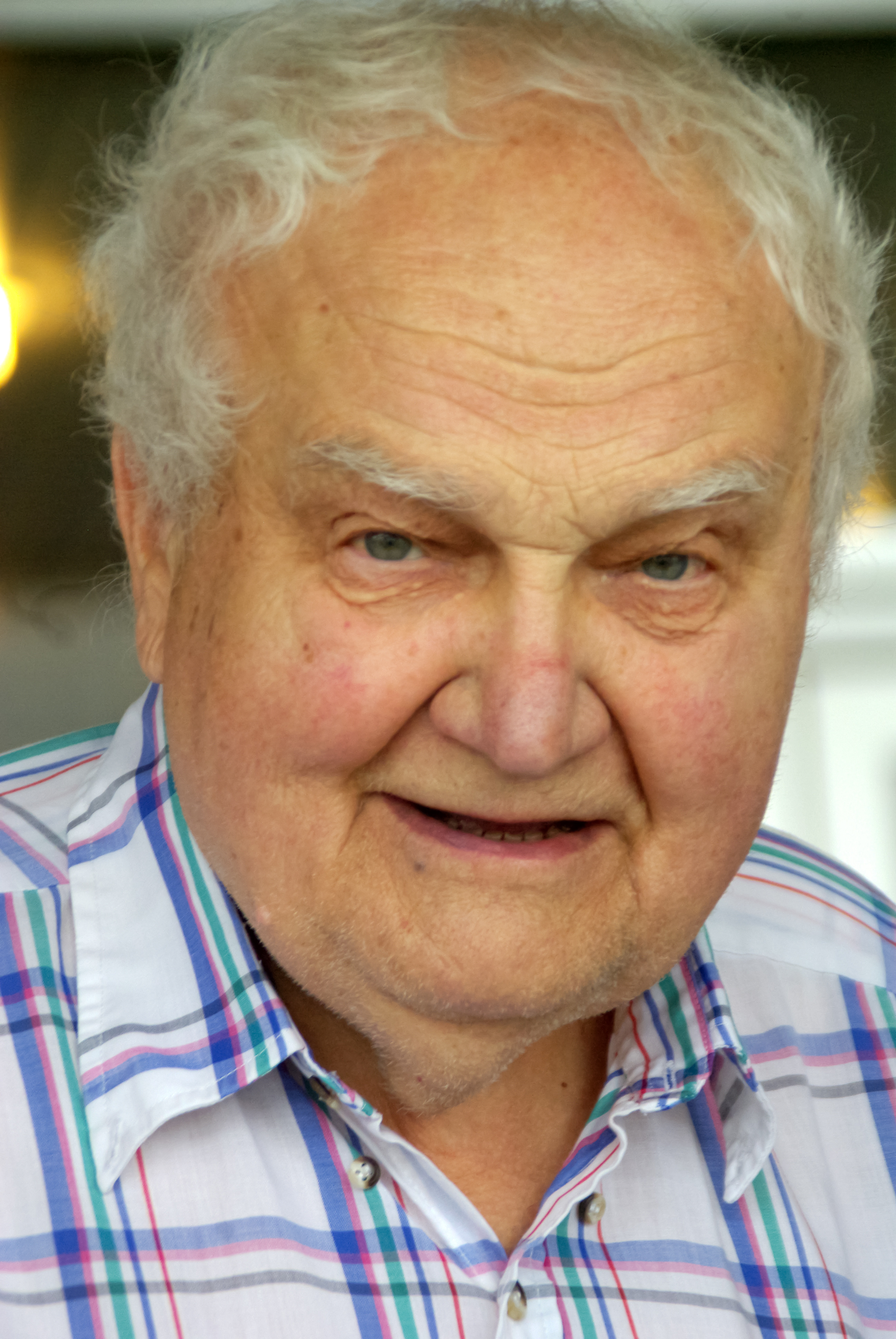
Вячеслав Иванов

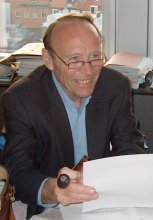
Оле Краруп

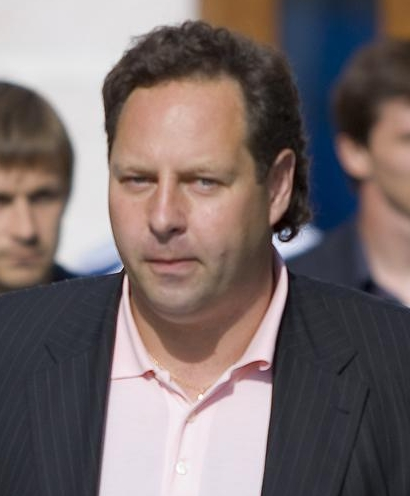
Константин Сарсания

- Альменас, Казис (82) — литовский физик, писатель, публицист и издатель[326].
- Будингер, Хуго (90) — западногерманский хоккеист на траве, бронзовый призёр летних Олимпийских игр в Мельбурне (1956)[327].
- Бутко, Валерий Николаевич (83) — советский железнодорожник[328].
- Влодек, Пётр Афанасьевич (93) — священнослужитель Украинской православной церкви, митрофорный протоиерей, профессор богословия, ректор Киевской духовной семинарии (1989—1991), почётный гражданин Волыни (2010), участник ВОВ[329].
- Волков, Игорь Григорьевич (71) — советский и российский театральный актёр, артист Курганского театра драмы[330].
- Гао Ман (91) — китайский писатель, художник и литературный переводчик[331].
- Генчев, Генчо (75) — болгарский композитор и дирижёр, собиратель фольклора, художественный руководитель ансамбля «Дунав»[332].
- Джумакадыров, Темир Курмангазиевич (38) — киргизский государственный и политический деятель, вице-премьер Кыргызстана (с 2017); ДТП[333].
- Довгий, Алексей Прокофьевич (88) — советский и украинский поэт, дед депутата Верховной Рады Украины Олеся Довгого[334].
- Долльхайзер, Хуго (90) — немецкий хоккеист на траве, бронзовый призёр летних олимпийских игр (1956)[335].
- Домрачев, Виктор Андрианович (82) — советский и российский учёный в области комплексной механизации и автоматизации сельскохозяйственного производства, член-корреспондент РАН (2014; член-корреспондент РАСХН с 1997)[336].
- Иванов, Вячеслав Всеволодович (88) — советский и российский лингвист, переводчик и семиотик, антрополог, академик РАН (2000), сын писателя Всеволода Иванова[337].
- Йохансен, Ян Арвид (70) — норвежский музыкант[338].
- Краруп, Оле (82) — датский политический деятель, депутат Европейского парламента (1994—2007)[339].
- Моисеев, Валентин Сергеевич (80) — советский российский врач-терапевт, заведующий кафедрами внутренних болезней и факультетской терапии РУДН (с 2002), академик РАН (2013; академик РАМН с 2005), сын учёного Сергея Моисеева[340].
- Мунцоне, Анджело (84) — итальянский политический деятель, мэр Катании (1982—1984)[341].
- Нудельман, Рафаил Эльевич (86) — советский и израильский писатель, переводчик и литературный критик, публицист, педагог[342].
- Ожиганова, Марина Георгиевна (60) — российский художник, мастер художественной росписи[343].
- Сарсания, Константин Сергеевич (49) — советский футболист и российский футбольный агент, функционер и тренер («Зенит»)[344].
- Сисип, Вашингтон (96) — американский предприниматель, основатель SyCip Gorres Velayo & Co. и Азиатского института управления[345].
- Хомутинников, Николай Петрович (89) — советский и российский хоккейный арбитр, судья международной категории[346].
- Царёва, Раиса Николаевна (78) — советский и российский общественный деятель, директор Омской областной универсальной научной библиотеки имени А. С. Пушкина (1973—2012), заслуженный работник культуры РСФСР (1984)[347].
- Шах, Кундан (69) — индийский режиссёр и сценарист[348].

## 6 октября

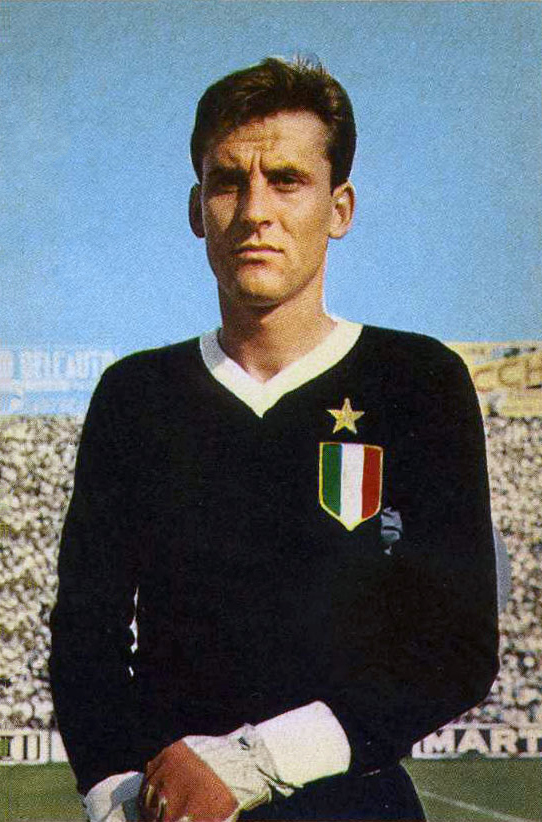
Роберто Андзолин

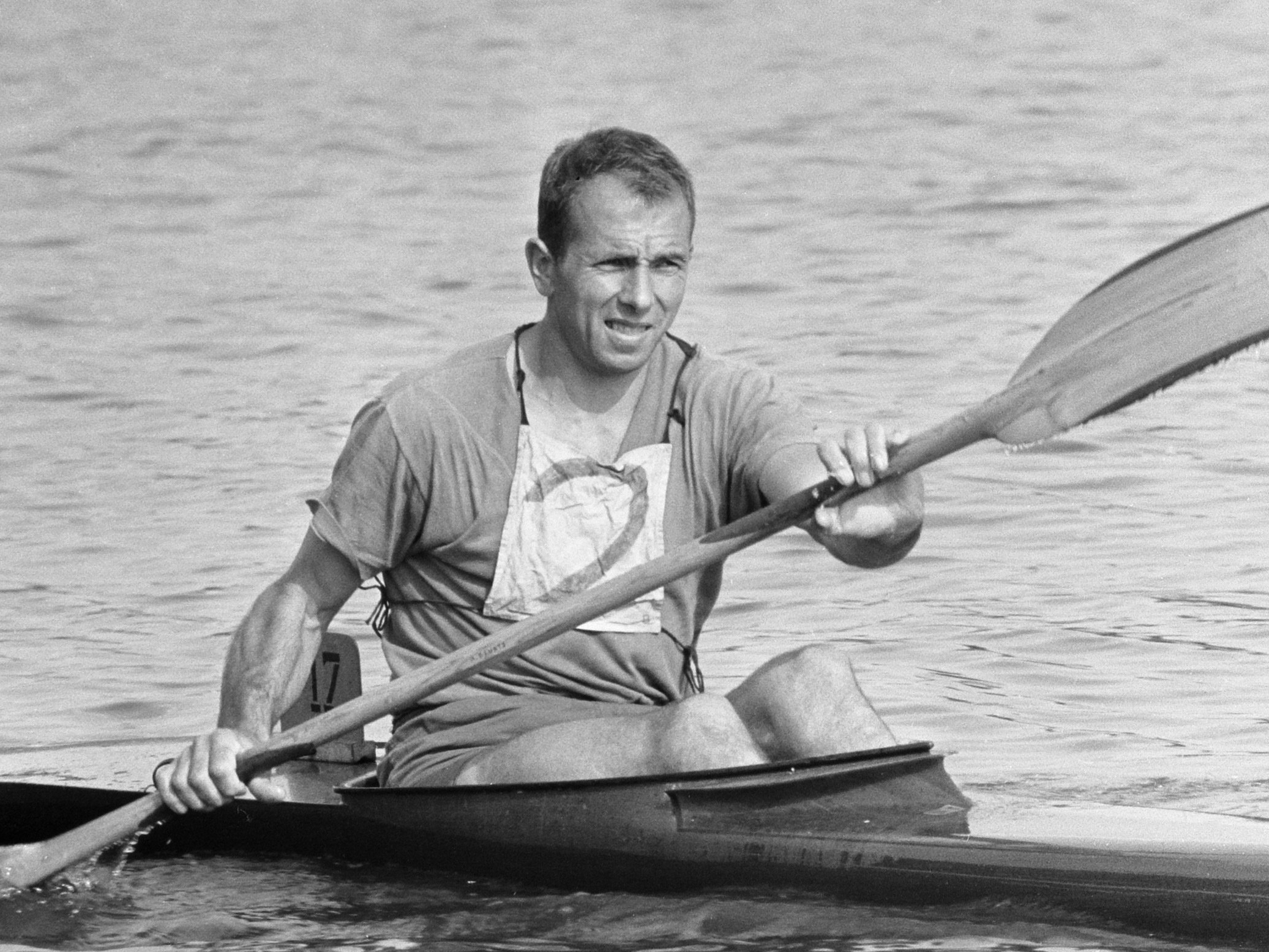
Антниус Гёртс

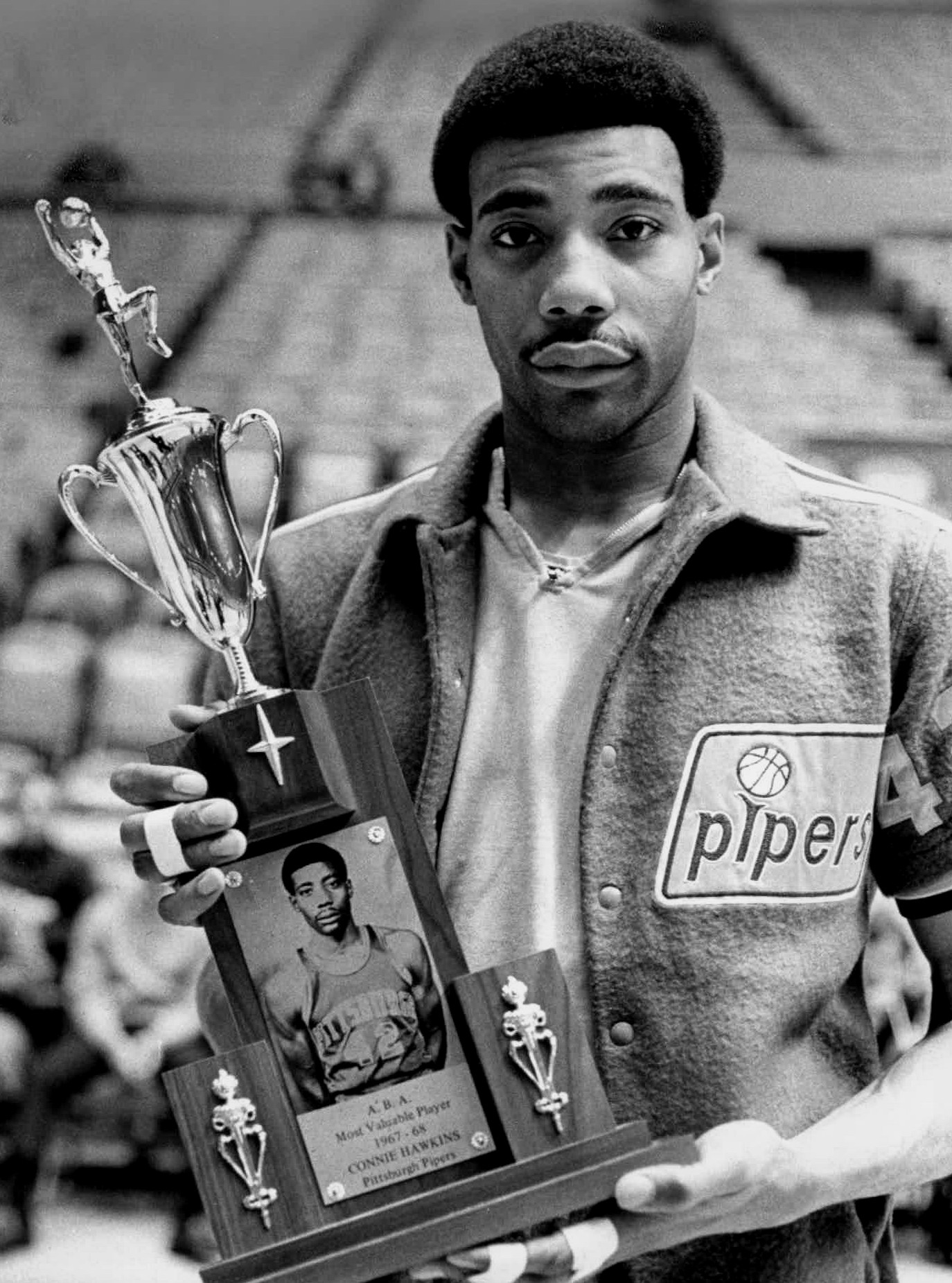
Конни Хокинс

- Андзолин, Роберто (79) — итальянский футболист, вратарь («Ювентус»)[349].
- Баарс, Клаус-Юрген (83) — немецкий лётчик, генерал-лейтенант авиации[350].
- Бдеян, Амаяк Гургенович (91) — советский и армянский художник и керамист, народный художник Армении[351].
- Гаджиев, Магомед Даудович (69) — советский и российский дагестанский поэт[352].
- Гао Ман (91) — китайский переводчик, писатель, художник[353].
- Гаре, Лу (78) — британский саксофонист[354].
- Гёртс, Антониус (85) — нидерландский гребец-байдарочник, серебряный призёр летних Олимпийских игр в Токио (1964)[355].
- Голомб, Марек[пол.] (77) — польский тяжелоатлет, бронзовый призёр летних Олимпийских игр в Мехико (1968)[356].
- Горбань, Александр Васильевич (63) — российский дипломат, Постоянный представитель Российской Федерации при Продовольственной и сельскохозяйственной организации Объединённых Наций и Всемирной продовольственной программе ООН (2014—2017)[357].
- Даунс, Терри (81) — британский боксёр и актёр, чемпион мира (1961—1962)[358].
- Маркс, Дэвид (64) — британский архитектор (Лондонский глаз)[359].
- Мэй, Ральфи (45) — американский актёр-комик (тело найдено в этот день)[360].
- Прохоров, Юрий Павлович (62) — советский и российский футболист и тренер[361].
- Семёнова, Ксения Александровна (98) — советский и российский врач-невролог, заслуженный деятель науки РСФСР[362].
- Сиглер, Банни (76) — американский соул-певец, автор песен и музыкальный продюсер[363].
- Тернбулл, Рэй (78) — канадский кёрлингист, серебряный призёр чемпионата мира (1965)[364].
- Томилова, Раиса Ивановна (76) — бригадир сепараторщиков объединения «Якуталмаз», Герой Социалистического Труда (1981)[365].
- Феррет Рамирес, Дарси (47) — кубинский врач и журналист, диссидент и узник совести[366].
- Хокинс, Конни (75) — профессиональный американский баскетболист, выступавший в Национальной баскетбольной ассоциации (НБА)[367].

## 5 октября

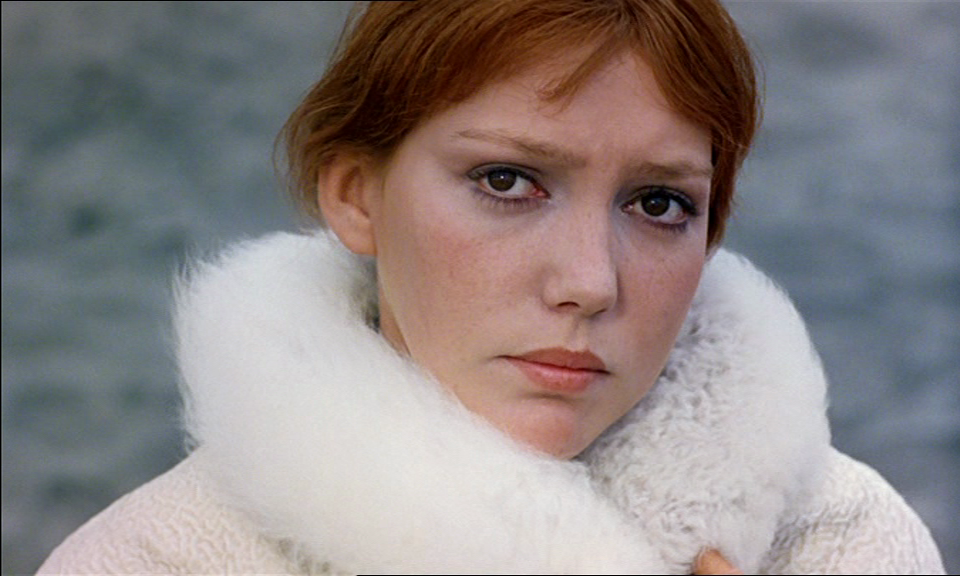
Анна Вяземски

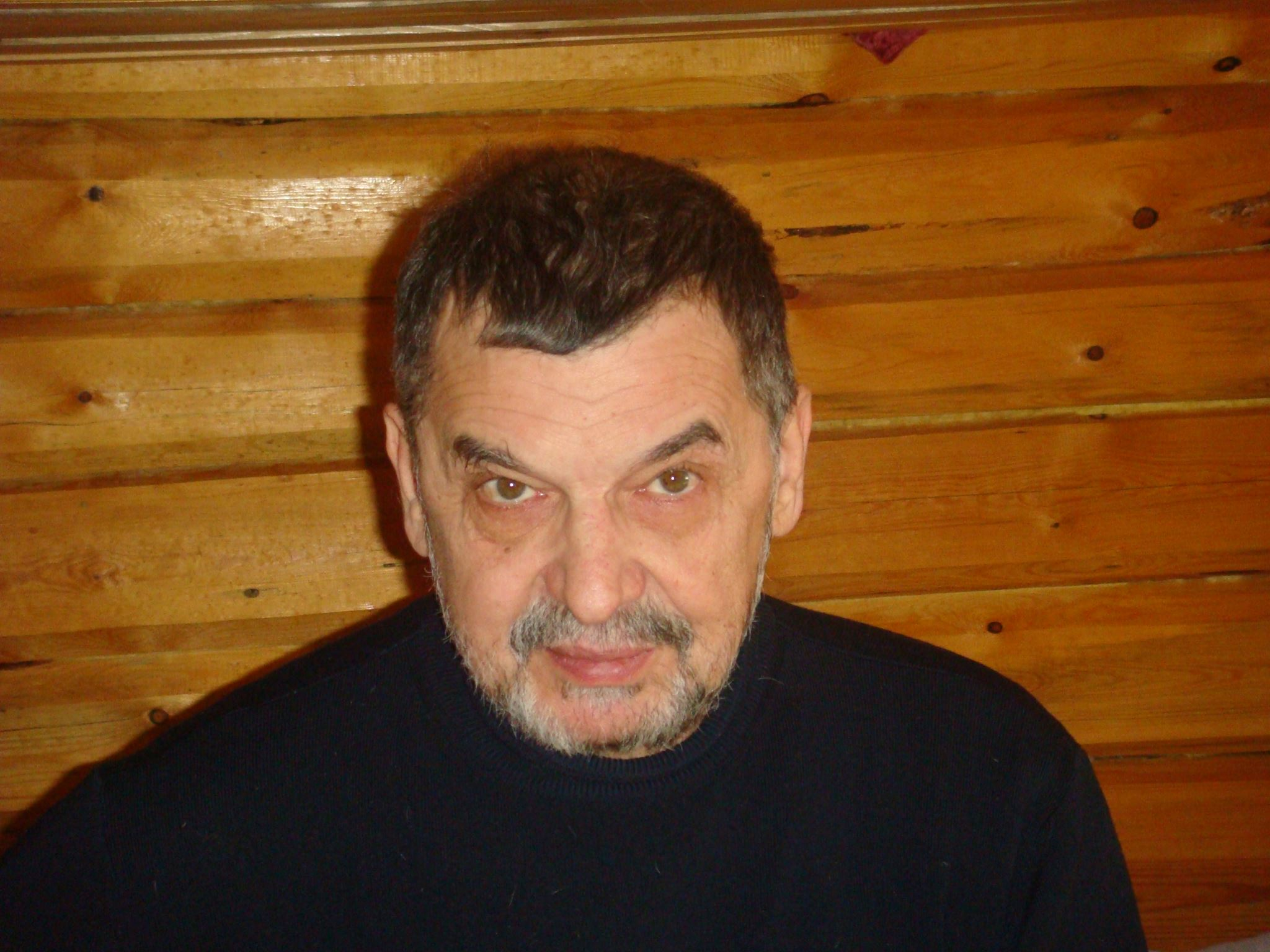
Вячеслав Кокорин

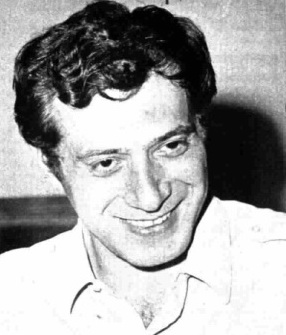
Дждорджо Прессбургер

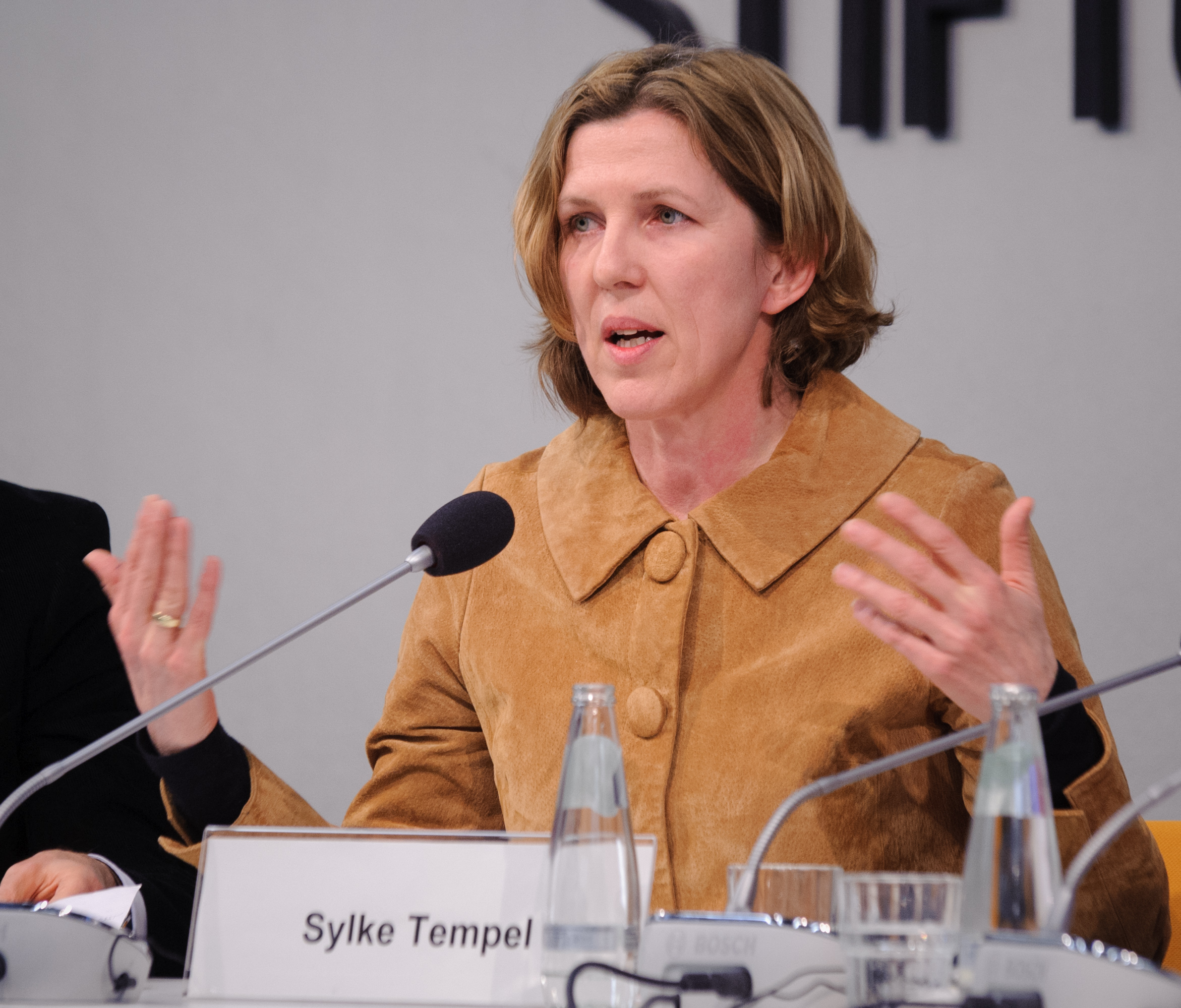
Силке Темпел

- Баев, Олег Яковлевич (76) — советский и российский учёный-криминалист, заслуженный деятель науки Российской Федерации[368].
- Вяземски, Анна (70) — французская актриса русского происхождения, праправнучка графа Вяземского-Дашкова[369].
- Делонг, Армин (92) — чехословацкий и чешский физик, заместитель председателя правительства Чехословакии (1990)[370].
- Евфимий (Логвинов) (64) — священнослужитель Русской православной церкви заграницей, игумен, клирик монастыря преподобного Иова Почаевского в Мюнхене[371].
- Исмаил, Рафиг (78) — азербайджанский политолог, востоковед, публицист, советник президента Азербайджана Абульфаза Эльчибея, отец политолога Тогрула Исмаила[372].
- Кассаева, Татьяна Николаевна (55) — российская оперная певица (сопрано), солистка Самарского театра оперы и балета[373].
- Кокорин, Вячеслав Всеволодович (73) — советский и российский театральный режиссёр и актёр театра и кино[374].
- Кузин, Валерий Андреевич (73) — советский и российский музыкант, концертмейстер, солист оркестра Омского академического симфонического оркестра, заслуженный артист РСФСР (1984)[375].
- Ван дер Лаан, Эберхард (62) — нидерландский государственный деятель, министр жилищного строительства (2008—2010), мэр Амстердама с 2010 года[376].
- Леру, Эрве (60) — французский модельер, основатель (Herve Leger)[377].
- Мартин, Тревор (87) — британский актёр[378].
- Ди Маседу, Антониу (86) — португальский режиссёр, сценарист и писатель[379].
- Мислоу, Курт (94) — американский химик[380].
- Нотт, Джон Фредерик (78) — английский металлург и материаловед[381].
- Прессбургер, Джорджо (80) — итальянский и венгерский писатель, лауреат премии Виареджо (1998)[382].
- Темпель, Зильке (54) — немецкая журналистка и писательница, лауреат премии «Квадрига» (2003); несчастный случай[383].
- Хангану, Дэн (78) — канадский архитектор румынского происхождения[384].
- Эшкобар, Рут (81) — бразильская и португальская актриса[385].

## 4 октября

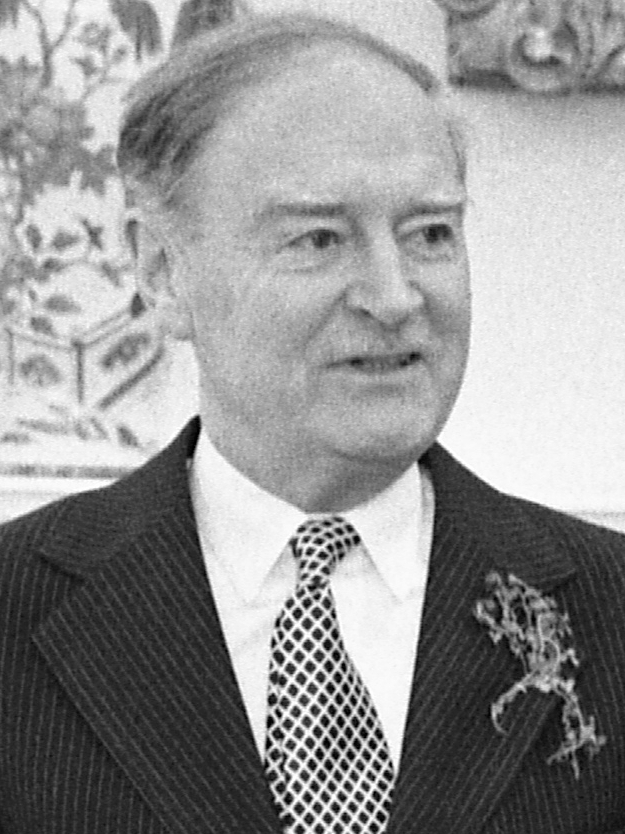
Лиам Косгрейв

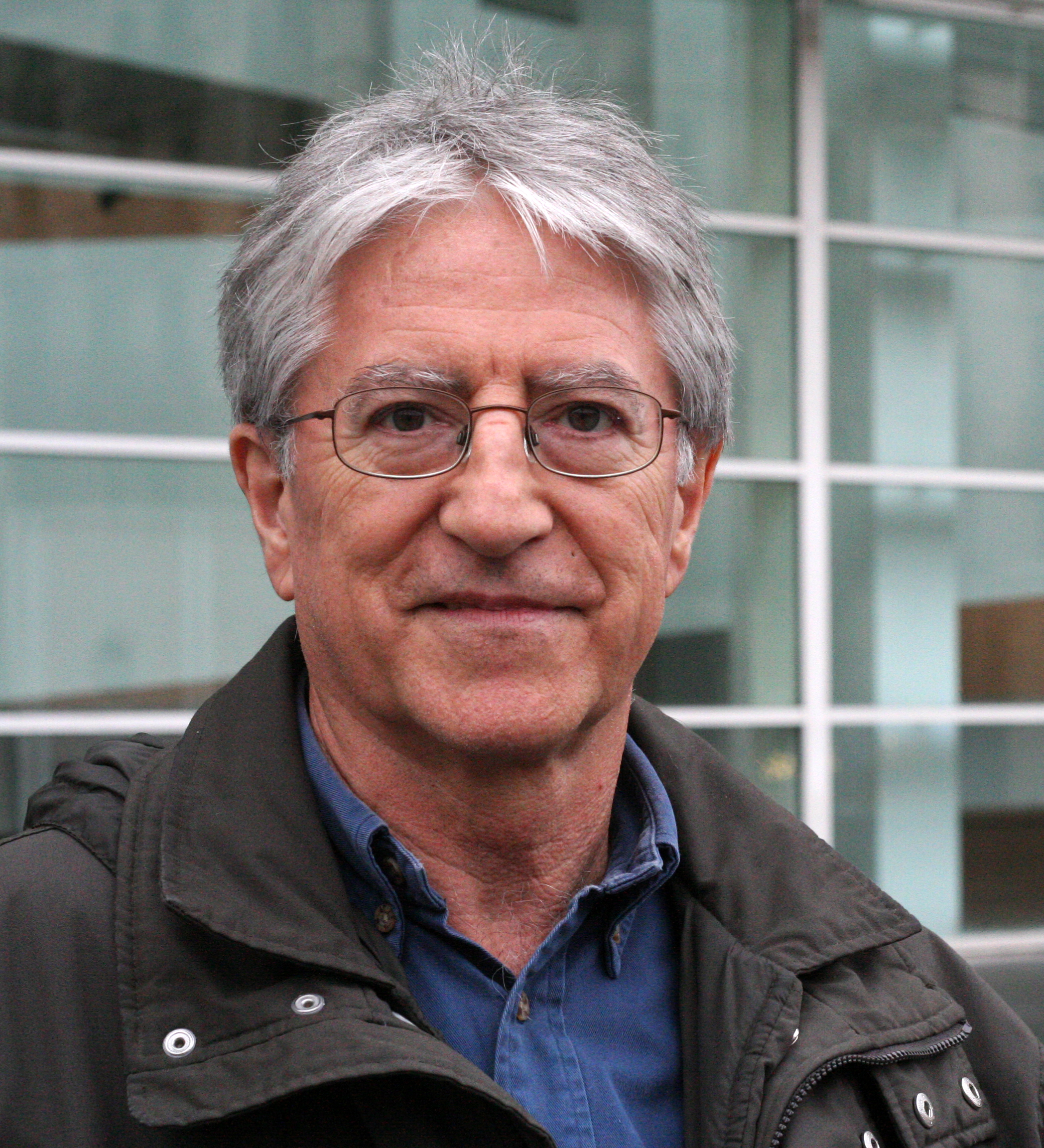
Хесус Мостерин

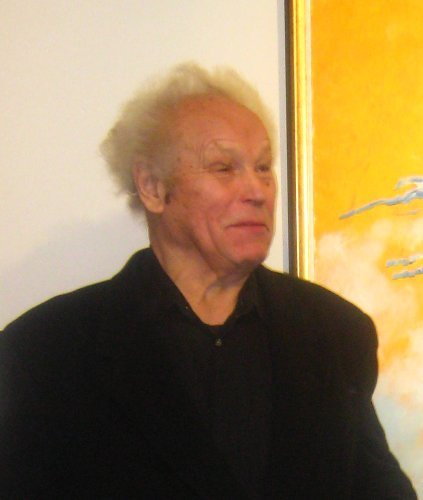
Бронислав Хромый

- Гуреева, Людмила Николаевна (74) — советская волейболистка, серебряный призёр летних Олимпийских игр в Токио (1964)[386].
- Коларж, Карел (61) — чехословацкий легкоатлет, чемпион первенства Европы по лёгкой атлетике в помещении в Вене (1979)[387].
- Косгрейв, Лиам (97) — ирландский государственный деятель, премьер-министр Ирландии (1973—1977) en:Liam Cosgrave.
- Мостерин, Хесус (76) — испанский философ[388].
- Ренчин, Владимир (75) — чешский художник-карикатурист и книжный иллюстратор[389].
- Росс, Джерри (84) — американский поэт-песенник[390].
- Синото, Йосихико (93) — японский археолог[391].
- Старченко, Валентина Михайловна (66) — советский и российский ботаник[392].
- Теппер, Уильям (69) — американский актёр[393].
- Хромый, Бронислав (92) — польский скульптор и педагог, профессор[394].
- Щерба, Владимир Яковлевич (56) — белорусский учёный в области горного машиностроения и разработки калийных месторождений, доктор технических наук, лауреат Государственной премии Республики Беларусь[395].

## 3 октября

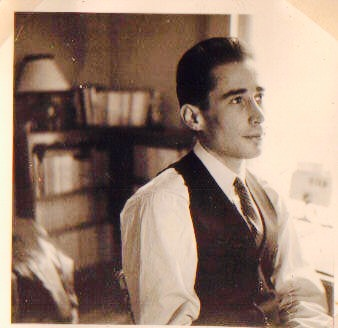
Андре Леви

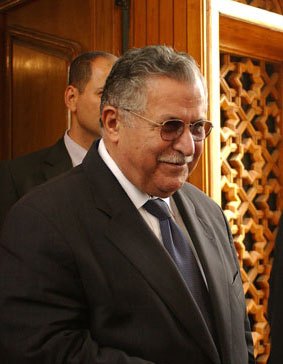
Джаляль Талабани

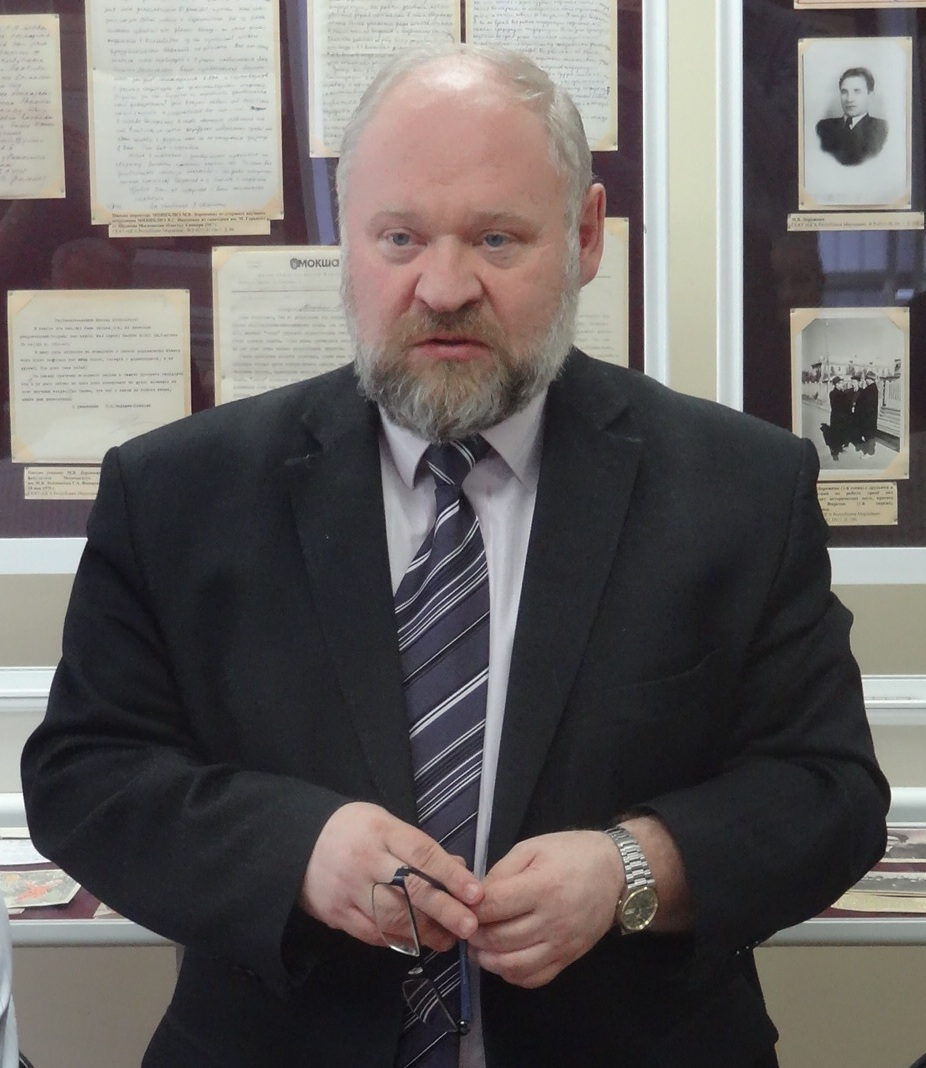
Валерий Юрченков

- Абрамова, Людмила Владимировна (97) — советский и российский литературовед, вдова писателя Фёдора Абрамова[396].
- Бикерстафф, Родни (72) — британский профсоюзный деятель, последний генеральный секретарь Национального союза государственных служащих (1982—1993), генеральный секретарь профсоюза UNISON (1996—2001), президент Национальной конвенции пенсионеров (2001—2005)[397].
- Гайдук, Станислав Аркадьевич (72) — советский и белорусский кинорежиссёр, сценарист[398].
- Жуве, Мишель Марсель (91) — французский физиолог[399].
- Йоргенсен, Ниндзя (77) — американская волейболистка, чемпионка Панамериканских игр (1967)[400].
- Карле, Изабелла (95) — американский химик, лауреат Национальной научной медали США (1995)[401].
- Клейн, Михаил Леонидович (71) — советский и российский пианист, солист Иркутской областной филармонии (с 1972 года), заслуженный артист РСФСР (1987)[402].
- Кобласа, Ян (84) — чешский скульптор[403].
- Леви, Андре (91) — французский синолог и переводчик[404].
- Мартино, Франческо (80) — итальянский гос[405].
- Панченко, Евгений Михайлович (43) — российский футболист[406].
- Рубенис, Андрис (66) — советский и латвийский учёный, член-корреспондент АН Латвии, профессор[407].
- Са, Сержиу (63) — бразильский композитор, певец, музыкант и аранжировщик[408].
- Сохайль, Тассадук (87) — пакистанский художник[409].
- Талабани, Джаляль (83) — иракский государственный деятель, президент Ирака (2005—2014)[410].
- Юрчёнков, Валерий Анатольевич (57) — советский и российский историк, заслуженный деятель науки Российской Федерации (2008)[411].

## 2 октября

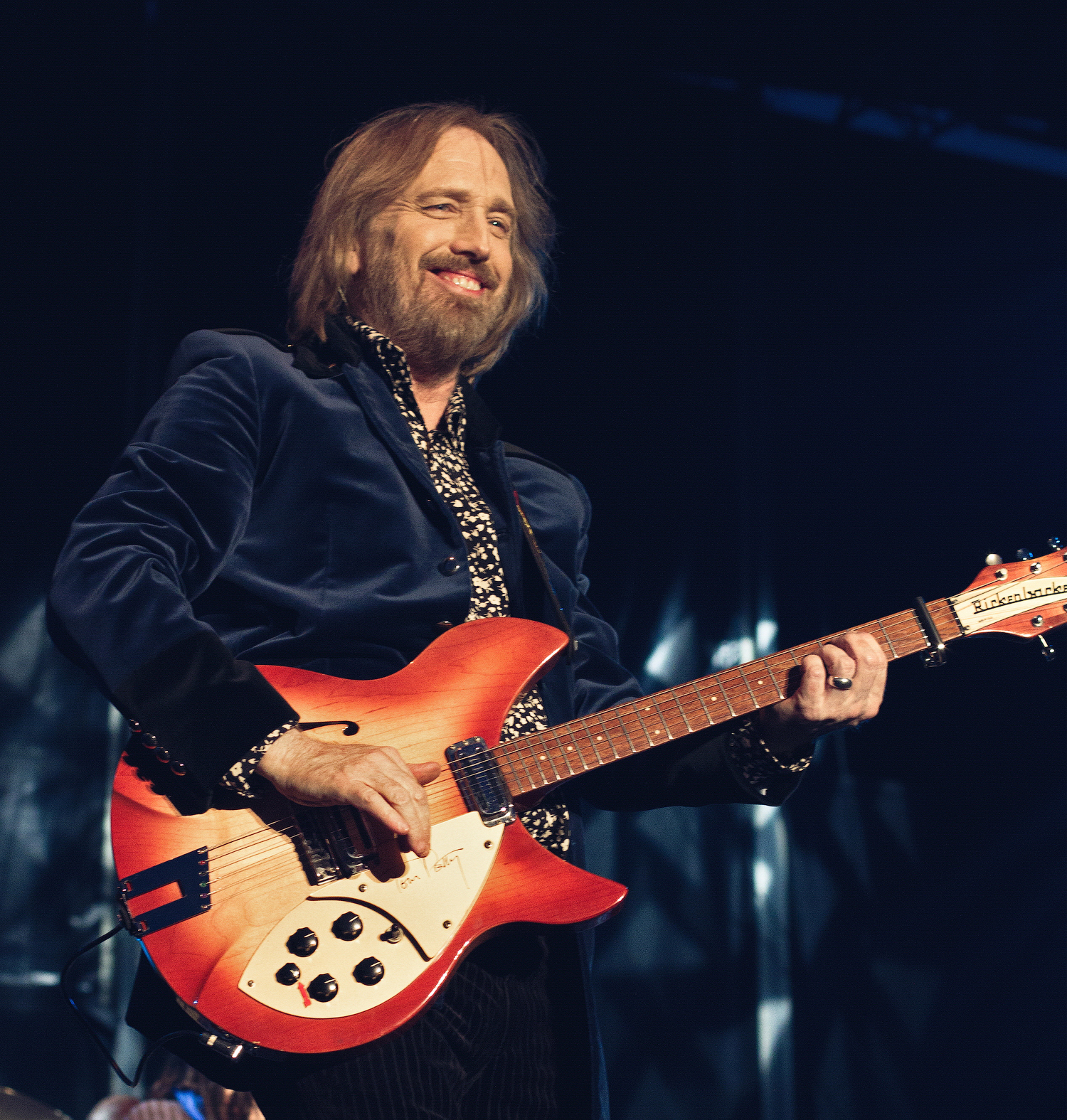
Том Петти

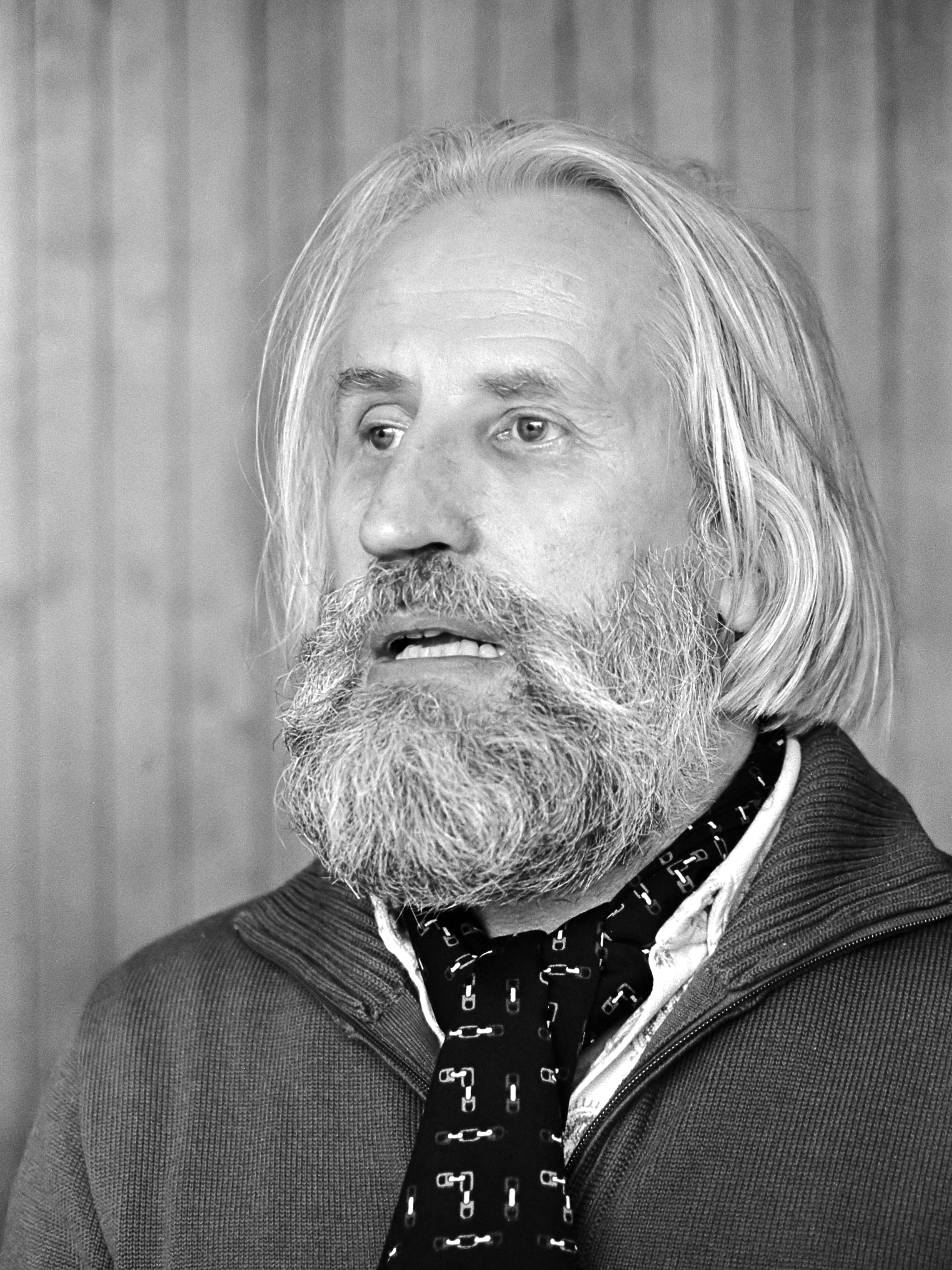
Клаус Хубер

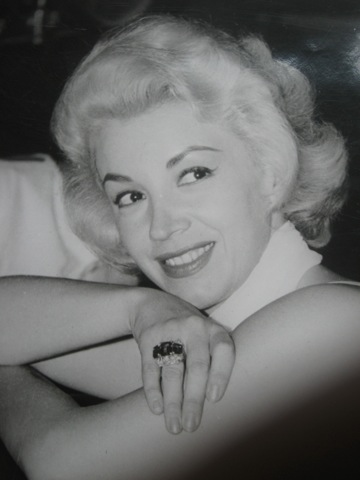
Эванхелина Элисондо

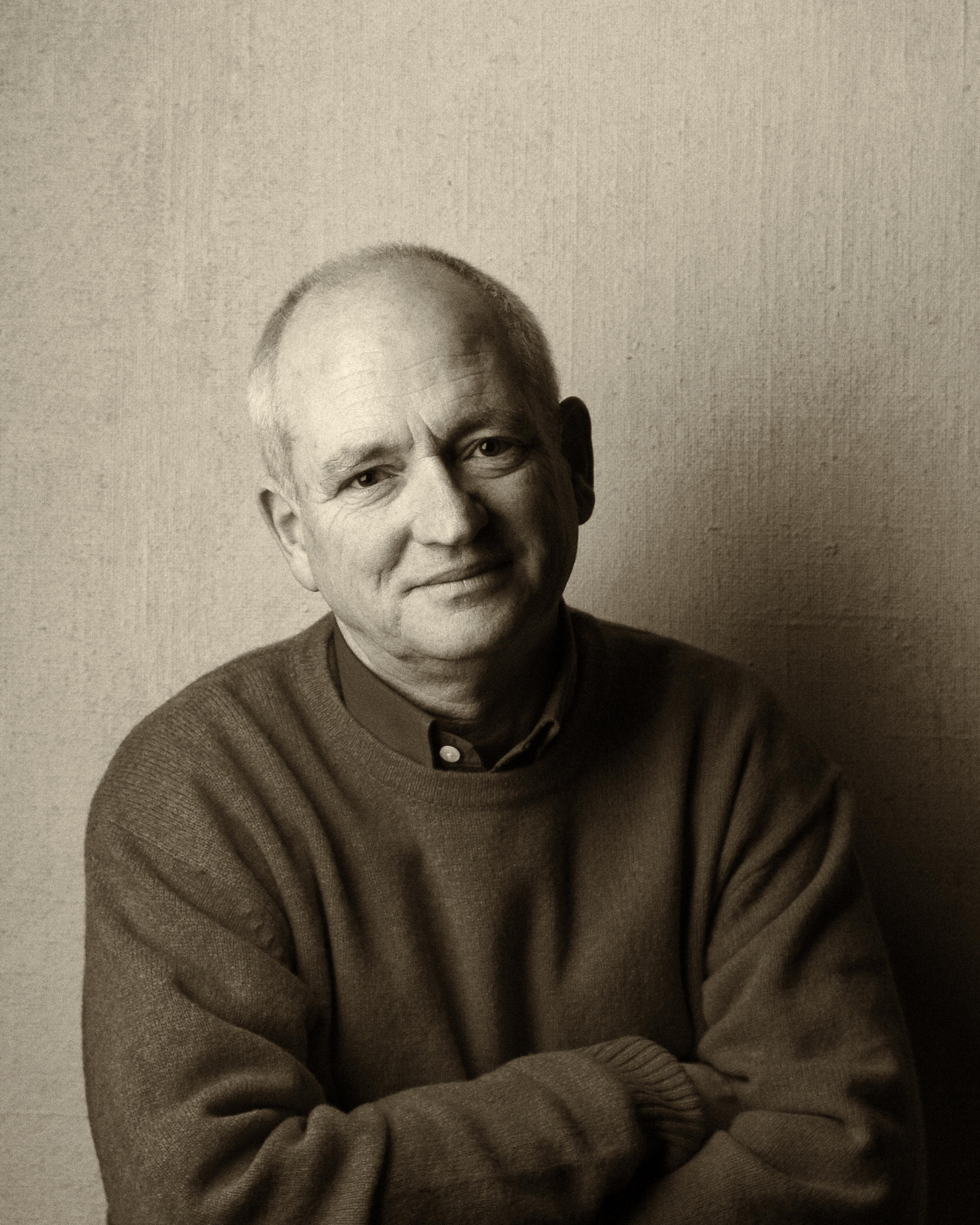
Роберт Элси

- Аммосова, Елена Максимовна (80) — советский и российский политический и общественный деятель, дочь Раисы Цугель и Максима Аммосова[412].
- Бер, Анн (59) — французская писательница[413].
- Бертон, Уоррен (72) — американский актёр[414].
- Долинин, Валерий Евстафьевич (57) — советский, российский и латвийский актёр, театральный режиссёр, педагог, заслуженный артист Латвии[415].
- Ким Ун Ён (86) — южнокорейский спортивный функционер, президент Всемирной федерации тхэквондо (1973—2004)[416].
- Клюйков, Александр Иванович (70) — советский и российский врач, тренер-массажист женской сборной СССР и России по волейболу (с 1978 года) и сборной России по фигурному катанию (с 2012 года)[417].
- Колакович, Азра (40) — боснийская поп-фолк-певица[418].
- Лайтфут, Эдвин (92) — американский инженер-химик, лауреат Национальной научной медали США (2004)[419].
- фон Лёффельхольц, Фридрих (62) — немецкий велосипедист и тренер[420].
- Лоис, Димитрис (56) — греческий бизнесмен, глава подразделения компании Coca-Cola (с 2011 года)[421].
- Молоток, Пётр Филиппович (77) — советский и российский передовик сельского хозяйства в Сахалинской области, Герой Социалистического Труда (1976)[422].
- Острак, Симон (93) — американский учёный, пионер в области микрогравитации[423].
- Отеллини, Пол (66) — американский бизнесмен, главный исполнительный директор компании Intel (2005—2013)[424].
- Пантояс, Антонио (68) — американский актёр[425].
- Петти, Том (66) — американский рок-музыкант (The Heartbreakers)[426].
- Резунков, Виктор Юрьевич (59) — российский журналист и диссидент, корреспондент радио «Свобода»[405].
- Смелзер, Нил (87) — американский социолог, иностранный член РАН (2006)[427].
- Смышляев, Евгений Васильевич (90) — полный кавалер ордена Славы[428].
- Тиссерат, Барбара (66) — американская художница[429].
- Хубер, Клаус (92) — швейцарский скрипач, композитор, дирижёр, педагог[430].
- Элисондо, Эванхелина (88) — мексиканская актриса, певица и художница[431].
- Элси, Роберт (67) — канадский лингвист и переводчик, специалист по албанской литературе[432].

## 1 октября

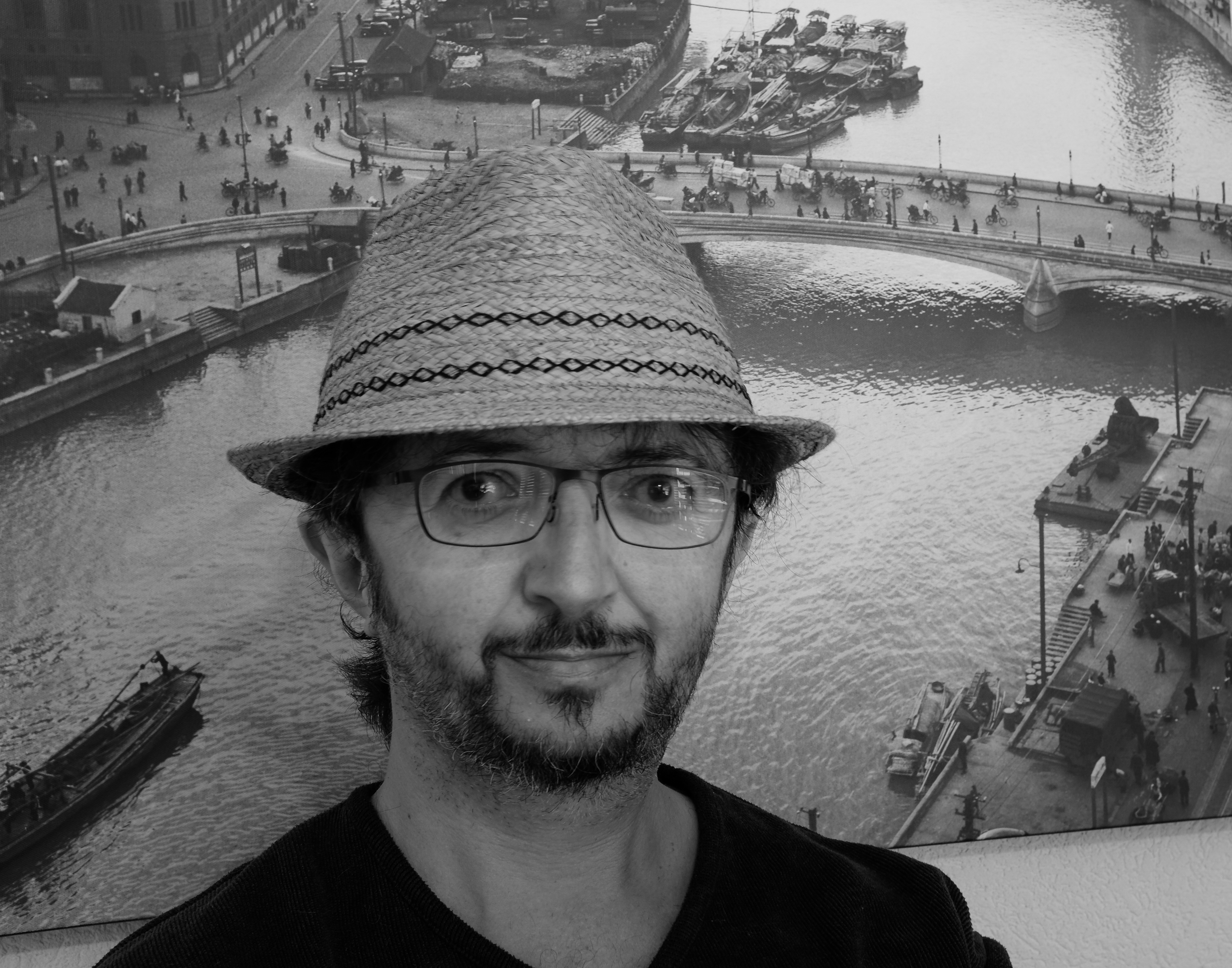
Филипп Рами

- Агаев, Омар Агаджангир оглы (89) — советский и азербайджанский машиностроитель, Герой Социалистического Труда (1974)[433].
- Вольперт, Лариса Ильинична (91) — советская и эстонская шахматистка и литературовед, гроссмейстер (1978), двукратная чемпионка СССР (1954, 1958), доктор филологических наук[434].
- Галиев, Анатолий Сергеевич (82) — советский и российский сценарист, кинодраматург, писатель[435].
- Каппелло, Пьерлуиджи (50) — итальянский поэт, лауреат Премии Виареджо (2010)[436].
- Кирни, Хью (93) — британский историк[437].
- Листопад, Франтишек (95) — португальский поэт чешского происхождения[438].
- Маминашвили, Шота (31) — грузинский футбольный вратарь «Динамо» (Батуми), «Зугдиди»[439].
- Месарош, Иштван (86) — философ и экономист венгерского происхождения, заслуженный профессор Сассекского университета[440].
- Мухаммед, Муктар (72) — нигерийский военный и государственный деятель, губернатор штата Кадуна (1977—1978)[441].
- Мэр, Эдмон (86) — французский профсоюзный лидер, генеральный секретарь Французской демократической конфедерации труда (1971—1988)[442].
- Ньюхауз, Сэмюэл (89) — американский бизнесмен, совладелец издательства «Condé Nast»[443].
- Оганджанян, Мушег Григорьевич (93) — советский хозяйственный, государственный и политический деятель, председатель Нагорно-Карабахского облисполкома (1963—1974)[444].
- Пэддок, Стивен (64) — американский массовый убийца, совершивший массовую стрельбу в Лас-Вегасе; самоубийство[445].
- Рами, Филипп (52) — швейцарский поэт и писатель, лауреат национальной литературной премии (2017)[446].
- Савченков, Виктор Семёнович (70) — советский и российский актёр, артист Красноярского театра музыкальной комедии (с 1985), заслуженный артист России (1994)[447].
- Свинберн, Джон (87) — британский политический деятель, основатель Шотландской партии единства престарелых граждан (2003), депутат Парламента Шотландии (2003—2007)[448].
- Янов, Артур (93) — американский психолог и психотерапевт, автор теории первичной терапии[449].